# Werder Bremen
Der Sport-Verein „Werder“ von 1899 e. V., bekannt als SV Werder Bremen oder einfach nur Werder Bremen oder SV Werder, ist mit 62.500 Mitgliedern (Stand: 1. Juli 2025) der größte Sportverein aus der Freien Hansestadt Bremen und der dreizehntgrößte Deutschlands. Sein Profiteam im Fußball ist Gründungsmitglied der Bundesliga und hält gemeinsam mit dem FC Bayern München den Rekord der meisten Spielzeiten in der höchsten Fußballliga Deutschlands.
Mit 14 nationalen Titeln (viermal Deutscher Meister, sechsmal DFB-Pokalsieger, dreimal Supercup- und einmal Ligapokalsieger) zählt Werder zu den erfolgreichsten Fußballvereinen des Landes. International steht der Gewinn des Europapokals der Pokalsieger 1992 zu Buche. Sowohl in der Ewigen Tabelle der Bundesliga als auch in der Ewigen Tabelle des DFB-Pokals belegt Bremen den dritten Platz.
Anfang Februar 1899 als Fußball-Verein „Werder“ von 1899 gegründet, bietet er heute neben Fußball auch Handball, Leichtathletik, Tischtennis, Turnspiele, Gymnastik und Schach an. Werder Bremen besteht nach der Ausgliederung profitorientierter und leistungssportlicher Abteilungen des Gesamtvereins am 27. Mai 2003 aus dem für den Amateursport zuständigen gemeinnützigen Sport-Verein „Werder“ von 1899 e. V. und der unter anderem für den Profifußball verantwortlichen SV Werder Bremen GmbH & Co KG aA.
Der Vereinsname ist vom an der Weser gelegenen Stadtwerder abgeleitet, auf dem sich das erste Trainings- und Spielgelände des Vereins befand. Das Wort Werder bezeichnet eine Flussinsel oder das Land, das von einem Fluss aufgeschwemmt wurde, wie den Peterswerder, auf dem sich das heutige Bremer Weserstadion befindet, in dem Werder Bremens Fußballprofis ihre Heimspiele austragen.

## Geschichte

### 1899 bis 1933: Von der Gründung und den ersten Jahrzehnten
Anfang Februar 1899 gründeten 16-jährige Schüler aus handelsbürgerlichen Kreisen mit dem Fußball-Verein „Werder“ von 1899, einem reinen Fußballverein, den Vorläufer des heutigen SV Werder Bremen. Sie hatten bei einem Sportwettbewerb – manche Quellen berichten von einem Tauziehen, andere von einem Stafettenlauf – einen Fußball gewonnen und mit diesem erstmals auf dem Stadtwerder gespielt, wodurch der Grundstein für den FV Werder Bremen und dessen Namen gelegt wurde. Als Gründungsdatum gilt heute der 4. Februar 1899. Weil kein Protokoll der Gründungsversammlung mehr existiert, beruht diese Angabe maßgeblich auf einer Schilderung des ersten Schriftführers des Vereins, die dieser jedoch erst 62 Jahre später im Oktober 1961 niederschrieb. Werders älteste schriftlich überlieferte Vereinssatzung aus dem Jahr 1912 datierte die Gründung ebenso wie die Satzungen von 1931, 1932 und 1933 hingegen auf den 1. Februar 1899. Noch bis zu einer im September 2021 beschlossenen Satzungsänderung behauptete die Werder-Satzung stattdessen als Gründungsdatum den 5. Februar 1899.
Bereits im Dezember 1899 trat der FV Werder dem Verband Bremer Fußball-Vereine bei. In den ersten Jahren durften nur Männer Mitglied werden, die eine höhere Schulbildung nachweisen oder eine Zweidrittelmehrheit im Vorstand für sich gewinnen konnten. Der FV Werder gehörte im Januar 1900 zu den 86 Gründungsvereinen des Deutschen Fußball-Bundes. Am 30. März 1902 trat der FV Werder Bremen erstmals zu einem Spiel im Ausland an, und zwar in Groningen gegen die Groninger Sport Vereniging Be Quick 1887, das die Gastgeber mit 3:0 gewannen.
1903 wurde der Verein mit drei Mannschaften erstmals in allen drei existierenden Spielklassen Bremer Meister und war 1905 der erste Bremer Klub, der Eintrittsgelder verlangte und sein Spielfeld einzäunte. 1910 erlangte Werder überregionale Aufmerksamkeit, als das Endspiel um die Norddeutsche Fußballmeisterschaft erreicht wurde. Dort unterlag man Holstein Kiel. Der FV Werder Bremen qualifizierte sich 1913 als einziger Bremer Verein für die neu gegründete Norddeutsche Verbandsliga, aus der er 1913/14 aber abstieg (sie wurde dann ohnehin aufgelöst). Der Verein musste sich in dieser Zeit gegen nationalistische Tendenzen, vor allem aus der Turnerbewegung, zur Wehr setzen, die den Fußball für einen „Unsport“ und wegen seiner englischen Herkunft für „undeutsch“ hielten. Trotzdem wurde während des Ersten Weltkriegs der Spielbetrieb weitergeführt und 1916 erneut die Bremer Meisterschaft gewonnen.
Anders als einige andere Vereine überstand der FV Werder trotz vieler gefallener Mitglieder die Kriegsfolgen, was hauptsächlich dem Engagement des damaligen Vorsitzenden Hans Jaburg zu verdanken war. Nach dem Krieg wurde mit der Neustrukturierung des Vereins begonnen. Ab 1919 durften auch Frauen Mitglieder werden; ein Jahr später erfolgte, dem Trend der damaligen Zeit entsprechend, die Erweiterung vom Fußball- zum Sportverein mit unter anderem einer Tennis-, Leichtathletik-, Schach- und damals auch Baseball- und Cricketabteilung. Dem entspricht die im selben Jahr durchgeführte Umbenennung in Sport-Verein „Werder“ Bremen von 1899, wobei Fußball weiterhin die wichtigste Sportart innerhalb des Vereins blieb. Ende 1909 hatte der Verein 112 Mitglieder gezählt, bis zum Ersten Weltkrieg stieg die Mitgliederzahl auf fast 300, im Juni 1920 waren es schon 1044 Mitglieder.
Als erster Bremer Verein engagierte er 1922 mit dem Ungarn Ferenc Kónya einen hauptberuflichen „Sportlehrer“ (so die übliche Bezeichnung der Trainer bis in die 1950er Jahre), der aus dem „Sportlehrerfonds“ finanziert wurde. Die damalige Hyperinflation und Werders daraus resultierende Finanzprobleme führten jedoch zur baldigen Trennung. 1924 kehrte Kónya zurück an die Weser. Ab 1921 spielte Werder in der Westkreisliga, der damals höchsten Spielklasse. In der ersten Saison wurde zunächst nur der siebte von acht Plätzen belegt. Als die Liga in der nächsten Spielzeit in die Staffeln Weser und Jade unterteilt wurde, erreichte Werder in letzterer den ersten Rang und wurde nach einem 5:0-Sieg im Entscheidungsspiel gegen den VfB Oldenburg Meister der Westkreisliga. In der Qualifikation zur Endrunde um die norddeutsche Meisterschaft schied der Verein gegen den SV Arminia Hannover aus. Ab der Saison 1924/25 wechselte Werder in die Staffel Weser, in der er 1926 Erster wurde, aber im Entscheidungsspiel gegen den Bremer SV mit 1:6 verlor. Im folgenden Jahr wurde nach einer Endspielniederlage gegen den VfB Komet Bremen erneut die Vizemeisterschaft der Westkreisliga erreicht. Auch 1928 unterlag Werder, nun wieder in der Staffel Jade antretend, diesem Verein im Endspiel. Nachdem die Saison 1928/29 aufgrund der Fußball-Revolution ausgefallen war, konnte Werder im nächsten Jahr die Oberliga Weser/Jade auf Platz vier abschließen. Im Achtelfinale der Endrunde um die norddeutsche Meisterschaft schied der Verein 1931 gegen Altona 93 nach Verlängerung mit 2:3 aus und belegte zwei Jahre später nur den letzten von vier Plätzen.

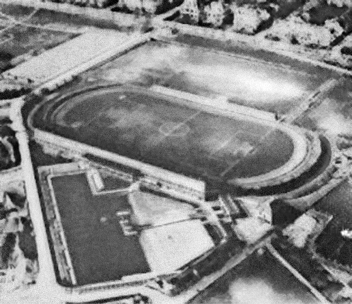
Die ABTS-Kampfbahn, unten links das Stadionbad (Aufnahme von 1928)

Ein geeigneter Ort für die Spiele und zum Training war auch 1925, also zwei Jahre nach der Westkreisligameisterschaft, noch nicht gefunden, so dass der Verein mit dem Allgemeinen Bremer Turn- und Sportverein (ABTS) um den Bau eines Stadions am Weserufer konkurrierte, wobei sich der ABTS durchsetzte. Wie zu dieser Zeit auch mehrere andere Bremer Vereine, trug Werder seit 1930 die meisten, später alle seine Heimspiele in der nun Weserstadion genannten ehemaligen ABTS-Kampfbahn aus, da sich der ABTS beim Bau finanziell übernommen hatte und das Stadion an den SV Werder verpachten musste.

### 1933 bis 1945: Die Zeit des Nationalsozialismus
| 1933/34 | Gauliga Niedersachsen           | 1/10        |             |             |
| 1934/35 | Gauliga Niedersachsen           | 2/11        |             |             |
| 1935/36 | Gauliga Niedersachsen           | 1/11        |             |             |
| 1936/37 | Gauliga Niedersachsen           | 1/10        |             |             |
| 1937/38 | Gauliga Niedersachsen           | 3/10        |             |             |
| 1938/39 | Gauliga Niedersachsen           | 4/10        |             |             |
| 1939/40 | Gauliga Niedersachsen-Nord      | 2/6         |             |             |
| 1940/41 | Gauliga Niedersachsen-Nord      | 2/6         |             |             |
| 1941/42 | Gauliga Niedersachsen-Nord      | 1/6         |             |             |
|         | Finalrunde                      | 1/6         |             |             |
| 1942/43 | Gauliga Weser-Ems               | 2/10        |             |             |
| 1943/44 | Gauliga Weser-Ems Gruppe Bremen | 4/8         |             |             |
| 1944/45 | Gauliga Weser-Ems Gruppe Bremen | abgebrochen | abgebrochen | abgebrochen |

Die NS-Zeit brachte erhebliche Veränderungen auch im deutschen Ligafußball mit sich: Es wurden 16 Gauligen eingeführt, die von nun an die höchste deutsche Spielklasse waren. Werder Bremen gehörte zu den Gründungsmitgliedern der Gauliga Niedersachsen, wo der Verein die ersten überregionalen Erfolge verbuchen konnte. Die Bremer Kampfbahn (Weserstadion) wurde in dieser Zeit oft auch für politische Propagandaveranstaltungen der Nationalsozialisten benutzt. Da sich eine Professionalisierung des Fußballs andeutete, der bis dato reiner Amateursport gewesen war, verstärkte Werder Anfang der 1930er-Jahre seine Mannschaft mit einigen späteren Nationalspielern: 1933 kam Hans Tibulski nach Bremen und bei der Weltmeisterschaft 1934 im Spiel um Platz drei trug der im Januar desselben Jahres verpflichtete Matthias Heidemann als erster Bremer Spieler das Nationaltrikot. Als man versuchte, auch Edmund Conen anzuwerben, gab es jedoch Ärger und eine Sperre u. a. für den Trainer Josef Müller. Unter Trainern wie Josef Müller oder Walter Hollstein wurde die neue Gaumeisterschaft Niedersachsen 1934, 1936, 1937 und 1942 gewonnen. Im Jahr 1935 wurde in der Gauliga Niedersachsen die Vizemeisterschaft erreicht, so wie auch 1943 in der ein Jahr zuvor eingeführten Gauliga Weser-Ems. 1937 wurde Karl Mayer mit zehn Toren Torschützenkönig in der Endrunde zur Deutschen Meisterschaft.
Der machtzentrierte Aufbau des damaligen Staatsapparates spiegelte sich in der Vereinsführung wider: In dieser Zeit besaß ein Einzelner, ab Mai 1933 als „Vereinsführer“ bezeichnet, alle Machtbefugnisse. Schon früh erwies sich Werder Bremen als nationalsozialistischer Vorzeigeverein, der sich unter dem Vereinsführer Willy Stöver in den Dienst der politischen Ziele des Nationalsozialismus und des Wehrsportgedankens stellte. Anfang 1934 durften Juden nicht mehr Mitglieder beim SV Werder sein. Trotzdem geriet der Verein ab 1937 immer stärker unter Kontrolle des DRL und der lokalen Partei und es wurde bereits im August 1936 ein Dietwart eingeführt. Auf der Bremer Kampfbahn wurden während des Zweiten Weltkrieges zur Flugabwehr drei Flak-Stellungen installiert. So konnten zusammen mit der Luftwaffe bekannte Fußballer bei den Flak-Stellungen stationiert werden, die dann gleichzeitig der Gauligamannschaft zur Verfügung standen. Im März 1945, kurz vor dem Ende des Zweiten Weltkrieges, musste der Spielbetrieb eingestellt werden.
Zu den heute noch bekannten Spielern der 1930er- und 1940er-Jahre gehören nach Vereinsangaben neben Heidemann und Tibulski noch Ziolkewitz, Scharmann und Hundt.

### 1945 bis 1963: Die Nachkriegszeit vor und in der Oberliga Nord
| Saison* | Platz     | ø Zuschauer |
| ------- | --------- | ----------- |
| 1947/48 | 5/12      | 19.000      |
| 1948/49 | 8/13      | 17.090      |
| 1949/50 | 4/16      | 11.733      |
| 1950/51 | 6/17      | 14.687      |
| 1951/52 | 7/16      | 10.933      |
| 1952/53 | 3/16      | 12.333      |
| 1953/54 | 5/16      | 10.466      |
| 1954/55 | 3/16      | 11.866      |
| 1955/56 | 6/16      | 7.733       |
| 1956/57 | 5/16      | 6.933       |
| 1957/58 | 7/16      | 8.066       |
| 1958/59 | 2/16      | 11.466      |
| 1959/60 | 2/16      | 11.466      |
| 1960/61 | 2/16 (P.) | 10.200      |
| 1961/62 | 2/16      | 8.800       |
| 1962/63 | 2/16      | 12.266      |

- Alle Spielzeiten in der Oberliga Nord

Ab September 1945 wurden in der „Exklave“ Bremen (Teil der Amerikanischen Besatzungszone) kommunale Sportgruppen zugelassen; Vereine durften zunächst nicht (wieder-)gegründet werden. Als am 10. November Albert Drewes und andere die Gründungsversammlung einer SG Mitte dazu nutzten, ihren Verein als TuS Werder 1945 aufleben zu lassen – beteiligt waren außerdem die 1933 verbotenen Vereine TV Vorwärts und Freie Schwimmer 1910 – blieb das ohne Bedeutung, weil der Name von den Besatzungsbehörden und dem Sportbeauftragten nicht akzeptiert wurde.
Als die SG Mitte wenige Tage später mit zwölf ehemaligen Werder-Spielern beim SSV Delmenhorst antrat, trug das der Mannschaft eine mehrwöchige Sperre ein, weil sie dort als „Werder-Liga“ plakatiert wurde und außerdem Spiele jenseits der Stadtgrenzen noch untersagt waren.
Im Jahre 1946 wurde mit SV Grün-Weiß 1899 erneut ein leicht abgewandelter Vereinsname angenommen. Dieser wurde dem Verein einen Monat später ebenfalls verboten, da durch die enthaltene Jahreszahl dessen Tradition deutlich wurde. Inzwischen hatten die Vorgaben des Alliierten Kontrollrats im Dezember 1945 das Weiterbestehen von Vereinen aus der Zeit des Dritten Reiches formal untersagt, gleichzeitig aber Vereins- und Verbands-Neugründungen auf Kreisebene zugelassen. Der spätere Vereinsgeschäftsführer Hansi Wolff und seine Mitstreiter mussten aber noch warten, bis ab dem 23. März 1946 auch in der Exklave die alten Vereinsnamen – inklusive SV „Werder“ v. 1899 – unter Auflagen wieder zugelassen wurden. Im selben Jahr wurde bereits eine Bremer Stadtmeisterschaft ausgetragen. Werder gewann diese – siehe: Britische Zonenmeisterschaft (Fußball) – ebenso wie ein Jahr später die Niedersachsenmeisterschaft.
Nachdem mit den Oberligen Süd und Südwest bereits 1945 erste regionale Oberligen gegründet worden waren, geschah dies 1947 auch im Norden und Westen. Werder Bremen gehörte von 1947 bis 1963 der Oberliga Nord an, in der eine norddeutsche Meisterschaft ausgespielt wurde und deren erfolgreichste Mannschaften sich für die Endrunde um die deutsche Meisterschaft qualifizierten. In der Oberliga trat man unter anderem gegen den FC St. Pauli und Hannover 96 an. Werder Bremen stand deutlich im Schatten des Hamburger SV, der die Oberliga-Meistertitel in 15 von 16 Jahren gewann, und hatte zunächst Mühe, sich gegen Lokalrivalen wie den Bremer SV oder TuS Bremerhaven 93 zu behaupten; immerhin sprangen in dieser Zeit auch zwei dritte Plätze heraus (1952/53 unter Trainer Sepp Kretschmann und 1954/55 unter Trainer Fred Schulz). Werders Situation verbesserte sich mit der Verpflichtung des zwischen 1958 und 1963 tätigen Trainers Georg Knöpfle, eines ehemaligen A-Nationalspielers, der sich durch seine Teilnahme an den Olympischen Spielen 1936 in Berlin einen guten Ruf verschafft hatte. Auch die Mannschaft wurde verstärkt: Es gelang Werder 1954, nach einem langen Streit mit dem HSV, den späteren Nationalspieler und Spielmacher Willi Schröder für sich zu gewinnen. Der Versuch des HSV, diesen mit einem verbotenen Handgeld in Höhe von 15.000 Deutschen Mark zu überzeugen, war aufgeflogen und Schröder für ein Jahr gesperrt worden. Später kam Helmut Schimeczek dazu und auch die 1961 erfolgte Verpflichtung der Schalker Willi Soya und Helmut Jagielski erwies sich als positiv. So gelang es Werder in den letzten fünf Spielzeiten der Oberliga, sich hinter dem HSV als zweiterfolgreichste Mannschaft des Nordens zu etablieren: Von 1959 bis 1963 wurde die Mannschaft durchgehend Vizemeister der Oberliga Nord und konnte sich dadurch neben dem HSV und Eintracht Braunschweig als eine von drei norddeutschen Mannschaften für die neu gegründete Bundesliga qualifizieren. Während der Bremer SV aus der Liga abgestiegen war, trennten Werder in der letzten Oberligasaison nur noch zwei Punkte vom Serienmeister HSV.
Sportlicher Höhepunkt der Oberligazeit war der Gewinn des DFB-Pokals 1961 mit einem 2:0 im Endspiel gegen den 1. FC Kaiserslautern durch Tore von Schröder und Jagielski (→ Spieldaten des Endspiels um den DFB-Pokal 1961).
Im Europapokal der Pokalsieger konnte im folgenden Jahr zwar der dänische Aarhus GF im Hin- und Rückspiel besiegt werden, im Viertelfinale schied Werder Bremen gegen Atlético Madrid aus.
Weil der Verein in dieser Zeit oftmals gegen starke Gegner gewann, aber bei schwachen unterlag, wurde er damals „die Sphinx des Nordens“ genannt. Das Einkommen von Fußballspielern war nach dem damaligen Vertragsspieler-Statut des DFB wegen einer vorgegebenen Höchstgrenze von 320 Deutschen Mark für die Bestreitung des Lebensunterhalts nicht ausreichend. Deshalb arbeiteten viele Bremer Spieler zusätzlich bei einem amerikanischen Unternehmen aus der Tabakbranche, das den Verein finanziell unterstützte. Die Mannschaft wurde in dieser Zeit deshalb oft als Texas-Elf bezeichnet.
Namhafte Spielerpersönlichkeiten der Oberligazeit des SV Werder waren nach Vereinsangaben Pico Schütz, Horst Gernhardt, Richard Ackerschott, Horst Stange, Max Lorenz, Willi Schröder und Torwart Dragomir Ilic. Zu nennen sind auch Willi Soya und Helmut Jagielski.

### 1963 bis 1971: Auf und Ab in der Bundesliga
| Saison* | Platz     | ø Zuschauer | Mitglieder* | BL-Kader |
| ------- | --------- | ----------- | ----------- | -------- |
| 1963/64 | 10/16     | 20.733      | 2000        | BL-Kader |
| 1964/65 | 1/16 (M.) | 27.267      | 2000        |          |
| 1965/66 | 4/18      | 21.176      | 2000        |          |
| 1966/67 | 16/18     | 17.412      | 2200        |          |
| 1967/68 | 02/18     | 20.824      | 2350        |          |
| 1968/69 | 09/18     | 18.412      | 2250        |          |
| 1969/70 | 11/18     | 15.353      | 2500        |          |
| 1970/71 | 10/18     | 18.382      | 2500        |          |

- In allen Tabellen zu Saisonbeginn.

Der SV Werder war 1963 einer der Gründungsvereine der Bundesliga. In der ersten Saison kassierte der SV Werder mit Torwart Klaus Lambertz in der ersten Spielminute durch den Treffer des für Borussia Dortmund spielenden Timo Konietzka das erste Tor der neu gegründeten Bundesliga. In dieser Saison musste der eigentlich schon nicht mehr aktive ehemalige Stammtorhüter Dragomir Ilic kurzzeitig reaktiviert werden, da sich vor und nach Saisonbeginn nacheinander sechs Torhüter verletzten. Nachdem man diese Spielzeit im ungefährdeten Mittelfeld auf Platz zehn abgeschlossen hatte, gewann Werder in der Saison 1964/65, im Jahr des 1000-jährigen Stadtjubiläums, „völlig überraschend“ erstmals die deutsche Meisterschaft. Die am 17. Spieltag erklommene Tabellenspitze wurde bis zum Saisonende nicht mehr abgegeben. Dies war der „Mannschaft ohne Stars“ und ihrem Trainer „Fischken“ Multhaup durch gut integrierte Neuzugänge wie Horst-Dieter Höttges, dem Nationalspieler Heinz Steinmann und Klaus Matischak möglich (→ Kader des Meisterjahres 1964/65). Helmut Jagielski überzeugte als einer der ersten Liberos überhaupt in der Bundesliga.
Das folgende Jahr wurde auf Platz vier abgeschlossen, die Saison 1966/67 nur noch auf Platz 16, vier Punkte vor den Abstiegsrängen. Obwohl die Mannschaft 1967/68 nach einem Marsch von Platz 18 bis auf den zweiten Tabellenplatz die Vizemeisterschaft errang, gelang es Werder Bremen nicht, sich dauerhaft unter den Spitzenvereinen der Bundesliga zu etablieren. Erfolgreichen Jahren folgten immer wieder enttäuschende Platzierungen im grauen Mittelfeld oder sogar nahe den Abstiegsrängen.
Im Spiel beim Tabellenführer Borussia Mönchengladbach am 3. April 1971 kam es zu einer in der Bundesligageschichte einmaligen Situation: Kurz vor Schluss beim Spielstand von 1:1 fielen zwei Spieler bei einer Torszene in das Netz des Bremer Tores, wobei einer der damals noch hölzernen Pfosten durchbrach und das Tor einstürzte. Nachdem die Bremer sich im Gegensatz zu den Mönchengladbachern und deren Ordnern, die aufgrund des Spielstandes auf ein Wiederholungsspiel hofften, vergeblich bemüht hatten, das Tor wieder aufzurichten, um den erreichten Spielstand zu retten, brach der Schiedsrichter das Spiel ab. Bremen erhielt nachträglich beide Punkte, da Mönchengladbach kein Ersatztor bereitgehalten hatte.
Die ersten Bundesligajahre wurden neben den bereits genannten durch Spielerpersönlichkeiten wie Pico Schütz, Günter Bernard, Sepp Piontek oder Max Lorenz mitbestimmt.

### 1971 bis 1980: Millionenelf und schleichender Niedergang
| Saison  | Platz | ø Zuschauer | Mitglieder | BL-Kader |
| ------- | ----- | ----------- | ---------- | -------- |
| 1971/72 | 11/18 | 19.618      | 2.400      |          |
| 1972/73 | 11/18 | 15.059      | 2.300      |          |
| 1973/74 | 11/18 | 15.841      | 2.200      |          |
| 1974/75 | 15/18 | 18.765      | 2.200      |          |
| 1975/76 | 13/18 | 20.765      | 2.100      |          |
| 1976/77 | 11/18 | 18.735      | 2.300      |          |
| 1977/78 | 15/18 | 19.947      | 2.200      |          |
| 1978/79 | 11/18 | 17.529      | 2.350      | BL-Kader |
| 1979/80 | 17/18 | 17.647      | 2.270      |          |

Nachdem Werder innerhalb von drei Jahren ins Mittelmaß gesunken war, versuchte der Verein in der Saison 1971/72 in einem Kraftakt als so genannte „Millionenelf“ mit der finanziellen Unterstützung der Bremer Wirtschaft und der Stadt Bremen sowie Trikots in den Bremer Landesfarben Rot und Weiß an bessere Zeiten anzuknüpfen. Ohne klares Konzept und ohne Absprache zwischen Trainer und Vereinsführung wurden viele Stars aus der Bundesliga mit hohen Gehaltsangeboten an die Weser gelotst. Ein Wechsel von Günter Netzer kam nur deshalb nicht zustande, weil dieser zusätzlich die Übernahme der damaligen Stadionzeitschrift Werder-Echo gefordert hatte. Hintergrund dieser Käufe, unter denen Werder noch Jahre später finanziell litt und die sich in fast allen Fällen nicht auszahlten, war die für die nächste Saison beschlossene Abschaffung der Transferhöchstgrenze von 100.000 D-Mark, die in der Saison 1971/72 noch in den DFB-Statuten verankert war. Der Erfolg, den Werder hatte erzwingen wollen, trat nicht ein. In dieser Saison waren vier Trainer in Bremen tätig und am Ende einer Spielzeit, in der das nicht zueinander passende Starensemble nur in seltenen Ausnahmen glänzen konnte, stand ein enttäuschender elfter Platz.
Danach blieb Werder im Ligamittelmaß und zählte dauerhaft zu den so genannten „grauen Mäusen“, später immer wieder zu den Abstiegskandidaten der Liga. Der Fall in die Zweitklassigkeit konnte in der Saison 1974/75 mit einem Punkt Vorsprung auf Platz 16 noch knapp und in der darauf folgenden Spielzeit erst nach einem späten Trainerwechsel zu Otto Rehhagel verhindert werden, nachdem die nun wieder Grün-Weißen am 29. Spieltag auf Platz 16 abgerutscht waren. Eine Kuriosität war die erste Halbzeit der Partie zwischen Werder Bremen und Hannover 96 am 8. November 1975 (0:0), als der angetrunkene Schiedsrichter Ahlenfelder diese zunächst nach 32 Minuten abpfiff, nach einigen Diskussionen doch weiterspielen ließ und schließlich 90 Sekunden vor Ablauf der regulären Spielzeit endgültig zur Halbzeit pfiff. Seiner Aussage nach hatte er vor dem Spiel zum Mittagessen ein Bier und einen Malteser-Schnaps zu sich genommen. Wer noch heute in der Bremer Vereinsgaststätte einen „Ahlenfelder“ bestellt, erhält ein Bier und einen Malteser.
Nach der Spielzeit 1979/80 musste als Vorletzter schließlich der Gang in die 2. Bundesliga Nord angetreten werden. War die Heimbilanz mit zehn Siegen und zwei Unentschieden durchaus passabel, wurden neben einem Unentschieden und einem Sieg sämtliche Auswärtspartien verloren, davon zehn mit vier oder mehr Gegentoren. In den kritischen Jahren zuvor hatte der Verein seinen Verbleib in der Bundesliga den im Weserstadion erzielten Punkten zu verdanken, die diesmal aber nicht ausreichten. In dieser Periode der ausbleibenden Erfolge kam es bei Werder von 1971 bis zum Abstieg 1980 zu neun Trainerwechseln. Einige Cheftrainer waren nur wenige Wochen oder Monate tätig.
Zu den wenigen bei Werder herausragenden Spielerpersönlichkeiten der Jahre vor dem Abstieg gehörten Per Røntved und Dieter Burdenski, der zum deutschen Aufgebot zur WM 1978 in Argentinien gehörte.

### 1980 bis 1987: Wiederaufstieg und Entwicklung zur Spitzenmannschaft
| Saison                               | Platz | ø Zuschauer | Mitglieder |
| ------------------------------------ | ----- | ----------- | ---------- |
| 1980/81*                             | 1/22  | 10.524      | 2.200      |
| 1981/82                              | 5/18  | 24.235      | 2.200      |
| 1982/83                              | 2/18  | 26.547      | 2.260      |
| 1983/84                              | 5/18  | 23.182      | 2.281      |
| 1984/85                              | 2/18  | 21.959      | 2.355      |
| 1985/86                              | 2/18  | 24.756      | 2.260      |
| 1986/87                              | 5/18  | 22.860      | 2.285      |
| *Spielzeit in der 2. Bundesliga Nord |       |             |            |

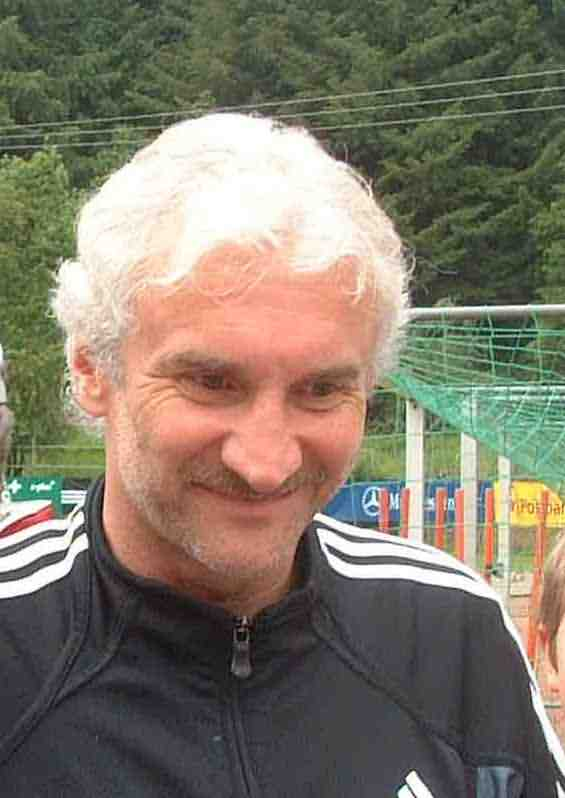
Rudi Völler (2004)

In der Saison 1980/81, der ersten Zweitligaspielzeit von Werder Bremen, gelang unter Kuno Klötzer und Otto Rehhagel trotz eines Einbruchs bei den Zuschauerzahlen der direkte Wiederaufstieg. Dabei erzielte Werder mit 30 Siegen, acht Unentschieden und nur vier Niederlagen einen Rekord nach absoluten Punkten in der Zweitligageschichte. Zudem wurde der bereits 35-jährige Neuzugang Erwin Kostedde mit 29 Toren Torschützenkönig. Klötzer musste im März 1981 aus gesundheitlichen Gründen seinen Trainerposten aufgeben, er wurde durch Rehhagel ersetzt.
Auch im Spiel des SV Werder Bremen war die allgemein zunehmende Spielhärte der Bundesliga festzustellen. Am 14. August 1981 schlitzte Norbert Siegmann den rechten Oberschenkel des für Arminia Bielefeld spielenden Ewald Lienen auf einer Länge von 25 Zentimetern auf, als er seinen Gegenspieler bei einer Grätsche von hinten mit den Stollen traf. Schiedsrichter Medardus Luca ahndete dieses Foul lediglich mit einer Gelben Karte. Bremens Trainer Rehhagel wurde von Lienen vorgeworfen, Siegmann zum vorsätzlichen Foul angestiftet zu haben. Beim Rückspiel trug Rehhagel dann eine beschusshemmende Weste und er erhielt Polizeischutz.
In den folgenden Jahren baute Rehhagel zusammen mit Manager Willi Lemke kontinuierlich eine sportlich starke Mannschaft auf und führte den Club zu dessen Glanzzeit in den 1980er und frühen 1990er Jahren. Werder wurde zum Hauptkonkurrenten des FC Bayern München um die deutsche Meisterschaft, womit die traditionelle gegenseitige Rivalität dieser Vereine ihren Anfang nahm. Im Spiel beider Mannschaften am 21. August 1982 gelang dem Werderaner Uwe Reinders das so genannte Einwurftor: Bayerntorhüter Jean-Marie Pfaff berührte als einziger Reinders kräftigen Einwurf, bevor der Ball die Torlinie passierte, so dass der Treffer zählte. Im selben Jahr verpflichtete Werder Rudi Völler, den besten Torschützen der vorangegangenen Zweitligasaison, als Ersatz für Erwin Kostedde. Der Verein hätte eigentlich die Verpflichtung von Dieter Schatzschneider vorgezogen und nahm Völler nur unter Vertrag, weil der Wunschspieler nicht zu bekommen war. Völler gelang es 1983 als erstem Spieler, nach einer Saison in der 2. Bundesliga auch in der folgenden Spielzeit in der Bundesliga Torschützenkönig zu werden. Zudem wurde er als erster Werder-Spieler Fußballer des Jahres.
Zwischen 1982 und 1987 spielte Werder Bremen attraktiven Offensivfußball und erreichte sechsmal hintereinander einen Platz unter den ersten Fünf der Tabelle und damit die Teilnahme am UEFA-Pokal; allerdings blieb diese Zeit ohne bedeutenden Titelgewinn. In den ersten vier Spielzeiten nach dem Wiederaufstieg erzielte Werder Bremen – umgerechnet auf die Drei-Punkte-Regel – durchschnittlich 1,93 Punkte pro Spiel, was einen Bundesliga-Rekord darstellt, der bis in die 2020er Jahre nicht überboten wurde. Die deutsche Meisterschaft wurde mehrfach knapp, 1982/83 und 1985/86 nur aufgrund der schlechteren Tordifferenz verpasst, 1986 unter für den Verein „traumatischen“ Umständen. Am vorletzten Spieltag vergab Michael Kutzop gegen Bayern München in der 88. Minute nach „zweiminütigen“ Störmanövern per Pfostenschuss einen Handelfmeter, mit dem der Meistertitel hätte vorzeitig gesichert werden können. Die zweite Chance zur Meisterschaft verspielte Werder vier Tage später; ein Unentschieden hätte dem einunddreißigmaligen Tabellenführer dieser Saison am letzten Spieltag in jedem Fall ausgereicht, doch Werder verlor gegen den in der Hinrunde mit 6:0 besiegten VfB Stuttgart und wurde aufgrund des gleichzeitigen Siegs der Bayern erneut nur Vizemeister. Kutzops Leistungen, der alle anderen seiner 40 Elfmeter verwandelt hatte, wurden danach trotz der durch die Mannschaft vergebenen zweiten Chance oft auf diesen einen Fehlschuss reduziert.
Geprägt wurde diese Phase vor allem durch Rudi Völler, der bei Werder Bremen Nationalspieler, internationaler Star und 1983 Torschützenkönig wurde, aber auch durch Spieler wie Klaus Fichtel, Bruno Pezzey, Jonny Otten, Thomas Schaaf, Wolfgang Sidka, Benno Möhlmann, Norbert Meier, Frank Ordenewitz und Uwe Reinders.

### 1987 bis 1995: Titel und Erfolge
| Saison  | Platz         | ø Zuschauer | Mitglieder |
| ------- | ------------- | ----------- | ---------- |
| 1987/88 | 1/18 (M.)     | 22.159      | 2.430      |
| 1988/89 | 3/18          | 20.591      | 2.330      |
| 1989/90 | 7/18          | 19.263      | 2.330      |
| 1990/91 | 3/18 (P.)     | 20.420      | 2.420      |
| 1991/92 | 9/20 (E.d.P.) | 17.388      | 2.627      |
| 1992/93 | 1/18 (M.)     | 21.860      | 2.627      |
| 1993/94 | 8/18 (P.)     | 24.400      | 2.627      |
| 1994/95 | 2/18          | 32.209      | 2.750      |

Nachdem sich Werder in den Jahren zuvor in der Spitzengruppe der Bundesliga hatte etablieren können, allerdings ohne einen Titel gewinnen zu können, wurden die nächsten Jahre, die geprägt waren von Rehhagels „kontrollierter Offensive“, zu den titelreichsten der Vereinsgeschichte. Zwischen 1988 und 1995 war Werder Bremen die neben Bayern München erfolgreichste Mannschaft des deutschen Fußballs: In der Saison 1987/88 wurde mit 22 Gegentoren, den bis zur Saison 2007/08 wenigsten der Bundesligageschichte, zum zweiten Mal die deutsche Meisterschaft errungen. Garant hierfür war neben Torwart Oliver Reck die meist aus Rune Bratseth, Uli Borowka, Gunnar Sauer, Jonny Otten und Thomas Schaaf zusammengesetzte Abwehr sowie der Stürmer Karl-Heinz Riedle, der in der Rückrunde 14 Treffer in 17 Spielen erzielt hatte (→ Kader des Meisterjahres 1987/88). 27-mal führte Werder die Tabelle an und stand bereits nach dem 31. Spieltag als Meister fest.
Im folgenden Jahr qualifizierte sich die Mannschaft als Tabellendritter für den UEFA-Pokal. In der dritten Runde traf Werder Bremen auf den Titelverteidiger SSC Neapel, der seinerzeit zu den besten Vereinen Europas gehörte und mit Nationalspielern wie Gianfranco Zola (Italien), Careca, Alemão und Diego Maradona hochkarätig besetzt war. Das Auswärtsspiel, das mit 3:2 gewonnen wurde und das anschließende Heimspiel, das Werder 5:1 gewann, gehören zu Werders besten Spielen überhaupt. 1989, 1990 und 1991 wurde das Finale des DFB-Pokals erreicht, das 1991 im Elfmeterschießen gegen den 1. FC Köln auch gewonnen werden konnte (→ Spieldaten der DFB-Pokal-Endspiele 1989, 1990 und 1991).
Ein Jahr später wurde der 9. Platz in der erstmals durch ostdeutsche Vereine aufgestockten Bundesliga durch den Gewinn des Europapokals der Pokalsieger in Lissabon und damit dem bedeutendsten internationalen Erfolg positiv überstrahlt. Dabei konnten unter anderem mit Galatasaray Istanbul (2:1, 0:0), dem FC Brügge (0:1, 2:0) und schließlich im Finale dem AS Monaco (2:0) mehrere renommierte Mannschaften besiegt werden. Klaus Allofs, Werders späterer Geschäftsführer des Bereichs Fußball, schoss dabei kurz vor der Pause das 1:0 (→ Spieldaten des Endspiels um den Europapokal der Pokalsieger 1992).
In der Saison 1992/93 übernahm Werder erst am 33. Spieltag durch ein 5:0 gegen den HSV die Tabellenführung und gewann mit einem Punkt Vorsprung vor dem FC Bayern die Meisterschaft. Vor allem Wynton Rufer im Sturm sowie der neu erworbene Spielmacher und spätere österreichische Rekordnationalspieler Andreas Herzog stachen positiv hervor (→ Kader des Meisterjahres 1992/93). Für die folgende Saison qualifizierte sich Werder als erster deutscher Verein für die Gruppenphase der Champions League, dort schied man dann hinter dem FC Porto und dem späteren Sieger AC Mailand aus.
Ein erneuter Gewinn des DFB-Pokals gelang 1994 mit einem ungefährdeten 3:1-Finalsieg über den Zweitligisten Rot-Weiss Essen. Drei der vier Viertelfinalspiele wurden in diesem Jahr durch Elfmeterschießen beendet und viele Bundesligisten von niederklassigen Mannschaften aus dem Wettbewerb geworfen (→ Spieldaten des DFB-Pokal-Endspiels 1994).
Im letzten Jahr unter Rehhagels Regie wurde die Meisterschaft durch ein 2:4 beim FC Schalke 04 am 32. und ein 1:3 beim FC Bayern München am letzten Spieltag verpasst.
Geprägt haben diese Zeit neben den bereits erwähnten Spielern auch Dieter Eilts, Thomas Wolter, Miroslav Votava, Günter Hermann, Frank Neubarth, Bernd Hobsch und Marco Bode.

### 1995 bis 1999: Ende einer Ära
| Saison  | Platz      | ø Zuschauer | Mitglieder |
| ------- | ---------- | ----------- | ---------- |
| 1995/96 | 09/18      | 27.870      | 2.900      |
| 1996/97 | 08/18      | 30.553      | 2.900      |
| 1997/98 | 07/18      | 30.213      | 2.900      |
| 1998/99 | 13/18 (P.) | 29.786      | 2.980      |

Nachdem Werder Bremen 1995 noch einmal Vizemeister geworden war und Rehhagel nach 14-jähriger Amtszeit den Verein verlassen hatte, waren die Zeiten der Titelgewinne und Erfolge in der Bundesliga zunächst vorbei. Es folgten mittelmäßige Platzierungen und mehrere Trainerwechsel (Aad de Mos, Dixie Dörner, Wolfgang Sidka). Die Saison 1998/99 markierte den Tiefpunkt: Nach einem missratenen Saisonbeginn lag Werder Bremen ebenso am Tabellenende wie kurz vor Saisonende, nachdem unter dem neuen Trainer Felix Magath nur vorübergehend eine Besserung eingetreten war.
Konsequenz dieser Situation war ein Früchte tragender Neuanfang: Das Vereinspräsidium mit Präsident Franz Böhmert, Vizepräsident Klaus-Dieter Fischer und Schatzmeister Manfred Müller, das seit vielen Jahren, im Falle Böhmerts fast 30, amtiert hatte, trat unter dem Eindruck der krisenhaften Entwicklung 1999 geschlossen zurück. Es machte damit den Weg für die spätere Umgestaltung des Vereins frei. Auch Manager Willi Lemke beendete vorerst seine Tätigkeit bei Werder, wobei sich die gesamte Führungsmannschaft Werders anschließend in neuen Funktionen des Vereins oder der GmbH und Co KGaA im Aufsichtsrat, im Vorstand oder in der Geschäftsführung wiederfand. Neuer Präsident und späterer Vorsitzender der Geschäftsführung wurde Jürgen Born. Vor den Rücktritten war die Trennung von Felix Magath beschlossen worden, nachdem das Heimspiel gegen den direkten Abstiegskonkurrenten Eintracht Frankfurt verloren worden war. In akuter Abstiegsgefahr wurde in der Trainerfrage auf eine vereinsinterne Kraft gesetzt und der als Coach der Amateure erfolgreiche Thomas Schaaf zunächst bis zum Saisonende zum Cheftrainer der Profis befördert. Seit 1972 im Verein, war Schaaf Spieler in Werders titelreichster Zeit unter Rehhagel und hatte vorher noch keine Profimannschaft trainiert. Er, in dem die Medien und wohl auch der Verein zunächst nur eine Übergangslösung sahen, vermied mit drei Siegen in den letzten vier Spielen den Fall in die Zweitklassigkeit, der Werder in arge finanzielle Nöte gebracht hätte. Kurz nach der Rettung gelang Werder im DFB-Pokal-Finale gegen den FC Bayern München der Sieg im Elfmeterschießen (→ Spieldaten des DFB-Pokal-Endspiels 1999). Schon durch den Finaleinzug qualifizierten sich die Grün-Weißen für den UEFA-Cup, da der FC Bayern München als Meister in die Champions League einzog.
Die nach diesen Erfolgen langfristig angelegte Verpflichtung Schaafs sollte der Grundstein für die Rückkehr in obere Tabellenregionen und das Erreichen weiterer Titel sein.
Auch in dieser Zeit verfügte Werder über gute Spieler, die aufgrund der Umstände meist nicht ihr Potenzial ausschöpfen konnten. Neben langjährigen Stammspielern wie Herzog, Eilts, Votava oder Bode sowie jungen Talenten, die später eine gute Entwicklung nehmen sollten, wie Frank Rost, Raphael Wicky oder Torsten Frings sind hier Nationalspieler wie Hany Ramzy (Ägypten), Jurij Maximow (Ukraine), Mario Basler (Deutschland), Wladimir Bestschastnych (Russland) oder Rade Bogdanović (Serbien und Montenegro) zu nennen.

### 1999 bis 2004: Neuaufbau und Gewinn des Doubles
| Saison  | Platz        | ø Zuschauer | Mitglieder |
| ------- | ------------ | ----------- | ---------- |
| 1999/00 | 9/18         | 29.834      | 2.980      |
| 2000/01 | 7/18         | 30.341      | 2.980      |
| 2001/02 | 6/18         | 30.094      | 3.058      |
| 2002/03 | 6/18         | 32.869      | 3.058      |
| 2003/04 | 1/18 (M./P.) | 37.666      | 5.700      |

Nach der Verpflichtung von Trainer Thomas Schaaf und Manager Klaus Allofs 1999 etablierte sich der Verein wieder unter den deutschen Spitzenclubs. Von 1999 bis 2003 fand der Aufbau einer spielstarken Mannschaft statt. Im Jahr 2000 erreichte Werder das DFB-Pokalfinale (siehe Spieldaten des Endspiels um den DFB-Pokal 2000) und im Kalenderjahr 2001 erzielte die Mannschaft die meisten Punkte aller Bundesligisten.

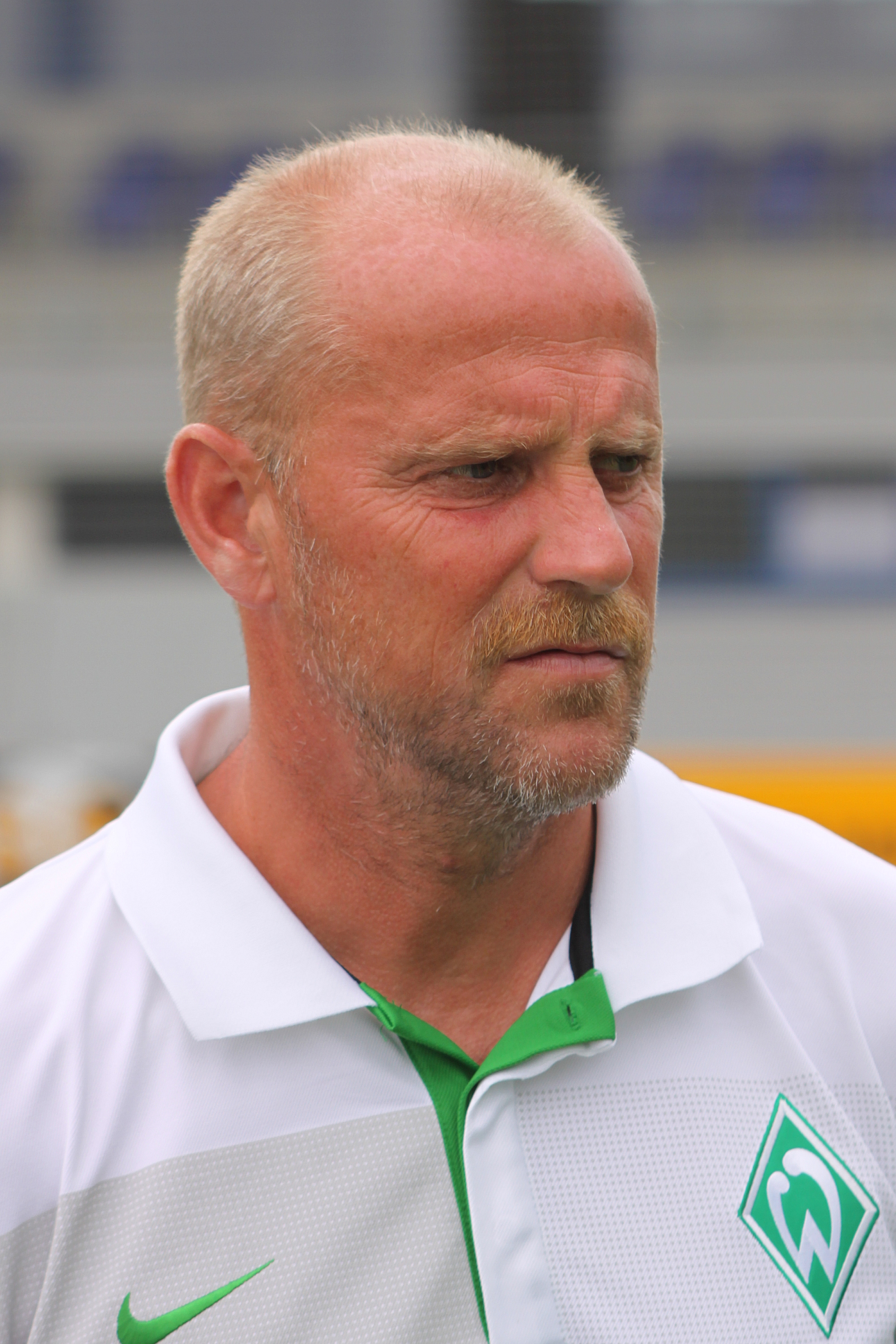
Thomas Schaaf

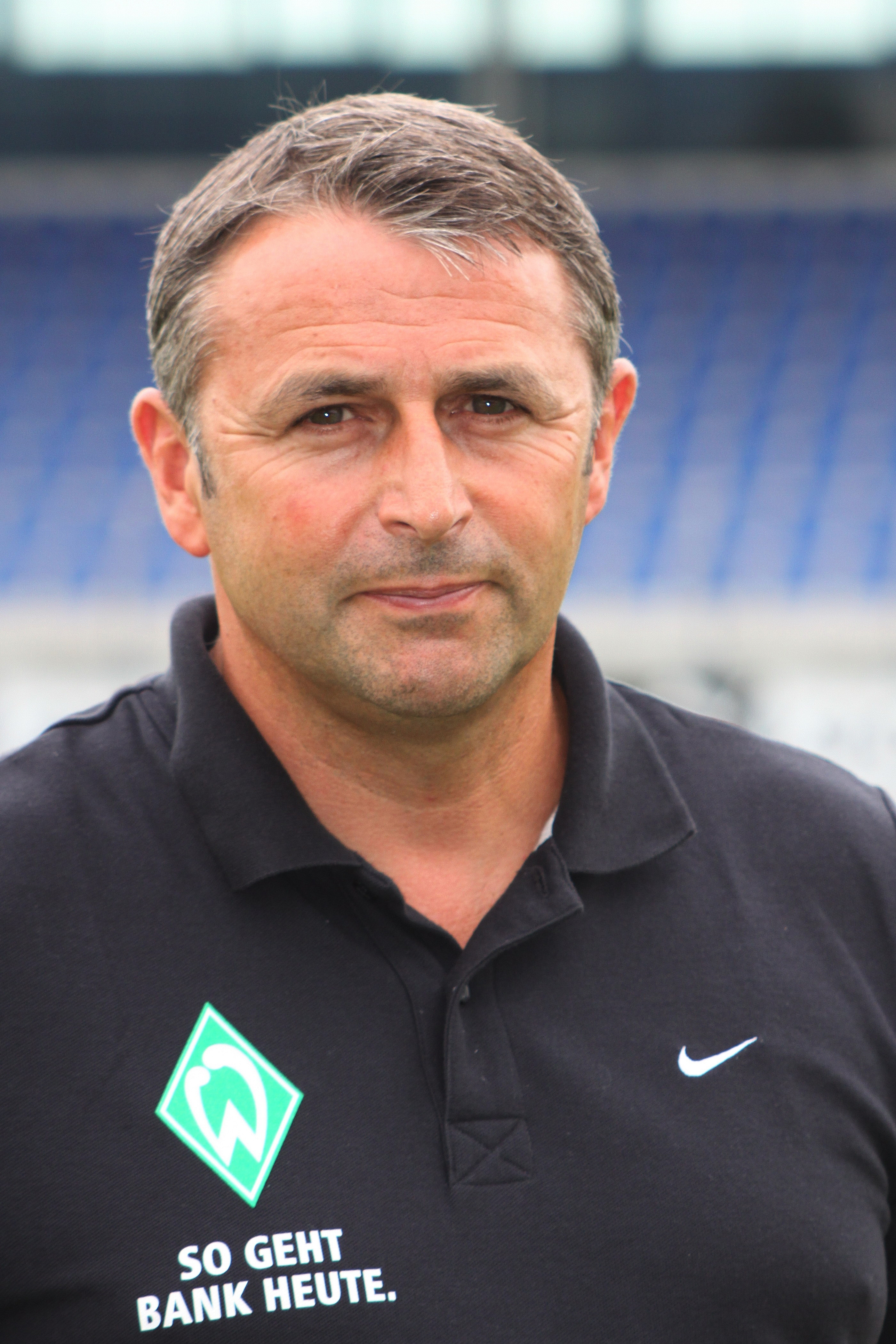
Klaus Allofs

Im Ligaspiel gegen Hansa Rostock am 31. März 2002 gelang es dem Bremer Frank Rost mit dem Treffer zum 3:3 kurz vor Spielende als zweitem Bundesligatorhüter nach Jens Lehmann, ein Tor aus dem Spiel heraus zu erzielen. Nachhaltige Erfolge blieben, mit Ausnahme der UEFA-Cup-Qualifikation 2002, vorerst aus. Denn die Phase bis 2003 war zugleich von einem eklatanten Mangel an Kontinuität gekennzeichnet, was dazu führte, dass Werder Bremen nach einigen herausragenden Spielen und Ergebnissen meist gegen Saisonende einbrach und seine Chancen verspielte. Daraus resultierend konnten junge und vielversprechende Spieler oft nicht lange gehalten werden, nachdem sie erfolgreichere und finanzstärkere Vereine auf sich aufmerksam gemacht hatten. Andererseits profitierte Werder von den Erlösen aus den Verkäufen von Wicky (2000), Pizarro (2001) sowie Rost und Frings (2002). Nach den Wechseln von Herzog und Wiedener 2001 verabschiedeten die Bremer mit Bode 2002 altersbedingt den letzten Verbliebenen der „goldenen“ Ära unter Otto Rehhagel. Am Ende der Saison 2002/03 verfehlte Werder zwar als Tabellensechster die Teilnahme am UEFA-Cup, hatte sich aber durch den französischen Nationalspieler und Spielmacher Micoud verstärkt, der zu einer Schlüsselfigur werden sollte. Am 27. Mai 2003 erfolgte die Ausgliederung der Profifußballmannschaft und der anderen leistungssportlich orientierten Mannschaften aus dem nun gemeinnützigen eingetragenen Verein in die SV Werder Bremen GmbH & Co. KGaA.
Die Saison 2003/04 begann zwar mit dem Ausscheiden im UI-Cup-Halbfinale gegen den ASKÖ Pasching ungünstig, wurde aber zur erfolgreichsten in der Vereinsgeschichte: Die punktuelle Ergänzung der Mannschaft mit erfahrenen Spielern wie Reinke, Davala und Ismaël (→ Kader des Meisterjahres 2003/04) führte dazu, dass sich Werder von Beginn an in der Spitzengruppe der Bundesliga festsetzte. Die am 16. Spieltag übernommene Tabellenführung wurde bis zum Saisonende nicht mehr abgegeben, der Vorsprung in der Rückrunde auf bis zu elf Punkte ausgebaut; 23 Spiele in Folge wurden nicht verloren. Mit einem 3:1-Sieg beim schärfsten Verfolger FC Bayern sicherte sich die Mannschaft schon am 32. Spieltag mit der bis dahin besten Auswärtsbilanz, die ein Bundesligist erzielt hatte, die Meisterschaft. Zudem wurde Werders brasilianischer Stürmer Aílton mit 28 Treffern Torschützenkönig der Liga und als erster ausländischer Spieler Fußballer des Jahres in Deutschland.
Werder gewann zudem mit einem 3:2 gegen Alemannia Aachen den DFB-Pokal und damit zum ersten Mal das Double, was in der Bundesliga zuvor nur dem 1. FC Köln und dem FC Bayern München geglückt war (→ Spieldaten des Endspiels um den DFB-Pokal 2004).

### 2004 bis 2010: Etablierung als Spitzenmannschaft

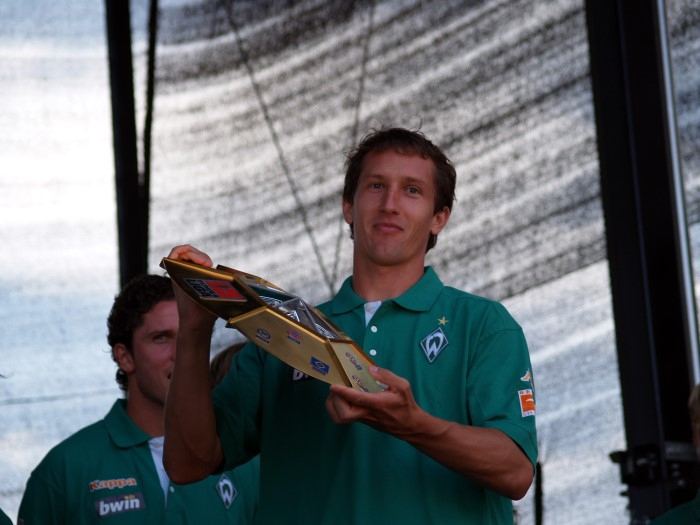
Frank Baumann mit dem Ligapokal

| Saison  | Platz      | ø Zuschauer | Mitglieder | BL-Kader |
| ------- | ---------- | ----------- | ---------- | -------- |
| 2004/05 | 03/18      | 39.579      | 15.000     |          |
| 2005/06 | 02/18      | 36.928      | 21.000     |          |
| 2006/07 | 03/18      | 39.715      | 23.500     |          |
| 2007/08 | 02/18      | 40.267      | 33.500     |          |
| 2008/09 | 10/18 (P.) | 40.375      | 34.047     |          |
| 2009/10 | 03/18      | 36.015      |            | BL-Kader |

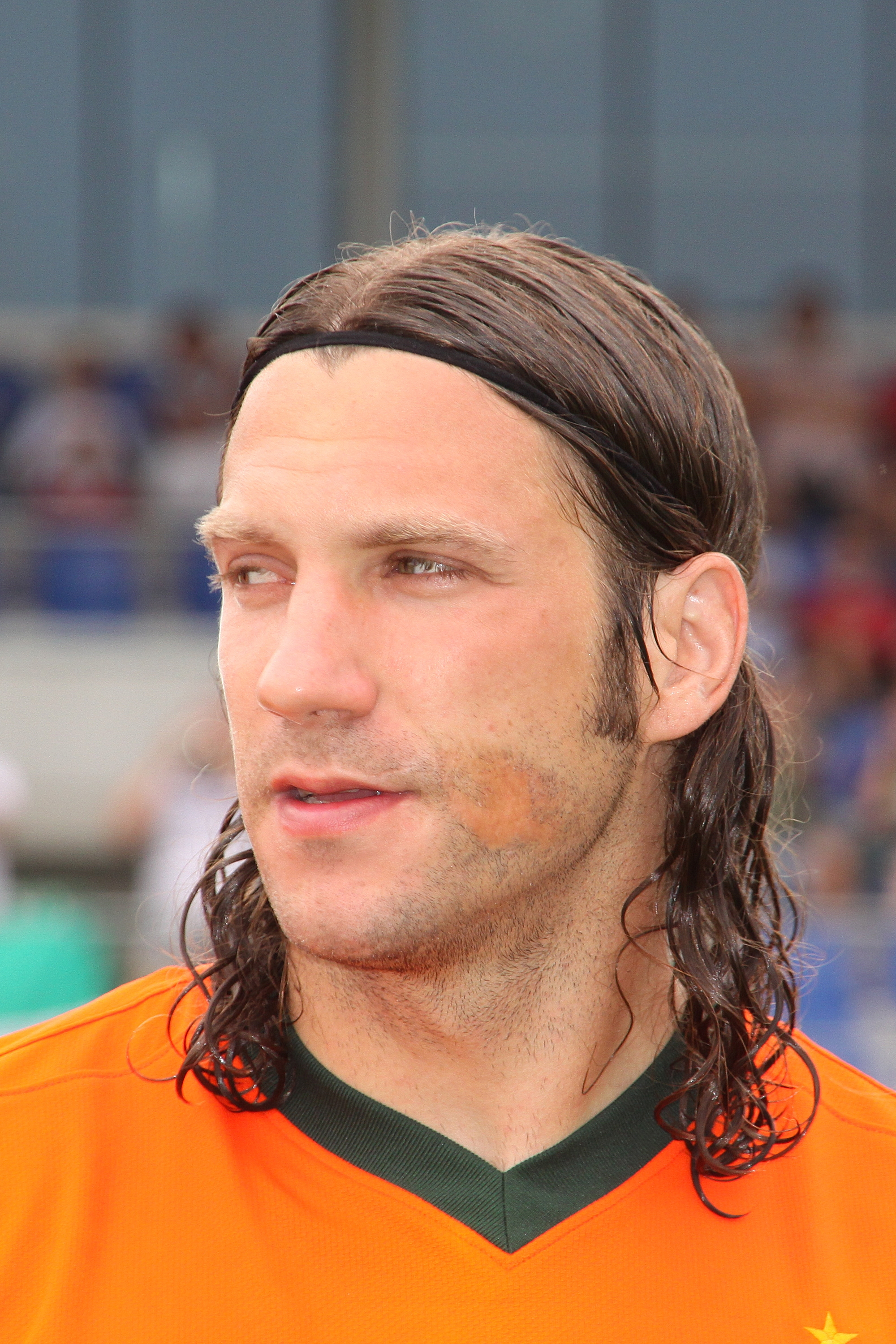
Torsten Frings

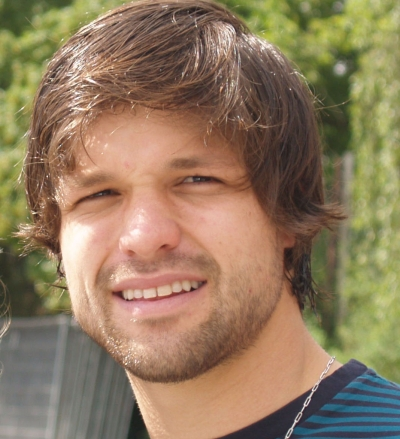
Diego

In der Saison 2004/05 verpflichtete Werder nach dem Weggang von Aílton Miroslav Klose als dessen Nachfolger. Mit dem Erreichen des DFB-Pokal-Halbfinales sowie des dritten Platzes in der Bundesliga etablierte sich der Verein in der nationalen Spitze. In der Champions League setzte sich Werder in der Vorrunde als Gruppenzweiter unter anderem gegen den damals amtierenden UEFA-Cup-Sieger FC Valencia durch und verlor im Achtelfinale zweimal hoch gegen den französischen Serienmeister Olympique Lyon.
Diese insgesamt positive Entwicklung setzte sich in der darauffolgenden Saison 2005/06 fort, zu deren Auftakt Frings zu Werder zurückkehrte sowie mit Naldo ein neuer Innenverteidiger verpflichtet wurde. Der Verein wurde Vizemeister und stellte mit Klose den Torschützenkönig (25 Tore) sowie Top-Scorer und Fußballer des Jahres. Im DFB-Pokal schied Bremen beim FC St. Pauli in einem wegen winterlicher Platzverhältnisse umstrittenen Viertelfinale aus. Die Champions League endete für Werder im Achtelfinale gegen Juventus Turin. Das Heimspiel hatte Werder durch späte Tore noch mit 3:2 gewonnen, doch ließ Bremens Torhüter Tim Wiese im Rückspiel in der 88. Minute einen schon abgefangenen Ball wieder fallen, als er zur Zeitgewinnung eine Rolle vollführte, was im Tor zum 1:2 resultierte.
Nach dem Weggang des Spielmachers Micoud wurde dieser 2006/07 durch Diego ersetzt und die Mannschaft außerdem durch Almeida, Fritz, Mertesacker, Womé und Rosenberg verstärkt, womit Werder Bremen mehr als je zuvor investierte. Zum Saisonauftakt gewann Werder den Ligapokal und wurde Herbstmeister. Nach einer Schwächeperiode zu Beginn der Rückrunde, Verunsicherungen durch Wechselgerüchte um und eine Formkrise von Klose sowie Verletzungsproblemen endete die Saison nur auf Rang drei. In der „Todesgruppe“ der Champions League mit dem FC Chelsea und dem FC Barcelona schied Werder mit zehn Punkten aus sechs Spielen als zu diesem Zeitpunkt bester Dritter aller Zeiten aus. Im UEFA-Cup-Wettbewerb kam das Aus erst im Halbfinale gegen Espanyol Barcelona.

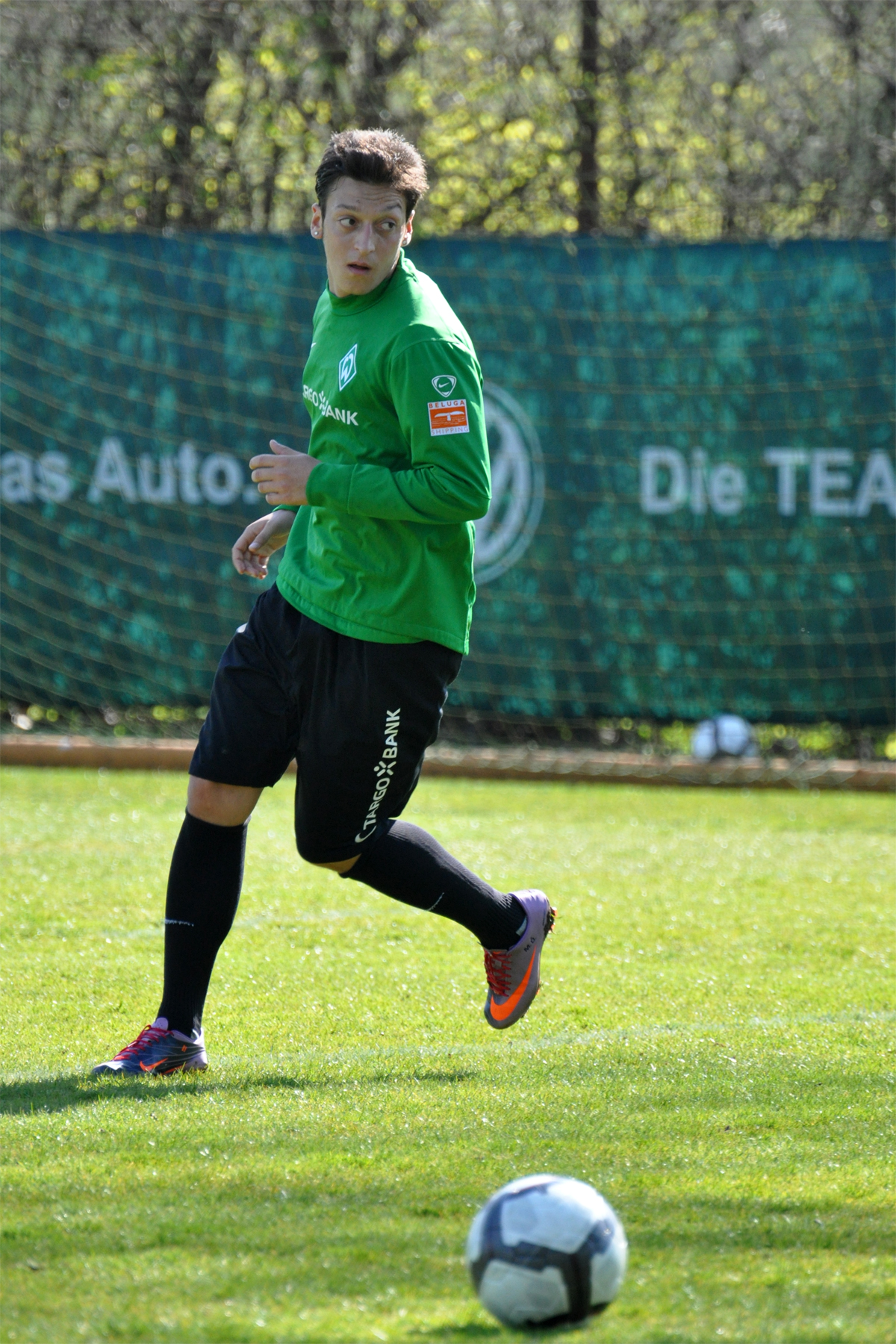
Mesut Özil

Vor der Saison 2007/08 verließ Klose den Verein Richtung München. Neben dem Stürmer Boubacar Sanogo wurde nach einem monatelangen Transferpoker Carlos Alberto, bis zu diesem Zeitpunkt mit 7,8 Millionen Euro teuerste Einkauf der Vereinsgeschichte, verpflichtet, der die Erwartungen nicht erfüllen konnte. Trotz einer Verletzungsmisere war Bremen zum Ende der Hinrunde punktgleich mit Herbstmeister Bayern München. Am 8. Spieltag landete Werder dabei einen historischen 8:1-Heimsieg gegen Arminia Bielefeld. Eine sportliche Krise zu Beginn der Rückrunde kostete Werders Meisterchance, doch wurde Bremen durch eine Serie von acht Spielen ohne Niederlage zum Saisonende noch Vizemeister. Mit insgesamt 20 verschiedenen Spielern, die ein Tor erzielten, stellte die Mannschaft dabei einen neuen Bundesligarekord auf. In der Champions League erreichte Werder den dritten Vorrundenrang, hinter Olympiakos Piräus und Real Madrid, und schied im UEFA-Cup (0:2 u. 1:0 gegen Glasgow Rangers) wie auch im DFB-Pokal (1:2 gegen Borussia Dortmund) im Achtelfinale aus.
Der Kader für die Spielzeit 2008/09 veränderte sich kaum. Einzig Tim Borowski, Leistungsträger der vergangenen Jahre, verließ den Verein Richtung Bayern. Für den Sturm wurde mit Claudio Pizarro ein ehemaliger Werderaner vom FC Chelsea ausgeliehen. Die Bundesliga-Saison verlief mit Platz 10 so schlecht wie zuletzt zu Beginn von Schaafs Amtszeit bei Werder Bremen. Die Mannschaft schoss in fünf Spielen jeweils fünf Tore, was keinem anderen Bundesligaclub gelang. Dem standen allerdings 13 Niederlagen gegenüber, teilweise gegen Abstiegskandidaten. In der Champions League schied Werder in der Gruppenphase aus, erreichte aber wieder den UEFA-Cup. Nach Siegen über die AC Mailand, den AS Saint-Étienne, Udinese Calcio und den Hamburger SV erreichten die Grün-Weißen das Finale im Şükrü-Saracoğlu-Stadion in Istanbul, wo sie Schachtar Donezk mit 1:2 nach Verlängerung unterlagen. Werder Bremen gewann dafür den DFB-Pokal durch ein 1:0 im Endspiel gegen Bayer Leverkusen und qualifizierte sich damit für die UEFA Europa League.
Vor der Saison 2009/10 erfolgte ein Umbruch im Werder-Mittelfeld. Der langjährige Kapitän Frank Baumann beendete seine Karriere, der Brasilianer Diego wechselte zu Juventus Turin. Torsten Frings wurde zum neuen Mannschaftsführer ernannt und Marko Marin von Borussia Mönchengladbach verpflichtet. Zusätzlich kehrten Tim Borowski vom FC Bayern München sowie Claudio Pizarro vom FC Chelsea zurück. Mesut Özil etablierte sich als neuer Spielmacher in der Bremer Mannschaft, wechselte jedoch noch vor Beginn der Saison 2010/11 zu Real Madrid. In der Europa League 2009/10 scheiterte die Mannschaft im Achtelfinale am FC Valencia. Werder erreichte im DFB-Pokal 2010 wie in der Vorsaison das Finale, unterlag dort jedoch dem FC Bayern München mit 0:4. In der Bundesliga sicherte sich Bremen mit dem 3. Platz die Teilnahme an der Qualifikation für die Champions League, in der man sich gegen Sampdoria Genua durchsetzen und somit für die Gruppenphase qualifizieren konnte.

### 2010 bis 2021: Niedergang und zweiter Abstieg
| Saison  | Platz | ø Zuschauer | Mitglieder | BL-Kader |
| ------- | ----- | ----------- | ---------- | -------- |
| 2010/11 | 13/18 | 37.620      | 39.563     | BL-Kader |
| 2011/12 | 09/18 | 40.808      | 40.400     | BL-Kader |
| 2012/13 | 14/18 | 40.639      | 40.000     | BL-Kader |
| 2013/14 | 12/18 | 40.657      | 40.000     | BL-Kader |
| 2014/15 | 10/18 | 40.906      | 40.400     | BL-Kader |
| 2015/16 | 13/18 | 40.402      | 40.000     | BL-Kader |
| 2016/17 | 08/18 | 40.881      |            | BL-Kader |
| 2017/18 | 11/18 | 40.253      |            | BL-Kader |
| 2018/19 | 08/18 | 40.811      |            | BL-Kader |
| 2019/20 | 16/18 | 26.413      |            | BL-Kader |
| 2020/21 | 17/18 | 500         |            | BL-Kader |

In der Bundesliga-Saison 2010/11 kämpfte Werder gegen den Abstieg und landete am Ende auf Platz 13, die schlechteste Platzierung seit Thomas Schaafs Dienstantritt. Im DFB-Pokal scheiterte Bremen in der 2. Runde am FC Bayern. In der Champions League traf Werder auf Inter Mailand, FC Twente Enschede und Tottenham Hotspur. Mit nur fünf Punkten aus sechs Spielen schied Bremen als Gruppenletzter aus. Das letzte Gruppenspiel am 7. Dezember 2010 gegen Inter Mailand, welches die Werderaner mit 3:0 gewannen, ist bis heute – Stand 10. Juli 2023 – der letzte Europapokalauftritt der Bremer.
In der Saison 2011/12 schied Werder gegen den Drittligisten 1. FC Heidenheim gleich in der 1. Runde des DFB-Pokals aus. In der Bundesliga spielte man jedoch eine erfolgreiche Hinrunde, die auf dem 5. Platz abgeschlossen wurde. Mit sieben Siegen aus acht Spielen stellte man die beste Heimmannschaft der Liga. Dagegen war die Rückrunde mit 13 Punkten die schlechteste des Vereins in der Bundesliga. In der Abschlusstabelle wurde so nur der 9. Platz erreicht und damit die lange Zeit für möglich gehaltene Teilnahme an der Europa-League-Qualifikationsrunde verpasst. Unter anderem bedingt durch zahlreiche Verletzungen stand am 24. März 2012 die jüngste Startelf der Vereinsgeschichte (Altersdurchschnitt 22,7 Jahre) auf dem Spielfeld. Nach der Saison verließen mit Pizarro, Wiese, Naldo, Borowski, Rosenberg und Marin mehrere langjährige Spieler den Verein. Am 14. November 2012 verließ auch Klaus Allofs nach über 13 Jahren Managertätigkeit den Club und wechselte zum Ligarivalen VfL Wolfsburg. Sein Nachfolger wurde Thomas Eichin. Nach einer Rückrunde mit nur zwei Siegen spielte man zum Saisonende gegen den Abstieg und konnte diesen erst am vorletzten Spieltag abwenden. Der Verein trennte sich noch vor dem letzten Spieltag am 15. Mai 2013 einvernehmlich von Thomas Schaaf. Für den 34. Spieltag übernahmen die Co-Trainer Wolfgang Rolff und Matthias Hönerbach.
Werder Bremen verpflichtete als Nachfolger von Schaaf im Mai 2013 Robin Dutt, zuletzt Sportdirektor des DFB und zuvor Trainer bei SC Freiburg und Bayer Leverkusen. Die Co-Trainer von Schaaf, Rolff, Hönerbach und Torwarttrainer Michael Kraft, wurden beurlaubt und verließen den Verein, da Dutt seine Assistenten aus Freiburg und Leverkusen, Damir Burić und Torwarttrainer Marco Langner, mit nach Bremen brachte. Lediglich Athletiktrainer Reinhard Schnittker blieb in Bremen und arbeitete mit Dutt. Dutt erhielt einen Dreijahresvertrag bis 2016. Im DFB-Pokal schied Werder gegen den Drittligisten Saarbrücken zum dritten Mal in Folge in der ersten Runde aus. Die 0:7-Heimniederlage gegen Bayern München war die höchste in Werders Bundesligageschichte. Die Saison schloss die Mannschaft auf Platz 12 ab. Aaron Hunt verließ nach 13 Jahren den Verein.
Im Oktober 2014 trennte sich Bremen nach dem 9. Spieltag der Saison 2014/15 von Dutt, nachdem Werder seit Saisonbeginn kein Bundesligaspiel gewonnen hatte. Nachfolger wurde mit einem Vertrag bis 2017 Viktor Skripnik, vormals Trainer der zweiten Mannschaft, mit Florian Kohfeldt und den ehemaligen Werder-Profis Torsten Frings und Christian Vander in seinem Trainerteam. Vom 17. bis zum 21. Spieltag erzielte die Mannschaft in der Liga fünf Siege in Folge. Am 29. Spieltag feierte Bremen mit einem 1:0 gegen den Erzrivalen Hamburger SV den 500. Bundesliga-Heimsieg; eine Marke, die zuvor nur der FC Bayern München erreicht hatte. Am Saisonende belegte die Mannschaft, die am 16. Spieltag noch Tabellenletzter war, Platz 10. Im DFB-Pokal schied sie im Achtelfinale gegen den Drittligisten Arminia Bielefeld aus.
In der Spielzeit 2015/16 stand der SV Werder nach Abschluss der Vorrunde mit 15 Punkten auf dem Relegationsplatz. Die Rückrunde verlief zwar besser, da dies aber auch bei den meisten Mitabstiegskonkurrenten der Fall war, kam es am letzten Spieltag zu einem „Endspiel“ gegen Eintracht Frankfurt. Mit einem Treffer in der 88. Spielminute gewann die Mannschaft 1:0 und verbesserte sich mit 38 Punkten noch auf den 13. Tabellenrang. Im DFB-Pokal wurde nach Auswärtssiegen über Borussia Mönchengladbach (4:3) und Bayer Leverkusen (3:1) nach 2010 wieder einmal das Halbfinale erreicht, in dem man beim FC Bayern mit 0:2 unterlag. Am 19. Mai 2016 wurde die sofortige Ablösung des Sportdirektors und Geschäftsführers Thomas Eichin bekannt gegeben, sein Nachfolger wurde Frank Baumann, der unter Klaus Allofs und Thomas Eichin bis 2015 bereits als Assistent der Geschäftsleitung bei Werder tätig gewesen war.
Nachdem man Abgänge wie die von Jannik Vestergaard und Anthony Ujah hatte kompensieren müssen, gelang unter anderem die Verpflichtung von Max Kruse, der bereits in der Jugend für Werder gespielt hatte und inzwischen zum Nationalspieler aufgestiegen war. Im DFB-Pokal schied die Mannschaft gegen die Sportfreunde Lotte bereits zum vierten Mal innerhalb von sieben Jahren in der ersten Runde aus. Nachdem der Verein die ersten drei Spiele der neuen Saison verloren hatte, trennte man sich von Trainer Skripnik und übertrug dessen Aufgaben an den bisherigen U-23-Trainer Alexander Nouri, zunächst interimistisch, dann als neuen Cheftrainer. In der Rückrunde gelang eine Serie mit elf Spielen ohne Niederlage, darunter neun Siegen, womit man sich der Abstiegssorgen entledigte und bis auf Platz sechs vorrückte. Die letzten drei Saisonspiele gingen wieder verloren, obwohl man jedes Mal drei Tore erzielte. Am Ende wurde mit dem achten Rang die beste Platzierung seit 2010 erzielt. Am 30. Oktober 2017 wurde Nouri nach einem Saisonstart mit zehn Spielen ohne Sieg freigestellt. Der zunächst als Interimslösung eingesetzte U-23-Trainer Florian Kohfeldt wurde am 10. November 2017 zum neuen Cheftrainer ernannt. Am 19. November 2017 erreichte die Mannschaft schließlich ihren ersten Saisonsieg 2017/18 mit einem 4:0 gegen Hannover 96. Mit weiteren Siegen gegen den VfB Stuttgart (1:0) und bei Borussia Dortmund (2:1) erreichte man bis zur Winterpause den Anschluss an das untere Mittelfeld. In einer wieder mal sehr guten zweiten Saisonhälfte – seit der Spielzeit 2014/15 ist die Rückrunde von Werder stets deutlich besser als die Vorrunde – gelang der Klassenerhalt schon einige Spieltage vor Saisonschluss, am Ende landete das Team auf dem elften Rang. Im Pokal schaffte man es bis ins Viertelfinale, wo man bei Bayer Leverkusen mit 2:4 n. V. verlor.
Im Sommer 2018 verließen mit Thomas Delaney und Zlatko Junuzović zwei Leistungsträger den Verein. Neu verpflichtet wurden Martin Harnik von Hannover 96, der bereits von 2006 bis 2010 in Bremen unter Vertrag stand, der Niederländer Davy Klaassen vom FC Everton und Yūya Ōsako vom 1. FC Köln sowie der ehemalige türkische Nationalspieler Nuri Şahin von Borussia Dortmund. Nach acht Spieltagen lag Werder auf dem dritten Tabellenplatz und fiel am Ende der Hinrunde auf den zehnten Rang zurück. In der Rückrunde blieb man 13 Spieltage ungeschlagen. Bis zum letzten Spieltag war der siebte Platz möglich, der die Qualifikation für die Europa League bedeutet hätte. Letztlich wurde es mit 53 Punkten – den meisten seit 2010 – der achte Rang. Im DFB-Pokal behielt das Team im Achtelfinale beim Ligazweiten Borussia Dortmund im Elfmeterschießen die Oberhand und schaffte mit einem Sieg beim FC Schalke 04 den Einzug ins Halbfinale, wo man daheim gegen den FC Bayern durch einen Strafstoß mit 2:3 unterlag. Damit endete eine Serie, bei der man im heimischen Weserstadion 31 Jahre und 37 Spiele in diesem Wettbewerb ungeschlagen blieb.
Zur Saison 2019/20 verließ Max Kruse den Verein und wechselte zu Fenerbahçe Istanbul. Neuzugang war unter anderem der ehemalige Jugendspieler Niclas Füllkrug, der von Hannover 96 verpflichtet wurde und von 2012 bis 2013 bereits 23 Bundesligaspiele für den SV Werder Bremen absolviert hatte. Die Hinrunde schlossen die Bremer nach vier Niederlagen in Folge mit 14 Punkten auf dem 17. Platz ab, was die schlechteste Bundesliga-Hinrunde der Vereinsgeschichte bedeutete. Als Mitte März die Spielzeit aufgrund der COVID-19-Pandemie unterbrochen wurde, stand Werder nach dem 25. Spieltag noch immer auf dem vorletzten Platz. Nachdem der Spielbetrieb nach rund zwei Monaten mit Geisterspielen wieder aufgenommen worden war, wuchs der Rückstand auf den Relegationsplatz zeitweise auf 5 Punkte an. Vor dem letzten Spieltag betrug der Rückstand auf Fortuna Düsseldorf 2 Punkte und 4 Tore. Durch einen 6:1-Sieg gegen den 1. FC Köln erreichte Werder mit 31 Punkten den 16. Platz und damit die Relegation gegen den 1. FC Heidenheim. Mit einem 0:0 im Hinspiel und dem 2:2 im Rückspiel wurde der Ligaverbleib erreicht. Im DFB-Pokal schaffte man es mit einem Sieg gegen Borussia Dortmund ins Viertelfinale, wo man bei Eintracht Frankfurt unterlag.
Die Bundesliga-Saison 2020/21 begann für den SV Werder Bremen mit einer Heimniederlage gegen Hertha BSC. Zum Ende der Hinrunde belegten die Bremer den 13. Platz. Nach nur einem Punkt aus den letzten neun Spielen wurde Kohfeldt vor dem letzten Spieltag freigestellt und bis zum Saisonende durch Thomas Schaaf ersetzt. Die Mannschaft stand zu diesem Zeitpunkt auf dem Relegationsplatz, wobei die Differenz auf einen direkten Abstiegsplatz und den ersten Nicht-Abstiegsplatz jeweils einen Punkt betrug. Nach einer 2:4-Niederlage gegen Borussia Mönchengladbach am 34. Spieltag und einem gleichzeitigen 1:0-Sieg des Konkurrenten 1. FC Köln gegen den bereits als Absteiger feststehenden FC Schalke 04 stieg Werder Bremen als Tabellenvorletzter zum zweiten Mal nach 1980 in die 2. Bundesliga ab.

### Seit 2021: Wiederaufstieg und Konsolidierung
| Saison                          | Platz | ø Zuschauer | Mitglieder | BL-Kader |
| ------------------------------- | ----- | ----------- | ---------- | -------- |
| 2021/22*                        | 2/18  | 26.972      |            | Kader    |
| 2022/23                         | 13/18 | 41.620      | 42.407     | Kader    |
| 2023/24                         | 9/18  | 41.721      | 48.000     | Kader    |
| 2024/25                         | 8/18  | 41.438      | 60.000     | Kader    |
| *Spielzeit in der 2. Bundesliga |       |             |            |          |

Zur Saison 2021/22 und nach dem Abgang zahlreicher Leistungsträger verpflichtete der Verein Markus Anfang als neuen Cheftrainer, mit dem die Mannschaft ordentlich in die Spielzeit startete. Nachdem Mitte November gegen Anfang Vorwürfe erhoben worden waren, sein Impfzertifikat während der zu dieser Zeit grassierenden COVID-19-Pandemie gefälscht zu haben, trat er zusammen mit seinem Assistenten Florian Junge am 20. November 2021 mit sofortiger Wirkung von seinem Posten zurück. Zunächst übernahm Co-Trainer Danijel Zenkovic für eine Begegnung die Mannschaft, ehe er sich mit SARS-CoV-2 infizierte und für ein Spiel durch Christian Brand, Trainer der U-19-Mannschaft der Hanseaten, ersetzt werden musste. Am 28. November 2021 gab der Verein Ole Werner, der bis September noch Cheftrainer beim Ligakonkurrenten Holstein Kiel gewesen war, als neuen Trainer von Werder bekannt. Unter Werner gewann der SV Werder die ersten sieben Spiele und rückte auf einen direkten Aufstiegsplatz vor. Die Saison schloss die Mannschaft mit 63 Punkten auf dem 2. Platz ab und stieg somit direkt wieder in die Bundesliga auf. Dort spielte man mit 21 Punkten und dem elften Platz eine solide Vorrunde – mit dem 3:2-Erfolg in Dortmund nach 0:2-Rückstand in der 88. Minute und einem 5:1-Heimsieg gegen Mönchengladbach als Höhepunkte. Die Rückrunde war durch etliche knappe Niederlagen geprägt, dennoch sicherte man am vorletzten Spieltag den Klassenerhalt und belegte am Saisonende mit 36 Punkten den 13. Rang. Niclas Füllkrug wurde mit 16 Toren zusammen mit dem Leipziger Christopher Nkunku Torschützenkönig.
Trotz des Abgangs von Füllkrug platzierte Werder sich in der Spielzeit 2023/24 mit dem 9. Rang in der vorderen Tabellenhälfte. Dabei gelangen in der Rückrunde ein 1:0-Auswärtserfolg gegen Bayern München – nach 28 sieglosen Spielen gegen diesen Gegner –, sowie ein 2:1-Sieg gegen den späteren Zweiten VfB Stuttgart. In der Bundesliga-Saison 2024/25 knüpfte die Mannschaft an die Leistungen der Vorsaison an und belegte in der Hinrundentabelle den neunten Platz. Die Rückrunde verlief unstet, so erreichte die Mannschaft in den ersten 10 Spielen des Jahres 2025 nur 5 Punkte. Diesen Rückstand holte das Team im Laufe der Rückrunde wieder auf, verpasste die europäischen Plätze dennoch denkbar knapp auf Platz 8 mit 51 Punkten, und damit nur einen Punkt hinter den europäischen Platz 6, den der 1. FSV Mainz 05 für sich behaupten konnte. Nach dem Saisonende plante die Geschäftsführung Sport den im Juni 2026 auslaufenden Vertrag mit Ole Werner zu verlängern. Ole Werner lehnte dies ab und deutete zuvor öffentlich an, dass ihm die Transferpolitik zu behäbig fortschreite. Daraufhin wurde Werner trotz seines noch bestehenden Vertrages freigestellt. Damit endete die über drei Jahre andauernde Amtszeit Werners, der die Bremer zurück in die Bundesliga führte und an den europäischen Plätzen nur knapp scheiterte. Als Cheftrainer für die kommende Saison bestimmte die Geschäftsführung Horst Steffen, zuvor Trainer beim SV Elversberg.

## Historische Spiele und die „Wunder von der Weser“
Bekannt ist der SV Werder für seine „Wunder von der Weser“. Europapokalspiele, die entweder nach dem Hinspiel bereits verloren schienen oder in denen Werder scheinbar aussichtslos zurücklag, die aber dann noch umgebogen wurden, verschafften dem Verein über Deutschlands Grenzen hinaus hohes Ansehen und begründeten bzw. festigten Werders Ruf als Europapokalmannschaft.
- Am 1. Mai 1984 fand das DFB-Pokal-Halbfinale zwischen Borussia Mönchengladbach und Werder Bremen statt: Mönchengladbach führte zur Pause mit 2:1, in der 76. Minute fiel sogar das 3:1, doch Werder drehte durch drei Treffer in fünf Minuten (77., 80., 82.) das Spiel auf 3:4. In der letzten Minute gelang dem gerade eingewechselten Hans-Jörg Criens zunächst der Ausgleich und in der Verlängerung der Siegtreffer zum 5:4 für Mönchengladbach (107.).
- Im UEFA-Cup der Saison 1984/85 führte Werder gegen den RSC Anderlecht nach einer 0:1-Niederlage im Heimspiel bereits durch zwei Tore von Wolfgang Sidka mit 2:0, als diesem ein Eigentor unterlief, wodurch Werder ausschied.
- 1986/87 verlor Werder im UEFA-Cup das Hinspiel bei Atlético Madrid mit 0:2, holte das Resultat im Rückspiel auf und traf kurz vor Schluss die Latte, schied jedoch durch ein Gegentor in der Verlängerung aus.
- 1987/88 verlor Werder Bremen im UEFA-Pokal bei Spartak Moskau 1:4, egalisierte im Weserstadion zunächst das Hinspielergebnis und gewann in der Verlängerung schließlich 6:2. Dabei drohte wegen starken Nebels ständig ein Spielabbruch und damit eine Neuansetzung.[79]
- 1988/89 verlor der SVW im Europapokal der Landesmeister beim BFC Dynamo 0:3, gewann jedoch das Rückspiel nach überwiegend offensivem Spiel klar mit 5:0.
- 1993/94 stand es im Gruppenspiel der Champions League gegen RSC Anderlecht nach 66 Minuten 0:3, doch Werder gewann noch 5:3.
- Im UEFA-Pokal 1999/2000 verlor Werder zunächst bei Olympique Lyon 0:3, siegte jedoch im Rückspiel mit 4:0. Auch die UEFA-Pokal-Begegnungen gegen SK Brann (1998/99, Hinspiel 0:2, Rückspiel 4:0 n. V.) und Antalyaspor (2000/01, Hinspiel 0:2, Rückspiel 6:0) folgten diesem Muster.
- Im Achtelfinale der Champions League 2005/06 lag Werder im Hinspiel gegen Juventus Turin nach einer 1:0-Führung nach 82 Minuten 1:2 zurück, durch Tore in der 87. und 92. Minute gelang die Wende und der Sieg. Das Rückspiel verloren die Bremer nach 1:0-Führung mit 1:2 und schieden aufgrund der Auswärtstorregel aus. Das entscheidende Tor für Juventus fiel erst in der 88. Minute, wobei Werder-Torwart Tim Wiese der Ball beim Abrollen nach einer abgefangenen Flanke aus den Händen glitt. Juve-Profi Emerson musste den Ball anschließend nur noch in das leere Tor schieben.
- Am 18. März 2010 gelang Werder im Rückspiel der Europa League gegen den FC Valencia nach 1:3-Rückstand zur Halbzeitpause und zwischenzeitlichem 3:4 zwar noch ein 4:4-Remis, aufgrund des Hinspiel-Ergebnisses (1:1) schied Werder jedoch aus.
- In der Qualifikation zur Champions League 2010/11 verschafften sich die Bremer im heimischen Weserstadion gegen Sampdoria Genua mit 3:1 eine gute Ausgangsposition. Im Rückspiel in Genua lag Bremen jedoch bereits nach 13 Minuten 0:2 zurück und wäre damit ausgeschieden. Kurz vor Schluss fiel sogar das 3:0 für die Italiener. In der 3. Minute der Nachspielzeit traf Markus Rosenberg mit einem Fernschuss aus halbrechter Position zum 3:1 und rettete Werder in die Verlängerung. Rosenberg war zuvor für Sandro Wagner eingewechselt worden, weil dessen Trikot nach einer Verletzung mit Blut beschmiert war und es mangels Ersatztrikot nicht, wie im Reglement gefordert, ausgetauscht werden konnte. In der 100. Minute schoss Claudio Pizarro mit seinem Treffer zum 2:3 die Bremer in die Gruppenphase.
- In der Bundesliga-Hinrunde der Saison 2022/23 lag Werder bei Borussia Dortmund noch in der 88. Spielminute mit 0:2 zurück. Einwechselspieler Lee Buchanan erzielte in der 89. Spielminute den Anschlusstreffer, worauf noch zwei weitere „Joker“-Tore durch Niklas Schmidt (90.+3) und Oliver Burke (90.+5) in der fünfminütigen Nachspielzeit folgten. Werder schaffte damit ein Novum: Noch nie zuvor gelang es in der Bundesliga-Historie einer Mannschaft, einen Zweitore-Rückstand ab der 89. Spielminute oder später in einen Sieg umzumünzen bzw. noch drei Tore zu erzielen.[80]
- Am 5. Spieltag der Saison 2024/25 lag Werder Bremen bei der TSG 1899 Hoffenheim bereits nach 12 Spielminuten mit 0:3 zurück. Werder schaffte es aber noch in der ersten Halbzeit das Spiel auszugleichen und am Ende mit 4:3 zu gewinnen. Dies war erst die neunte Partie in der Geschichte der Bundesliga, in der eine Mannschaft nach einem Rückstand von mindestens drei Toren Differenz noch gewinnen konnte.[81]

## Erfolge und Statistiken

Sechsmaliger DFB-Pokal-Gewinner
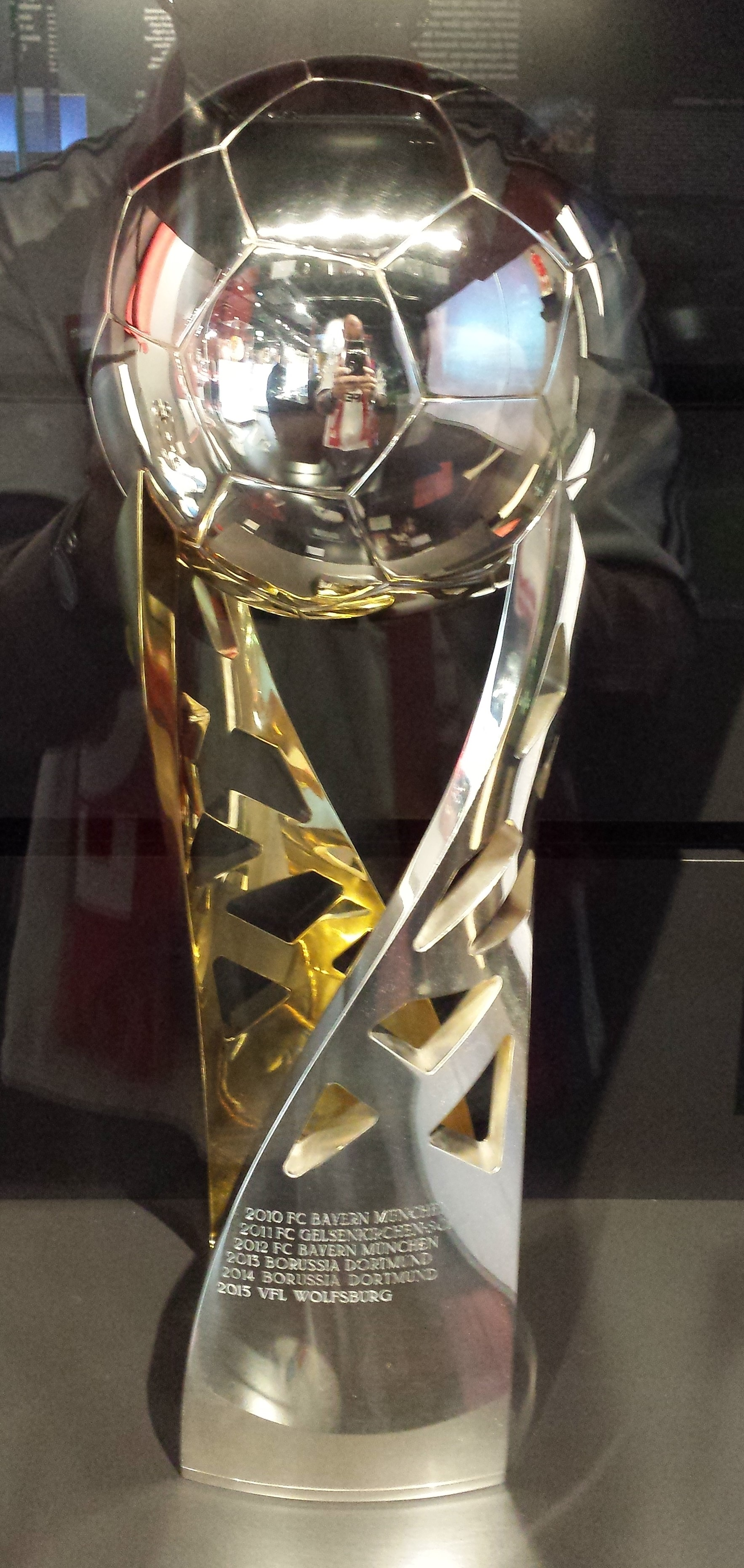
Dreimaliger Supercup-Gewinner
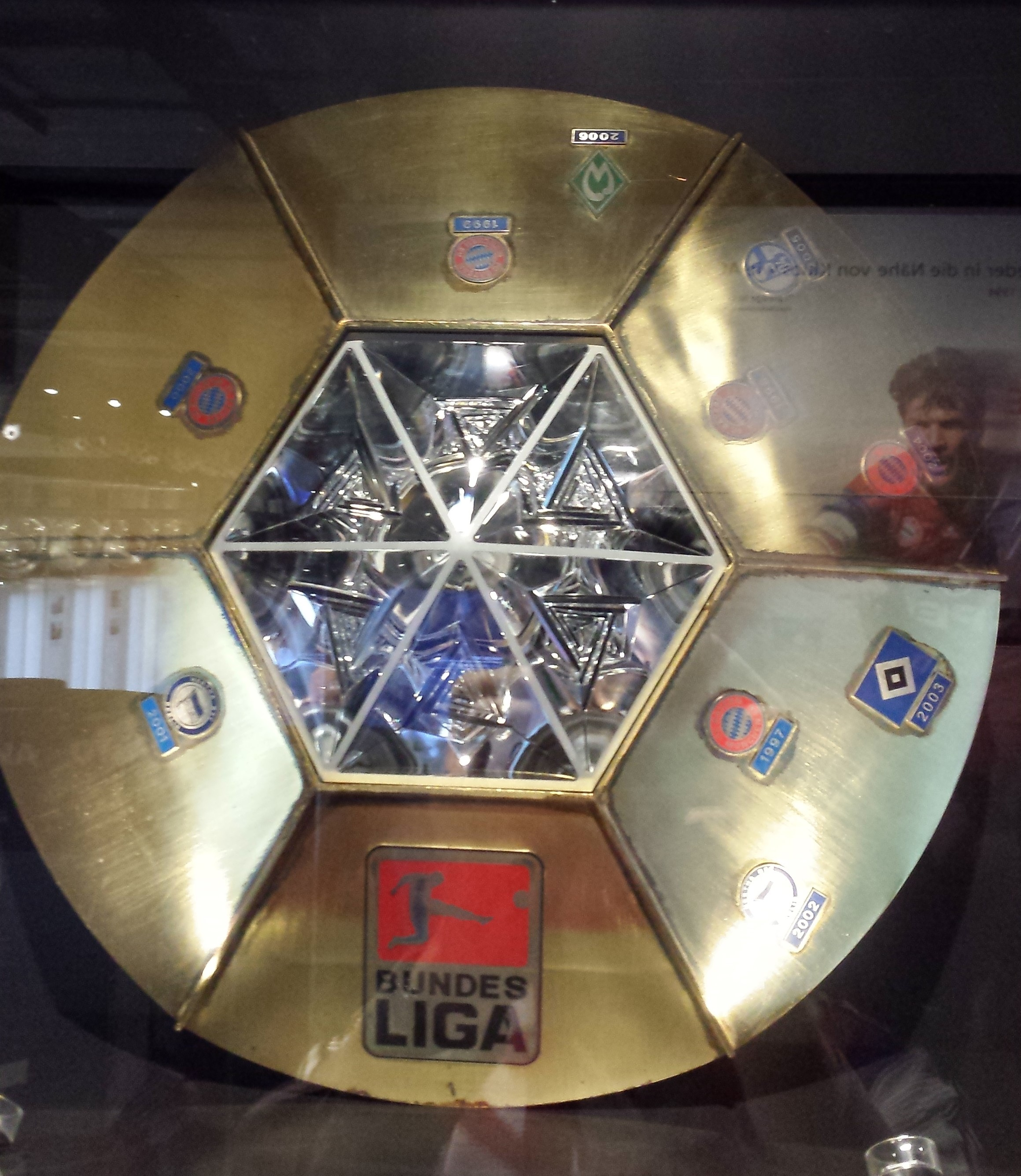
Ligapokal-Gewinner
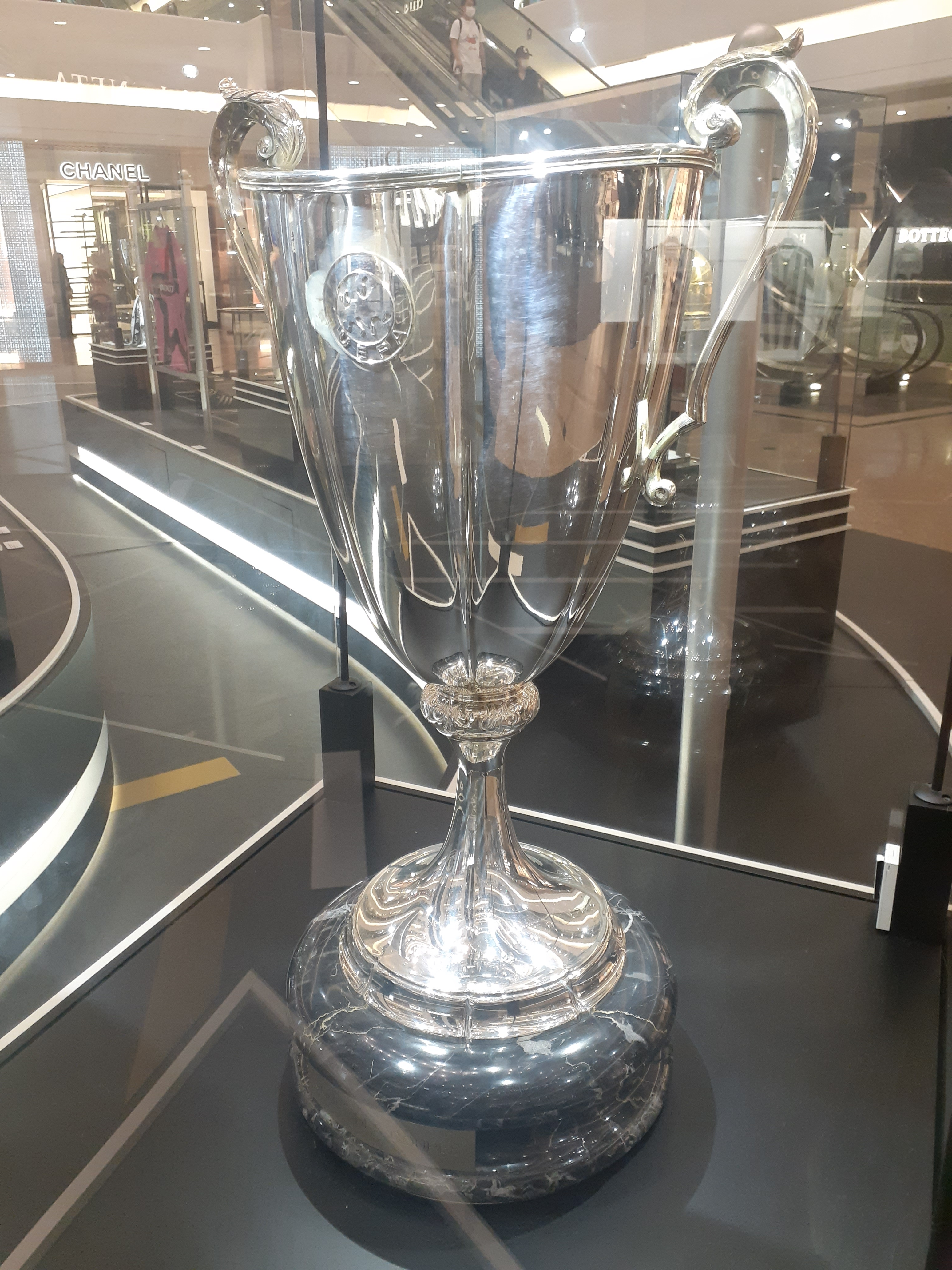
Gewinner Europapokal der Pokalsieger

### Ligazugehörigkeit
Für die beiden Saisons 2019/20 und 2020/21 war Werder Bremen alleiniger Rekordhalter bei der Ligazugehörigkeit zur Bundesliga mit lediglich einer verpassten Spielzeit 1980/81 und wies damit auch die meisten Bundesligaspiele aller bisherigen Bundesligisten auf. Davor war der Hamburger SV Rekordhalter, welcher der Bundesliga 55 Jahre lang ununterbrochen angehört hatte, während Werder Bremen 1979/80 für eine Saison in die 2. Bundesliga abgestiegen war.
Durch den Abstieg in die 2. Bundesliga 2021 hat Bayern München nun ebenso viele Saisons und seit 19. März 2022 mehr Spiele als Werder Bremen absolviert, weil die ersten beiden Spielzeiten der Bundesliga mit 16 Mannschaften nur 30 Spiele umfassten.

### Meisterschaftserfolge
- Deutscher Meister (4): 1965, 1988, 1993, 2004
- Deutscher Vizemeister (7): 1968, 1983, 1985, 1986, 1995, 2006, 2008
- Meister 2. Bundesliga (Staffel Nord): 1981
- Vizemeister der 2. Bundesliga: 2022
- Vizemeister der Oberliga Nord (5): 1959, 1960, 1961, 1962, 1963
- Niedersächsischer Meister der Britischen Zonenmeisterschaft: 1947
- Meister in der Gauliga Niedersachsen (4): 1934, 1936, 1937, 1942
- Vizemeister der Gauliga Niedersachsen: 1935
- Vizemeister der Gauliga Weser-Ems: 1943
- Meister der Westkreisliga: 1923
- Vizemeister der Westkreisliga (3): 1926, 1927, 1928
- Deutscher Hallenmeister: 1989

### Pokalerfolge
- Deutscher Pokalsieger (6): 1961, 1991, 1994, 1999, 2004, 2009
- Deutscher Pokalfinalist (4): 1989, 1990, 2000, 2010
- Deutscher Supercup-Sieger (4): 1988, 1993, 1994, 2009 (inoffizielle Austragung)
- Deutscher Supercup-Finalist: 1991
- Deutscher Ligapokalsieger: 2006
- Deutscher Ligapokal-Finalist (2): 1999, 2004
- Fuji-Cup-Sieger: 1990

### Internationale Erfolge
(Ausführliche Statistiken unter Werder Bremen/Namen und Zahlen#Teilnahme an europäischen Wettbewerben von 1961 bis heute.)
- Europapokal der Pokalsieger: 1992
- UEFA-Cup-Finalist: 2009
- UEFA-Cup-Halbfinalist (3): 1988, 1990, 2007
- UI-Cup-Sieger: 1998
- Kirin-Cup-Sieger (2): 1982, 1986
- Trophäe „Villa de Madrid“: 1988
- Internationales Turnier in Rotterdam: 1986

### Erfolge der Amateure
- Deutscher Amateurmeister (3): 1966, 1985, 1991 (Rekord*)
- Landespokal-Sieger (20): 1969, 1971, 1976, 1982, 1983, 1987, 1989, 1990, 1992, 1993, 1994, 1995, 1997, 1998, 1999, 2000, 2001, 2002, 2004, 2007 (Rekord)
- Landespokalfinalist (6): 1978, 1984, 1985, 1986, 1991, 2003
- Meister der Regionalliga Nord: 2015
- Vizemeister der Regionalliga Nord: 2014

*0zusammen mit Hannover 96 und dem SC Jülich 1910

### Torschützenkönige
| Spieler           | Saison  | Bundes- liga | UEFA- Pokal | Champions League |
| ----------------- | ------- | ------------ | ----------- | ---------------- |
| Rudi Völler       | 1982/83 | 23           |             |                  |
| Karl-Heinz Riedle | 1989/90 |              | 6 1         |                  |
| Wynton Rufer      | 1993/94 |              |             | 8 2              |
| Mario Basler      | 1994/95 | 20 3         |             |                  |
| Aílton            | 2003/04 | 28           |             |                  |
| Miroslav Klose    | 2005/06 | 25           |             |                  |
| Claudio Pizarro   | 2009/10 |              | 9 4         |                  |
| Niclas Füllkrug   | 2022/23 | 16 5         |             |                  |

### Fußballer des Jahres
| Spieler         | Deutschland | Ausland           |
| --------------- | ----------- | ----------------- |
| Rudi Völler     | 1983        |                   |
| Wynton Rufer    |             | 1989 (Ozeanien)   |
| Wynton Rufer    |             | 1990 (Ozeanien)   |
| Rune Bratseth   |             | 1991 (Norwegen)   |
| Rune Bratseth   |             | 1992 (Norwegen)   |
| Andreas Herzog  |             | 1992 (Österreich) |
| Wynton Rufer    |             | 1992 (Ozeanien)   |
| Rune Bratseth   |             | 1994 (Norwegen)   |
| Raphaël Wicky   |             | 1998 (Schweiz)    |
| Paul Stalteri   |             | 2001 (Kanada)     |
| Paul Stalteri   |             | 2004 (Kanada)     |
| Aílton          | 2004        |                   |
| Miroslav Klose  | 2006        |                   |
| Petri Pasanen   |             | 2008 (Finnland)   |
| Sambou Yatabaré |             | 2016 (Mali)       |
| Yūya Ōsako      |             | 2018 (Japan)      |

### Rekordspieler
| Meiste Bundesligaspiele      | Meiste Bundesligatore   | Einsatzminuten pro Tor * |
| ---------------------------- | ----------------------- | ------------------------ |
| 1. Dieter Burdenski: 444     | 1. Claudio Pizarro: 109 | 1. Rudi Völler: 120      |
| 2. Horst-Dieter Höttges: 420 | 2. Marco Bode: 101      | 2. Miroslav Klose: 137   |
| 3. Dieter Eilts: 390         | 3. Rudi Völler: 97      | 3. Aílton: 144           |
| 4. Marco Bode: 379           | 3. Frank Neubarth: 97   | 4. Claudio Pizarro: 152  |
| 5. Werner Görts: 363         | 5. Aílton: 88           | 5. Hugo Almeida: 157     |
| 6. Karl-Heinz Kamp: 361      | 6. Werner Görts: 73     | 6. Nelson Valdez: 168    |
| 7. Miroslav Votava: 357      | 7. Arnold Schütz: 69    | 7. Boubacar Sanogo: 175  |
| 8. Oliver Reck: 345          | 8. Uwe Reinders: 67     | 7. Ivan Klasnić: 175     |
| 9. Torsten Frings: 326       | 9. Norbert Meier: 66    | 9. Markus Rosenberg: 178 |
| 10. Frank Neubarth: 317      | 10. Wynton Rufer: 59    | 10. Klaus Matischak: 189 |

Gezählt werden nur Bundesligaspiele und -tore für Werder Bremen.

* Spieler mit zehn oder mehr Toren.

Stand aller Statistiken: Saison 2019/20

### Spielführer
Folgende Spieler füllten in der ersten und zweiten Bundesliga das Amt des Mannschaftskapitäns aus:
| Zeitraum  | Spieler              | Kommentar |
| --------- | -------------------- | --- |
| 1963–1969 | Pico Schütz          | |
| 1969–1970 | Heinz Steinmann      | |
| 1970–1971 | Pico Schütz          | |
| 1971–1976 | Rudi Assauer         | |
| 1976–1978 | Horst-Dieter Höttges | |
| 1978–1979 | Per Röntved          | |
| 1979–1980 | Dieter Burdenski     | |
| 1980–1987 | Benno Möhlmann       | |
| 1987–1993 | Mirko Votava         | Votavas Amtszeit als Spielführer war die bisher erfolgreichste. In den sechs Jahren konnte Werder Bremen zwei deutsche Meistertitel, einen Sieg im DFB-Pokal sowie den Gewinn des Europapokals der Pokalsieger feiern. |
| 1993–1994 | Rune Bratseth        | |
| 1994–1995 | Oliver Reck          | |
| 1995–1996 | Dieter Eilts         | |
| 1996–1997 | Oliver Reck          | |
| 1997–1999 | Andreas Herzog       | |
| 1999–2000 | Dieter Eilts         | Unter Trainer Felix Magath wurde Dieter Eilts zum zweiten Mal Werder-Kapitän. |
| 2000–2009 | Frank Baumann        | Baumann war neun Jahre lang Spielführer und durfte 2004 die Meisterschale entgegennehmen. |
| 2009–2011 | Torsten Frings       | |
| 2011      | Per Mertesacker      | |
| 2011–2017 | Clemens Fritz        | Fritz war als Kapitän sechs Jahre lang unter den Trainern Thomas Schaaf, Robin Dutt, Viktor Skripnik und Alexander Nouri aktiv. 2017 beendete er seine Karriere.                                                       |
| 2017–2018 | Zlatko Junuzović     | |
| 2018–2019 | Max Kruse            | |
| 2019–2021 | Niklas Moisander     | |
| 2021–2022 | Ömer Toprak          | Trainer Markus Anfang überließ es erstmals der Mannschaft, ihren Kapitän zu wählen. In der zweiten Zweitligasaison des Vereins überhaupt fiel die Wahl auf den erfahrenen Ömer Toprak.                                 |
| seit 2022 | Marco Friedl         | Trainer Ole Werner bestimmte den fünfköpfigen Mannschaftsrat. Die Mannschaft konnte anschließend hieraus ihren Kapitän wählen.                                                                                         |

### Ehrenspielführer
In der Geschichte des Vereins wurden bislang zehn Spieler aufgrund ihrer außerordentlichen Verdienste um Verein und Mannschaft mit dem Titel Ehrenspielführer ausgezeichnet. Das sind Richard Ackerschott, Horst-Dieter Höttges, Arnold „Pico“ Schütz, Dieter Burdenski, Dieter Eilts, Marco Bode, Frank Baumann, Clemens Fritz, Mirko Votava und Torsten Frings.

### Historische Bundesligaresultate
- Höchster Heimsieg: 8:1 gegen Arminia Bielefeld 2007/08, 8:1 gegen Kickers Offenbach 1983/84
- Höchster Auswärtssieg: 7:0 gegen Borussia Mönchengladbach 1965/66
- Höchste Heimniederlage: 0:7 gegen FC Bayern München 2013/14
- Höchste Auswärtsniederlagen: 2:9 gegen Eintracht Frankfurt 1981/82, 0:7 gegen Eintracht Frankfurt 1963/64, 0:7 gegen FC Bayern München 1979/80

### Weitere Daten
- Bremen war 130-mal Spitzenreiter der Bundesliga und damit nach dem FC Bayern München, Borussia Dortmund und Borussia Mönchengladbach am vierthäufigsten.
- Werder steht mit 2.922 Punkten auf dem dritten Platz der Ewigen Bundesligatabelle.
- Mit 501 Punkten belegt Werder den dritten Platz der Ewigen Tabelle des DFB-Pokals.
- Mit sechs Titeln steht der Verein in der Rangliste der DFB-Pokalsieger auf Platz 2.

### Rekorde
- Seit den 1970er Jahren hält Per Røntved den „Klubrekord“ mit fünf erzielten Eigentoren.[88] Nur Manfred Kaltz und Nikolče Noveski trafen in der Bundesliga häufiger ins eigene Netz, beide jeweils sechs Mal.[89]
- In der Saison 2006/07 gelang es Werder Bremen als erstem Bundesligaverein, in zwei Auswärtsspielen in Folge jeweils sechs Tore zu schießen. Ein dritter Auswärtssieg mit sechs Treffern folgte drei Auswärtsspiele später.[90] Am Ende standen mit 27 Treffern die meisten Auswärtstore in einer Hinrunde in der Geschichte der Bundesliga zu Buche.[91]
- Mit Rune Bratseth stellte Werder Bremen dreimal und damit am häufigsten den norwegischen Fußballer des Jahres (1991, 1992, 1994) und mit Wynton Rufer 1989, 1990 und 1992 dreimal Ozeaniens Fußballer des Jahres (Rekordträger zusammen mit Harry Kewell). Rufer wurde zudem zu Ozeaniens Fußballer des Jahrhunderts gewählt.
- In der Rückrunde der Saison 1992/93 kassierte Werder Bremen in den Heimspielen nur ein einziges Gegentor (durch Christian Ziege, damals FC Bayern München).
- Werder Bremen ist die erste Mannschaft, die mehr als einen Spieler gleichzeitig in die Wahl zum Fußballer des Monats brachte (Aílton und Johan Micoud im November 2003,[92] Diego und Miroslav Klose im August 2006[93] sowie Diego und Torsten Frings im Oktober 2006[94]). Dieser Rekord hatte bis Oktober 2008 Bestand, als die TSG 1899 Hoffenheim mit Vedad Ibišević, Chinedu Obasi und Demba Ba alle drei Kandidaten stellte.[95] 18-mal hat ein Spieler von Werder Bremen die Auszeichnung zum Fußballer des Monats gewonnen, Diego gewann fünfmal und Klose dreimal.
- Da Aaron Hunt bei seinem ersten Saisontreffer am 10. Mai der Saison 2007/08 bereits der 20. Werder-Profi war, der in der laufenden Saison ein Tor erzielt hatte, stellten die Bremer einen Rekord für die meisten Torschützen in einer Spielzeit auf.
- Bis zur Saison 2007/08 war Werder Bremen die Mannschaft mit den wenigsten Gegentoren in einer Bundesligasaison: In der Saison 1987/88 konnten die Gegner nur 22 Tore gegen Oliver Reck erzielen. Genau 20 Jahre später unterbot der FC Bayern München diesen Rekord um ein Tor.
- Siebenmal erzielte Werder die meisten Saisontore: 1985, 1986, 1995, 2004, 2006, 2007 und 2008. Viermal kassierte Werder die wenigsten Gegentore: 1965, 1988, 1991 und 1993.
- Mit sieben zweiten Plätzen zum Saisonende (1968, 1983, 1985, 1986, 1995, 2006, 2008) hat Werder Bremen (zusammen mit dem FC Schalke 04) nach Bayern München (10) und Borussia Dortmund (9) die dritthöchste Anzahl an Vizemeisterschaften in der Bundesliga zu verzeichnen. 1983 und 1986 verfehlte Werder den ersten Platz punktgleich mit dem jeweiligen Meister nur wegen der schlechteren Tordifferenz.
- In der Meistersaison 2003/04 erzielte Werder Bremen die bis dahin beste Auswärtsbilanz eines Bundesligisten. Von den 17 Auswärtsspielen wurden elf gewonnen, bei vier unentschiedenen Partien und zwei Niederlagen. Borussia Dortmund stellte den Rekord in der Saison 2011/12 ein, Bayern München überbot ihn ein Jahr später.
- In der Saison 2008/09 erzielte Werder 17 Treffer von Positionen außerhalb des Strafraums, was seit Beginn der detaillierten Fernschuss-Datenerfassung in der Saison 2004/05 unübertroffen ist.[96]
- In der Saison 2008/09 gewann Werder als erste Mannschaft den DFB-Pokal, die im Turnierverlauf ausschließlich Auswärtsspiele zu bestreiten hatte. Dabei wurde der Hamburger SV im Halbfinale am 22. April 2009 im Elfmeterschießen besiegt, dem 13. Elfmeterschießen der Bremer in ihrer Pokalgeschichte. Nur der FC Bayern musste häufiger (14-mal) die Entscheidung vom Punkt suchen.
- Im DFB-Pokal war Werder Bremen zu Hause 31 Jahre (37 Spiele) lang unbesiegt. Die Serie begann nach der Niederlage im Halbfinale am 13. April 1988 gegen den späteren Pokalsieger Eintracht Frankfurt mit 0:1. Bremen wurde damals wenige Wochen später in Frankfurt Deutscher Meister. Am 24. April 2019 verlor Werder 2:3 gegen Bayern München nach einem umstrittenen Foulelfmeter in der Schlussphase.
- In der ersten Pokalrunde der Folgesaison war am 10. August 2019 Fünftligist SV Atlas Delmenhorst der Gegner, der den Niedersachsenpokal der Amateure gewonnen hatte und Werder Bremen als Gastmannschaft zugelost bekam. Da das Delmenhorster Stadion Düsternort aufwändig hätte umgebaut werden müssen, fand das Spiel mit einer Ausnahmegenehmigung des DFB im 15 km entfernten Weserstadion statt, wo mit 41.500 Zuschauern ein neuer Rekord für die am besten besuchte Erstrundenpartie mit Amateurbeteiligung aufgestellt wurde. Werder gewann 6:1 (4:1).[97]
- In der ersten Zweitligasaison der Vereinsgeschichte 1980/81 erreichte Werder in der damals noch zweigeteilten Liga umgerechnet auf die 3-Punkte-Regel in 42 Spielen 98 Punkte, was einem Punkteschnitt von 2,33 Punkten pro Partie entspricht. Damit hat Bremen den besten Saison-Punkteschnitt aller Vereine, die jemals in der 2. Bundesliga gespielt haben. Auch nach der zweiten Zweitligasaison 2021/22 hält Werder mit 2,12 Punkten pro Partie den besten Punkteschnitt.
- Am dritten Spieltag der Saison 2022/23 konnte Werder beim 3:2-Sieg bei Borussia Dortmund als erste Mannschaft in der Geschichte der Bundesliga, die zur 89. Minute mit zwei oder mehr Toren zurücklag, ein Spiel gewinnen. Einen solchen Rückstand gab es zuvor 7.221-mal, wobei es fünfmal noch zu einem Unentschieden kam.[98]
- Am 1. Oktober 2022 wurde am achten Spieltag der Saison 2022/23 mit der frühen 3:0-Führung nach 13 Spielminuten beim Heimspiel gegen Borussia Mönchengladbach (Endstand 5:1) ein Vereinsrekord in der Bundesliga aufgestellt.[99]
- Am 19. Oktober 2022 wurde mit Fabio Chiarodia im Alter von 17 Jahren und 137 Tagen im DFB-Pokal gegen den SC Paderborn 07 der jüngste Spieler der Pokal-Geschichte des SV Werder Bremen aufgeboten.[100] Manfred Burgsmüller bestritt am 18. August 1989 ein Pokalspiel gegen den FC St. Pauli im Alter von 40 Jahren und 148 Tagen als ältester Spieler für Werder Bremen.[101]
- In der Saison 2022/23 stellten die Bremer einen Bundesligarekord in puncto Tore in der Nachspielzeit auf. Durch den Treffer von Niclas Füllkrug zum 2:0-Endstand beim VfL Bochum am 3. September 2022 konnte Werder nach fünf Spieltagen bereits fünf Tore vorweisen, die nach der 90. Spielminute erzielt wurden.[102]
- Am 22. Oktober 2022 wurde mit Fabio Chiarodia im Alter von 17 Jahren und 140 Tagen bei der Bundesliga-Partie gegen den SC Freiburg der jüngste Bundesliga-Spieler der Geschichte des SV Werder Bremen eingesetzt.[103] Ältester jemals von Werder Bremen in der Bundesliga eingesetzter Spieler ist Claudio Pizarro durch seinen Einsatz bei der Begegnung gegen seinen ehemaligen Club, den 1. FC Köln, am 27. Juni 2020 im Alter von 41 Jahren und 269 Tagen.[104]

## Spieler und Trainer
(Eine Liste ehemaliger wichtiger Leistungsträger findet sich auf Werder Bremen/Namen und Zahlen; außerdem gibt es die Liste der Fußballspieler des SV Werder Bremen, die alle Spieler auflistet, die seit Gründung der Bundesliga im Kader gestanden haben.)

### Kader Saison 2025/26
Stand: 13. August 2025
| Nr.        | Nat.        | Spieler              | Geburtstag (Alter) | Bei Werder seit |
| Tor        | Tor         | Tor                  | Tor                | Tor             |
| ---------- | ----------- | -------------------- | ------------------ | --------------- |
| 25         | Deutschland | Markus Kolke         | 18. Aug. 1990 (35) | 2024            |
| 30         | Deutschland | Mio Backhaus         | 16. Apr. 2004 (21) | 2018            |
| 37         | Bulgarien   | Stefan Smarkalew U19 | 14. Mai 2007 (18)  | 2024            |
| Abwehr     |             |                      |                    |                 |
| 02         | Belgien     | Olivier Deman        | 4. Juni 2000 (25)  | 2023            |
| 04         | Deutschland | Niklas Stark         | 14. Apr. 1995 (30) | 2022            |
| 05         | Deutschland | Amos Pieper          | 17. Jan. 1998 (27) | 2022            |
| 08         | Deutschland | Mitchell Weiser      | 21. Apr. 1994 (31) | 2022            |
| 22         | Argentinien | Julián Malatini      | 31. Mai 2001 (24)  | 2024            |
| 27         | Deutschland | Felix Agu            | 27. Sep. 1999 (25) | 2020            |
| 31         | Deutschland | Karim Coulibaly U19  | 23. Mai 2007 (18)  | 2024            |
| 32         | Osterreich  | Marco Friedl         | 16. März 1998 (27) | 2018            |
| 33         | Deutschland | Mick Schmetgens U19  | 9. Sep. 2007 (17)  | 2021            |
| 39         | Osterreich  | Maximilian Wöber     | 4. Feb. 1998 (27)  | 2025            |
| Mittelfeld |             |                      |                    |                 |
| 06         | Danemark    | Jens Stage           | 8. Nov. 1996 (28)  | 2022            |
| 07         | Belgien     | Samuel Mbangula      | 16. Jan. 2004 (21) | 2025            |
| 10         | Deutschland | Leonardo Bittencourt | 19. Dez. 1993 (31) | 2019            |
| 14         | Belgien     | Senne Lynen          | 19. Feb. 1999 (26) | 2023            |
| 20         | Osterreich  | Romano Schmid        | 27. Jan. 2000 (25) | 2020            |
| 21         | Norwegen    | Isak Hansen-Aarøen   | 22. Aug. 2004 (20) | 2024            |
| 24         | Kroatien    | Patrice Čović U19    | 25. Juni 2007 (18) | 2024            |
| 28         | Frankreich  | Skelly Alvero        | 4. Mai 2002 (23)   | 2024            |
| 34         | Deutschland | Wesley Adeh U19      | 8. Jan. 2007 (18)  | 2019            |
| 35         | Deutschland | Leon Opitz           | 11. Apr. 2005 (20) | 2020            |
| 40         | Togo        | Dikeni Salifou       | 8. Juni 2003 (22)  | 2022            |
| Angriff    |             |                      |                    |                 |
| 09         | Deutschland | Keke Topp            | 25. März 2004 (21) | 2024            |
| 11         | Deutschland | Justin Njinmah       | 15. Nov. 2000 (24) | 2021            |
| 17         | Osterreich  | Marco Grüll          | 6. Juli 1998 (27)  | 2024            |
| 29         | Deutschland | Salim Musah          | 22. Feb. 2006 (19) | 2017            |

### Transfers der Saison 2025/26
| Zugänge            | Zugänge                          | Zugänge |
| Spieler            | Abgebender Verein                |         |
| Sommerpause 2025   | Sommerpause 2025                 |         |
| ------------------ | -------------------------------- | ------- |
| Olivier Deman      | Royal Antwerpen (Leihende)       |         |
| Isak Hansen-Aarøen | Aalborg BK (Leihende)            |         |
| Samuel Mbangula    | Juventus Turin                   |         |
| Dikeni Salifou     | SK Austria Klagenfurt (Leihende) |         |
| Maximilian Wöber   | Leeds United (Leihe)             |         |

| Abgänge           | Abgänge                         | Abgänge |
| Spieler           | Aufnehmender Verein             |         |
| Sommerpause 2025  | Sommerpause 2025                |         |
| ----------------- | ------------------------------- | ------- |
| Oliver Burke      | 1. FC Union Berlin              |         |
| Marvin Ducksch    | Birmingham City                 |         |
| Anthony Jung      | SC Freiburg                     |         |
| Issa Kaboré       | Manchester City (Leihende)      |         |
| Derrick Köhn      | Galatasaray Istanbul (Leihende) |         |
| Dawid Kownacki    | Hertha BSC (Leihe) *            |         |
| Abdenego Nankishi | VfB Stuttgart II                |         |
| André Silva       | RB Leipzig (Leihende)           |         |
| Miloš Veljković   | Roter Stern Belgrad             |         |
| nach Saisonbeginn |                                 |         |
| Michael Zetterer  | Eintracht Frankfurt             |         |

### Trainerstab
| Funktion        | Nat.        | Name               | Funktion seit |
| --------------- | ----------- | ------------------ | ------------- |
| Cheftrainer     | Deutschland | Horst Steffen      | 2025          |
| Co-Trainer      | Luxemburg   | Raphael Duarte     | 2025          |
| Co-Trainer      | Deutschland | Christian Groß     | 2025          |
| Torwarttrainer  | Deutschland | Christian Vander   | 2014          |
| Athletiktrainer | Osterreich  | Günther Stoxreiter | 2016          |
| Athletiktrainer | Deutschland | Henrik Frach       | 2020          |
| Rehatrainer     | Deutschland | Marcel Abanoz      | 2019          |

### Werder-Trainer seit Bundesligagründung 1963
(Ein zeitlicher Überblick ohne Fließtext ist auf Werder Bremen/Namen und Zahlen zu finden.)
| Name                                            | Zeitraum                                         | Bedeutung |
| ----------------------------------------------- | ------------------------------------------------ | --- |
| Willi Multhaup                                  | 1. Juli 1963 bis 30. Juni 1965                   | Die erste Saison beendete Werder auf einem unspektakulären zehnten Platz. Bereits in der nächsten Spielzeit führte Multhaup Werder, auch dank der Verpflichtung des Verteidigers Horst-Dieter Höttges und des Stürmers Klaus Matischak, zur völlig unerwarteten Meisterschaft. Trotz dieses großen Erfolges verließ Multhaup nach der Saison den Verein freiwillig und wurde Trainer von Borussia Dortmund. |
| Günter Brocker                                  | 1. Juli 1965 bis 4. September 1967               | Brocker trat das schwere Erbe Multhaups an und schied mit Werder Bremen schon in der zweiten Runde des Europapokals der Landesmeister aus. Nachdem er die erste Saison relativ erfolgreich auf Platz vier abgeschlossen hatte, wurde in der folgenden Spielzeit unansehnlicher Fußball geboten und als 16. nur knapp die Klasse gehalten, wobei Werder die wenigsten Zuschauer aller Bundesligisten hatte. Wegen anhaltender Erfolglosigkeit wurde er in seinem dritten Jahr als Werder-Trainer nach drei hohen Auftaktniederlagen entlassen. |
| Fritz Langner                                   | 5. September 1967 bis 30. Juni 1969              | Dem bei Schalke 04 entlassenen und wegen seiner harten Trainingsmethoden als „Zuchtmeister“ bekannten Langner gelang die Kehrtwende mit dem Marsch von Platz 18 auf Platz zwei am Saisonende und zuletzt 14 Spielen ohne Niederlage. Nach der weniger erfolgreichen Spielzeit 1968/69, die als 9. mit einer Platzierung im Mittelmaß endete, zog es den „eisernen Fritz“ zum TSV 1860 München. |
| Richard Ackerschott                             | 19. + 30. Okt. bis 2. Nov. 1968 und 7. Juni 1969 | Am 10., 12. und 13. Spieltag der Saison 1968/69 vertrat der ehemalige Werder-Spieler und Ehrenspielführer Ackerschott den erkrankten Langner. Da Langner am 34. Spieltag derselben Saison zu Vertragsverhandlungen zum TSV 1860 München reisen musste, sprang Ackerschott in der zweiten Halbzeit des kuriosen, mit 6:5 gewonnenen Spieles erneut für ihn ein. |
| Fritz Rebell                                    | 1. Juli 1969 bis 16. März 1970                   | Fritz Rebell kam vom unterklassigen Verein Göttingen 05 zu Werder Bremen, saß jedoch nur in 22 Ligaspielen auf der Trainerbank. Er selbst sagt über diesen kurzen Ausflug in die Geschehnisse der Bundesliga: „Für einen Mann in meinem Alter war die Bundesliga wohl eine Nummer zu groß.“ Seine Spieler mussten ihm des Öfteren vor dem Spiel taktische Tipps geben. Nach den Spielen lobte er zum Teil öffentlich Spieler, die nicht auf dem Platz gestanden hatten. Am 14. März 1970 wurde Fritz Rebell entlassen, und Hans Tilkowski trat seine Nachfolge an. |
| Hans Tilkowski                                  | 17. März bis 30. Juni 1970                       | Hans Tilkowski trat noch in der Saison 1969/70 die Nachfolge von Fritz Rebell an. Werder engagierte Tilkowski als Kurzzeittrainer, der Werder bis zum Ende der Saison betreuen sollte, da Robert Gebhardt schon als Nachfolger für die nachfolgende Saison verpflichtet worden war. Am Ende der Saison gab es einen traurigen Abschied für Tilkowski, der gerne Trainer geblieben wäre, aber Platz für seinen Nachfolger machen musste. |
| Robert Gebhardt                                 | 1. Juli 1970 bis 29. September 1971              | Robert Gebhardt kam vom MSV Duisburg zum SV Werder Bremen. Am Ende der Saison stand Werder mit 41:40 Toren und 33:35 Punkten auf Platz zehn. Zur neuen Saison verpflichtete Werder unter anderem die Nationalspieler Peter Dietrich und Herbert Laumen von Borussia Mönchengladbach, Willi Neuberger und Werner Weist von Borussia Dortmund. Mit diesen Spielern erhoffte man sich größere Erfolge als in der Vorsaison. Nach acht Spieltagen stand Werder mit 15:12 Toren und 8:8 Punkten nur auf Platz sieben der Tabelle und trennte sich am 29. September von Gebhardt. |
| Willi Multhaup                                  | 30. September bis 24. Oktober 1971               | Werders Meistertrainer aus dem Jahr 1965 trat erneut an, um dem dauerverletzten Spieler Piontek dabei zu helfen, in die Trainerrolle hineinzuwachsen. Nachdem er Piontek eingearbeitet hatte, der sich noch in seiner Trainerausbildung befand, verließ er den Verein wieder. |
| Josef Piontek                                   | 25. Oktober 1971 bis 30. Juni 1975               | Josef „Seppl“ Piontek wurde nach seinem Karriereende als Spieler, in der er in 203 Ligaspielen 15 Tore erzielte, in direktem Anschluss Trainer bei Werder Bremen. Nach drei Jahren im Tabellen-Mittelfeld und dem 15. Platz in der Saison 1974/75 verließ er Bremen. |
| Fritz Langner (interim)                         | 8. Mai bis 10. Juni 1972                         | In seiner zweiten Amtszeit vertrat Langner den nicht entlassenen Piontek am 31. und 32. Spieltag der Bundesliga, sowie im Halbfinal-Hin- und Rückspiel des DFB-Pokals. Seine Aufgabe, eine trotz millionenschwerer Investitionen verkorkste Saison mit dem Gewinn des DFB-Pokals versöhnlich abzuschließen, konnte der bei den meisten Spielern unbeliebte Trainer nicht erfüllen: Werder unterlag dem 1. FC Kaiserslautern jeweils 1:2. |
| Herbert Burdenski                               | 1. Juli 1975 bis 28. Februar 1976                | Der Vater des Werder-Torwarts Dieter Burdenski musste den Verein nach nur einem Sieg aus 10 Spielen auf Platz 14 stehend verlassen. Vorher hatte er seiner Mannschaft öffentlich „Landesligaformat“ bescheinigt und erklärt, man werde „spätestens zum Saisonende die Quittung“ erhalten. |
| Otto Rehhagel                                   | 29. Februar bis 12. Juni 1976                    | In seiner ersten Amtszeit erhielt Rehhagel einen Vertrag bis zum Tag des letzten Saisonspieles, um den drohenden Bundesligaabstieg zu verhindern, was ihm gelang. |
| Hans Tilkowski                                  | 1. Juli 1976 bis 19. Dezember 1977               | Die erste Saison endete im Mittelfeld. Mitten in der zweiten Saison verließ Hans Tilkowski die Mannschaft, keine 24 Stunden vor dem DFB-Pokal-Viertelfinale, da ein nicht namentlich bekannter Spieler ihm vorher, entgegen der mannschaftsinternen Absprache, das Ergebnis einer Spielerabstimmung mitgeteilt hatte, bei der sich drei Viertel aller Spieler gegen Tilkowskis Verbleib ausgesprochen hatten. Da auch der Vorstand vorher informiert war, wähnte er sich als Opfer einer Intrige und ging, den Verzicht auf ausstehende Gehälter in Kauf nehmend. |
| Rudi Assauer und Fred Schulz                    | 20. Dezember 1977 bis 30. Juni 1978              | Nach der Entlassung Tilkowskis übernahm Manager Rudi Assauer bis zum Saisonende zusätzlich das Training. Da er über keine ausreichende Trainerlizenz verfügte, musste mit Fred Schulz ab dem 1. Januar 1978 zusätzlich offiziell ein Strohmann engagiert werden, der nicht in den sportlichen Bereich eingriff und mit 74 Jahren nominell ältester Trainer der Bundesligageschichte wurde. Das alleinige Engagement Assauers war auf starken Widerstand des DFB gestoßen. Vom – den Abstieg bedeutenden – 16. Platz konnte sich Werder noch mit einem Abstand von neun Punkten auf Rang 15 vorschieben. |
| Wolfgang Weber                                  | 1. Juli 1978 bis 29. Januar 1980                 | Werder war die erste und einzige Trainerstation des ehemaligen Nationalspielers. In seiner zweiten Saison wurde er, mit der Mannschaft auf dem 15. Platz stehend, entlassen. |
| Rudi Assauer und Fritz Langner                  | 29. Januar bis 31. Mai 1980                      | Nach Webers Entlassung sprang erneut Assauer ein, dem am 20. Februar 1980 Fritz Langner als Strohmann zur Seite gestellt wurde, der sich bereits im Ruhestand befunden hatte. Nach der Saison, in der sich die frühe und lange Sperre des Verteidigers Watson negativ ausgewirkt hatte, stieg Werder mit 93 Gegentoren als Tabellenvorletzter ab. |
| Kuno Klötzer                                    | 1. Juli 1980 bis 30. März 1981                   | Der langjährige Bundesligatrainer übernahm Werder nach dem Abstieg in die 2. Bundesliga, musste das Amt jedoch im Frühjahr 1981 mit der Mannschaft auf Tabellenplatz eins stehend aus gesundheitlichen Gründen niederlegen. |
| Otto Rehhagel                                   | 1. April 1981 bis 30. Juni 1995                  | Unter Otto Rehhagel gelang Werder der sofortige Wiederaufstieg. Während der vierzehnjährigen Regentschaft König Ottos gewann Werder den Europapokal der Pokalsieger (1992), die deutsche Meisterschaft (1988, 1993), den deutschen Pokal (1991, 1994) sowie den deutschen Supercup (1988, 1993 und 1994). Noch nie blieb ein Bundesligatrainer bis zu diesem Zeitpunkt länger seinem Verein treu als Otto Rehhagel Werder Bremen (14 Jahre, zwei Monate und 29 Tage). 1995 wurde er schließlich vom ärgsten Konkurrenten, Bayern München, abgeworben. |
| Aad de Mos                                      | 1. Juli 1995 bis 9. Januar 1996                  | Aad de Mos wurde als international namhafter Trainer in der Hoffnung verpflichtet, an die erfolgreiche Ära Rehhagel anknüpfen zu können, und wurde nach einer erfolglosen Halbserie und Turbulenzen hinter den Kulissen sowie Spannungen mit der Mannschaft entlassen. Er führte erstmals die Viererkette in Bremen ein und behielt sie trotz eintretender Misserfolge bei. |
| Hans-Jürgen Dörner                              | 14. Januar 1996 bis 20. August 1997              | Unter Dixie Dörner vermied Werder zunächst den Abstieg und erreichte in der darauffolgenden Saison Platz acht, allerdings ohne nachhaltige Hoffnungen auf neue Erfolge zu wecken. Nach einem misslungenen Saisonstart wurde er 1997 entlassen. |
| Wolfgang Sidka                                  | 21. August 1997 bis 21. Oktober 1998             | Sidka war zunächst Co-Trainer von Dixie Dörner und anfangs mit der Mannschaft relativ erfolgreich. Er verpasste nur relativ knapp einen UEFA-Pokal-Platz in der Saison 1997/98, erreichte diesen aber über den UI-Cup. Nachdem sich zu Beginn der Bundesligasaison 1998/99 andeutete, dass auch unter ihm kein sichtbarer Fortschritt in puncto Spielkultur und Erfolg erreicht werden würde, und Werder nach dem achten Spieltag auf dem letzten Tabellenplatz stand, wurde er ebenfalls entlassen. |
| Felix Magath                                    | 22. Oktober 1998 bis 9. Mai 1999                 | Magath verordnete Werder eine defensive Spielweise und führte die abstiegsgefährdete Mannschaft bis zur Winterpause immerhin auf Platz neun. Anschließend gerieten seine umstrittenen Trainings- und Menschenführungsmethoden in die Kritik; er überwarf sich mit mehreren langgedienten Spielern, verzichtete auf den Publikumsliebling und späteren Torschützenkönig Aílton und gewann mit Werder nur eines der ersten zwölf Rückrundenspiele, so dass Werder erneut in akute Abstiegsgefahr geriet und vier Spieltage vor Saisonende, punktgleich mit dem Tabellensechzehnten, die Trennung erfolgte. |
| Thomas Schaaf                                   | 10. Mai 1999 bis 15. Mai 2013                    | Schaaf wurde (nach Otto Rehhagel) der zweiterfolgreichste Werdertrainer. Er verhinderte 1998/99 in kurzer Folge den drohenden Abstieg und gewann den DFB-Pokal. Anschließend entwickelte der ehemalige Spieler und Nachwuchstrainer eine spielstarke Mannschaft und etablierte Werder mit dem Gewinn des Doubles 2003/04 als Höhepunkt in der Bundesligaspitze. Anschließend gelang es ihm, mit Werder auch international erfolgreich zu sein. Zudem gewann Werder mit Schaaf im Jahr 2006 den Ligapokal. In der Saison 2008/09 erreichte er mit Werder das Finale des UEFA-Pokals und gewann zudem den DFB-Pokal. Als Basis des Erfolgs galt besonders seine enge Zusammenarbeit mit dem Sportdirektor Klaus Allofs, seinem ehemaligen Mannschaftskameraden als Werderspieler. Schaaf verlängerte seinen Vertrag im Dezember 2011 bis zum 30. Juni 2014. Bei Erfüllung hätte er den Rekord Rehhagels als Werdertrainer mit der längsten ununterbrochenen Dienstzeit gebrochen. In der Bundesliga war neben Rehhagel lediglich Volker Finke (SC Freiburg) länger ununterbrochen bei einem Verein beschäftigt. Am 15. Mai 2013 trennten sich Thomas Schaaf und Werder Bremen einvernehmlich. |
| Wolfgang Rolff und Matthias Hönerbach (interim) | 16. bis 25. Mai 2013                             | Schaafs ehemalige Co-Trainer waren Interimstrainer für den 34. Spieltag der Saison 2012/13. |
| Robin Dutt                                      | 1. Juni 2013 bis 25. Oktober 2014                | In seiner ersten Saison erreichte Dutt mit der Mannschaft den 12. Platz. In der Saison 2014/15 wurde er nach neun Spielen ohne Sieg am 25. Oktober 2014 freigestellt. |
| Viktor Skripnik                                 | 25. Oktober 2014 bis 17. September 2016          | Skripnik übernahm die Mannschaft als Tabellenletzter und erreichte mit ihr noch den zehnten Platz. Nachdem Werder die ersten vier Pflichtspiele der Saison 2016/17 verlor, wurde er entlassen. |
| Alexander Nouri                                 | 18. September 2016 bis 30. Oktober 2017          | Nouri wurde zunächst als Interimstrainer zum Nachfolger Skripniks berufen und nach dem 6. Spieltag zum Cheftrainer befördert. Mit Platz acht am Saisonende wurde die beste Platzierung seit Jahren erreicht. Nachdem es an den ersten zehn Spieltagen der Saison 2017/18 keinen Sieg gab, trennte sich der Verein von ihm. |
| Florian Kohfeldt                                | 30. Oktober 2017 bis 16. Mai 2021                | Kohfeldt wurde nach dem zehnten Spieltag, als die Mannschaft auf dem vorletzten Platz stand, nach der Beurlaubung Nouris als Interimstrainer berufen. Nachdem die Mannschaftsleistungen unter ihm besser geworden waren, bekam Kohfeldt im April 2018 einen langfristigen Vertrag. Für seine Arbeit bei Werder wurde Kohfeldt vom DFB mit dem Trainerpreis des deutschen Fußballs 2018 ausgezeichnet. Am 16. Mai 2021 wurde Kohfeldt einen Spieltag vor Saisonende entlassen und durch Thomas Schaaf als Interimstrainer ersetzt. |
| Thomas Schaaf (interim)                         | 16. bis 22. Mai 2021                             | Schaaf wurde vor dem letzten Spieltag der Saison 2020/21 zum Interimstrainer berufen, als sich die Mannschaft nach nur einem Punkt aus den letzten neun Spielen auf dem Relegationsplatz befand. Die Differenz zu einem direkten Abstiegsplatz und dem ersten Nicht-Abstiegsplatz betrug jeweils einen Punkt. Durch eine 2:4-Niederlage gegen Borussia Mönchengladbach fiel Werder auf den 17. Platz und stieg zum zweiten Mal nach 1980 in die 2. Bundesliga ab. |
| Markus Anfang                                   | 1. Juni bis 20. November 2021                    | Mit Anfang, der zuvor bereits Holstein Kiel, den 1. FC Köln und den SV Darmstadt 98 in der 2. Bundesliga betreut hatte, startete Werder in die erste Zweitligasaison seit über 40 Jahren. Bis auf Torwarttrainer Christian Vander wurde auch der restliche Trainerstab ersetzt. Mitte November 2021 trat Anfang unmittelbar vor dem 14. Spieltag zurück, da gegen ihn ein Ermittlungsverfahren wegen des Verdachts der Fälschung eines digitalen COVID-Impfzertifikats eröffnet worden war, das später eine rechtmäßige Verurteilung nach sich zog. |
| Danijel Zenkovic (interim)                      | 20. bis 22. November 2021                        | Der vorherige Co-Trainer Zenković übernahm die Mannschaft kurzfristig vor dem 14. Spieltag der Saison 2021/22 als Interimstrainer. Drei Tage später wurde er positiv auf das Virus SARS-CoV-2 getestet und musste in häusliche Quarantäne. |
| Christian Brand (interim)                       | 23. bis 28. November 2021                        | U19-Trainer Brand, der Zenković zuvor als Co-Trainer unterstützt hatte, übernahm nach dessen Quarantäne-Anordnung die Aufgaben des Interimstrainers am 15. Spieltag. |
| Ole Werner                                      | 29. November 2021 bis 27. Mai 2025               | Werner hatte bis September 2021 noch den Ligakonkurrenten aus Kiel trainiert, mit dem er in der Vorsaison in der Relegation um den Aufstieg spielte. Schon in der Sommerpause nach Bremens Abstieg hatte der Verein Kontakt zu Werner gesucht, der Gespräche aus „Loyalität und Verantwortungsbewusstsein“ zu dieser Zeit jedoch noch ablehnte. Werner belegte mit Werder den zweiten Platz und schaffte so den direkten Wiederaufstieg in die Bundesliga. Am 27. Mai 2025 wurde Werner vom Verein freigestellt, nachdem er sich entschieden hatte, seinen 2026 auslaufenden Vertrag nicht mehr verlängern zu wollen. |
| Horst Steffen                                   | seit 29. Mai 2025                                | |

## Amateur- und Jugendfußball

### Werder Bremen II
Werders zweite Mannschaft spielt in der Regionalliga Nord und trägt ihre Heimspiele zumeist auf Weserstadion Platz 11 aus. Trainiert wurde die Mannschaft von 2019 bis 2023 von Konrad Fünfstück. Die größten Erfolge sind das Erreichen der Amateurmeisterschaften in den Jahren 1966, 1985 und 1991. Werder ist damit zusammen mit Hannover 96 und dem SC Jülich 1910 am häufigsten Amateurmeister geworden. Von 1969 bis 2007 (seitdem keine Teilnahme mehr) gewann Werders U-23 20-mal den Landespokal und qualifizierte sich damit für die erste DFB-Pokalhauptrunde. In dieser besiegte die Mannschaft 2007/08 den Zweitligisten und Aufstiegsanwärter 1. FC Köln nach einem Rückstand von 0:2 noch mit 4:2 nach Verlängerung. Ein weiterer Sieg in der zweiten Runde gegen den klassenhöheren FC St. Pauli brachte die Amateure ins Achtelfinale, in dem sie knapp mit 2:3 am VfB Stuttgart scheiterten. In der Saison 2006/07 spielte die U-23 lange gegen den Fall in die Viertklassigkeit und erreichte schließlich mit vier Punkten Vorsprung auf die Abstiegsränge den achten von 19 Tabellenplätzen. Während der Spielzeit 2007/08 wurde der 5. Platz erreicht, womit man sich als eine von drei zweiten Mannschaften (neben Bayern München II und dem VfB Stuttgart II) zur Einstiegsrunde in die neue 3. Liga qualifizierte.
In der Saison 2010/11 stieg Werder Bremen II als Tabellenvorletzter sportlich in die viertklassige Regionalliga ab. Weil die davor platzierten Vereine TuS Koblenz und Rot Weiss Ahlen keine Lizenz erhielten, konnte Werder II dennoch in der 3. Liga verbleiben. In der Folgesaison belegte die Mannschaft den letzten Platz und stieg somit nach 36 Jahren in der Drittklassigkeit in die viertklassige Regionalliga Nord ab. In der Spielzeit 2014/15 wurde man in dieser Liga Meister und es gelang in den Entscheidungsspielen gegen die zweite Mannschaft von Borussia Mönchengladbach der Wiederaufstieg in die 3. Liga. Dort erreichte man in der Saison 2015/16 mit einem Auswärtssieg beim VfR Aalen am letzten Spieltag den Klassenerhalt. Auch ein Jahr später war es ein Sieg gegen Aalen im letzten Saisonspiel, diesmal im eigenen Stadion, der den Abstieg verhinderte. In der Saison 2017/18 war Werder Bremen der einzige Profiverein, dessen zweite Mannschaft in der 3. Liga spielte. Am Saisonende musste man wieder in die Regionalliga absteigen.
In der Saison 2022/23 stieg die Mannschaft auf dem 15. Platz in die Bremen-Liga ab. 2023/24 wurde sie Meister der Bremen-Liga und qualifizierte sich damit für die Aufstiegsrunde zur Regionalliga Nord, wobei alle 30 Saisonspiele gewonnen wurden und ein Torverhältnis von 213:17 erzielt wurde. In der Aufstiegsrunde gelang der direkte Wiederaufstieg.
Immer wieder schaffen Spieler aus der Jugend und der Amateurmannschaft den Sprung in die Profimannschaft, wie zum Beispiel Thomas Schaaf und Frank Ordenewitz sowie die späteren Europameister Dieter Eilts und Marco Bode.

### Werder Bremen III und weitere Amateurmannschaften
Werders dritte Mannschaft, die U21, spielt in der Landesliga Bremen. In den Jahren von 2004 bis 2007 erreichte sie Platzierungen zwischen dem dritten und fünften Rang. Nachdem im Jahr 2007 den beiden an Rang eins und zwei liegenden Vereinen Bremer SV und FC Bremerhaven die Lizenz für die Oberliga Nord im Gegensatz zu Werders dritter Mannschaft verwehrt worden war, hätte diese stattdessen aufsteigen können, verzichtete aber darauf. Nach der Aufwertung der Spielklasse zur Oberliga war Werder Bremen III von 2008 bis 2017 – bis zum Aufstieg der dritten Mannschaft des Hamburger SV in die Oberliga Hamburg – die am höchsten spielende aller dritten Mannschaften in Deutschland.
In den Spielzeiten 2009/10 und 2010/11 wurde die Mannschaft Meister der Bremen-Liga, verzichtete aber auf einen Lizenzantrag für die Regionalliga. In der Saison 2012/13 gelang erneut die Meisterschaft, ein Aufstieg war für eine dritte Mannschaft aber nicht mehr möglich. 2021/22 landete das Team auf dem 15. Tabellenplatz und wäre damit sportlich in die Landesliga abgestiegen, wenn der SFL Bremerhaven seine Mannschaft nicht zurückgezogen hätte. In der folgenden Saison 2022/23 wurde die Mannschaft jedoch Tabellenletzter und stieg daher in die Landesliga ab.
Im Amateurbereich gibt es noch eine vierte Mannschaft in der Kreisliga A und eine fünfte Mannschaft in der Kreisliga B, sowie zwei Altherren-Mannschaften, die „Ü32“ und „Ü40“.

### Jugendfußball
Im Jugendbereich stellt Werder bei den männlichen Juniorenmannschaften in allen Altersklassen.
Die A-Junioren spielen in der A-Junioren-Bundesliga Nord/Nordost. Sie wurden 2016 und 2020 Nordmeister, wobei die Saison 2019/20 aufgrund der COVID-19-Pandemie nicht regulär beendet wurde. 1999 konnte mit dem Gewinn der deutschen Jugendmeisterschaft der bisher größte Erfolg erzielt werden. Von der Meistermannschaft gelang danach einzig Tim Borowski bei Werder der Sprung zu den Profis; andere Teamkameraden kamen nicht über Amateurniveau hinaus bzw. absolvierten für andere Teams ihr Profidebüt. 1994 unterlag die Mannschaft im Finale den Junioren Borussia Dortmunds im Endspiel mit 2:3.
2025 gewann die Mannschaft das Endspiel im DFB-Pokal der Junioren gegen den Karlsruher SC mit 2:0.
Die B-Junioren spielen in der B-Junioren-Bundesliga Nord/Nordost.
Im Finale der U-17-Fußball-Europameisterschaft 2009 erzielten die beiden Werder-Spieler Lennart Thy und Florian Trinks die Tore für Deutschland zum 2:1-Sieg gegen die Niederlande. Thy wurde zudem mit drei Toren zusammen mit dem Niederländer Luc Castaignos Torschützenkönig des Turniers.
Bei der U-17-Fußball-Weltmeisterschaft 2011, die Deutschland als Dritter beendete, standen mit Cimo Röcker und Levent Ayçiçek zwei Werder-Spieler im Kader.
Bei der in Ungarn ausgetragenen U-19-Fußball-Europameisterschaft 2014 wurde der Werder-Spieler Davie Selke mit sechs Toren im Turnier Torschützenkönig und zugleich Europameister mit der deutschen Auswahl. Damit stellte er den Torrekord des Spaniers Álvaro Morata von 2011 ein.

### Blindenfußball
Werder Bremen fördert die Inklusion durch Sportangebote für Menschen mit Behinderung. Dazu zählt auch Blinden- und Sehbehindertenfußball.

### Futsal
Werder Bremen unterhielt von der Saison 2015/16 bis zur Spielzeit 2018/19 auch eine Futsal-Abteilung. Die Mannschaft trat in der Regionalliga Nord wie auch in der BFV-Futsal-Liga (Verbandsliga) an.

### Traditionsmannschaft
Der Traditionsmannschaft um Dieter Burdenski gehören Spieler wie z. B. Johan Micoud, Uwe Reinders, Frank Ordenewitz, Günther Hermann, Ailton, Ivan Klasnic, Torsten Frings, Tim Wiese, Frank Baumann, Dieter Eilts und Andreas Reinke an.

## Frauenfußball
Bereits in den frühen 1970er Jahren bestand beim SV Werder eine Frauenfußballabteilung, die 1974 an der Endrunde um die deutsche Meisterschaft teilnahm. Nachdem die Abteilung zwischenzeitlich aufgelöst wurde, richtete der Verein im Jahre 2007 auf Drängen des Bremer Fußballverbandes eine neue Abteilung ein. Ohne Punktverlust und ohne Gegentor sicherte sich die Mannschaft die Bremer Meisterschaft und schaffte anschließend den Sprung in die Regionalliga Nord. Ein Jahr später gelang der Aufstieg in die 2. Bundesliga Nord. In den Spielzeiten 2010/11, 2011/12 und 2012/13 wurde die Mannschaft jeweils Fünfter, 2013/14 Dritter. In der Saison 2014/15 gelang schlussendlich der Aufstieg in die Bundesliga. Aus dieser stieg man 2016 wie auch 2019 zwar als Tabellenelfter ab, konnte aber in beiden Fällen den direkten Wiederaufstieg im folgenden Jahr schaffen und wurde 2017 und 2020 Zweitligameister. In den folgenden Bundesliga-Jahren platzierte man sich langsam steigernd jeweils im Tabellenmittelfeld.
Die erste Frauenmannschaft trägt ihre Spiele auf Platz 11 am Weserstadion aus. Die zweite Mannschaft, welche seit 2008 besteht und mit einer kurzen Unterbrechung seit 2011 in der drittklassigen Regionalliga Nord vertreten ist, spielt auf Platz 12 am Weserstadion.

## Struktur und Organisation
(Namensangaben zu allen Inhabern der Positionen finden sich auf Werder Bremen/Namen und Zahlen.)
Der Gesamtverein untergliedert sich seit dem Beschluss der Mitgliederversammlung vom 27. Mai 2003 in den gemeinnützigen Sport-Verein „Werder“ von 1899 e. V., der den Amateursportbereich leitet, und das Wirtschaftsunternehmen SV Werder Bremen GmbH & Co. KGaA, zu dem die Profimannschaften aller Abteilungen und Sportarten, soweit vorhanden, gehören. Einziger und damit Komplementärgesellschafter der GmbH ist der e. V., der das gesamte Vermögen einbringt und 100-%-Anteilseigner der Kommanditgesellschaft auf Aktien ist.
Der Umsatz des Unternehmens belief sich 2006 auf die damalige Rekordsumme von 85 Millionen Euro und stellt damit eine Steigerung von gut zehn Prozent gegenüber dem bis dahin umsatzstärksten Vorjahr mit 77 Millionen Euro dar. In der zweiten Hälfte der Saison 2006/07 kam es zu einer weiteren Steigerung, so dass während dieser Spielzeit erstmals die Grenze von 100 Millionen Euro übersprungen werden konnte. In der Saison 2008/09 wurde der Umsatz zum fünften Mal in Folge auf nunmehr 120,7 Millionen Euro gesteigert. Die Kosten des Fußball-Lizenzspielerkaders hatten nach 25 Millionen Euro in der Saison 2004/2005 mit 35 Millionen Euro drei Jahre später einen Höchststand erreicht.
Im Herbst 2019 konnte Werder bei seiner Mitgliederversammlung drei neue Rekordmarken vermelden. Die Mitgliederzahl belief sich auf 40.376 Mitglieder. Der Verein erzielte zudem in der Saison 2018/19 einen Rekordumsatz von 157,1 Millionen Euro. Dies bedeutete eine Steigerung von 40 Millionen Euro gegenüber der Vorsaison, die zum Teil durch einmalige Effekte wie erhaltene Ablösesummen verursacht wurde. Gleichzeitig stiegen die Kosten für den Lizenzspielerkader und Personalaufwand auf die Rekordsumme von 71,9 Millionen Euro. Auch hier wirkten sich Einmaleffekte, wie zum Beispiel Prämienzahlungen für das Erreichen des Halbfinales im DFB-Pokal, aus.

### Sport-Verein „Werder“ von 1899 e. V.
Der Sportverein besteht aus den Organen Präsidium, Ehrenrat, Wahlausschuss und Vereinsjugendvertretung. Der e. V. setzt sich aus den amateursportlichen Abteilungen Schach, Handball, Turnspiele und Gymnastik, Fußball, Tischtennis und Leichtathletik zusammen.
Seit 2002 stieg die Zahl der Mitglieder von 3.000 auf 36.000 im Jahr 2009.

#### Präsidium
Das geschäftsführende Präsidium, also der Vorstand des Vereins, besteht aus dem Präsidenten (Hubertus Hess-Grunewald), dem Vizepräsidenten (Jens Höfer) sowie dem Schatzmeister (Axel Plaat). Es wird auf Vorschlag des Wahlausschusses von der Mitgliederversammlung gewählt. Mitglieder des Präsidiums sind neben den sechs Leitern der einzelnen Abteilungen auch der Jugend- und der Sportreferent. In den Sitzungen des Gesamtpräsidiums sind außerdem die beiden vom Präsidium in den identischen Aufsichtsrat der GmbH und der KGaA Entsandten sowie ein Mitglied des Ehrenrates anwesend. Zu den durch das Präsidium ausgeführten Gesellschafterrechten des Vereins gehört die Benennung und Delegierung eines Mitgliedes des Vorstandes zum Geschäftsführer des Bereiches „Leistungszentrum Fußball/ andere Sportarten“ (Fischer), die Benennung und Entsendung von zwei der sechs Aufsichtsratsmitglieder sowie die formelle Ernennung der anderen Aufsichtsratsmitglieder, die auf der Hauptversammlung der GmbH & Co. KGaA gewählt werden.

#### Ehrenrat, Wahlausschuss und Vereinsjugendvertretung
Die Aufgabe des Ehrenrates ist neben der „Wahrung und Förderung der Tradition und des Ansehens des Vereins“ die Annahme von und die Entscheidung über Vereinsausschlüsse, wenn Widerspruch eingelegt worden ist. Der aus den sechs Abteilungsleitern und sieben Mitgliedern des Ehrenrates bestehende Wahlausschuss schlägt auf der Mitgliederversammlung die Kandidaten für den Vereinsvorstand oder dessen Wiederwahl sowie Bewerber für den Aufsichtsrat der GmbH & Co. KGaA vor. Die Vereinsjugendvertretung besteht neben dem Jugendreferenten aus jeweils einem Jugendwart und Jugendsprecher pro Abteilung. Ihre Aufgabe ist die „Wahrnehmung der Interessen der jugendlichen Vereinsmitglieder“.

### SV Werder Bremen GmbH & Co. KGaA
Zum sportlichen Aufgabenbereich gehören die Profifußballmannschaft, die 1. Herrenmannschaften im Tischtennis und Schach sowie die erste Damenmannschaft im Handball. Außerdem wird das Nachwuchsleistungszentrum Fußball betrieben.

#### Aufsichtsrat
Der Aufsichtsrat für die GmbH und die KGaA ist identisch besetzt und besteht aus sechs Personen, von denen zwei vom Präsidium bestimmt und vier auf der Hauptversammlung der KGaA gewählt werden. Vorsitzender des Aufsichtsrats ist seit 2014 Werders Ehrenspielführer und ehemaliger Nationalspieler Marco Bode. Zuvor war der frühere Werder-Manager und Bremer Bildungs- und Innensenator Willi Lemke (SPD) von 2005 bis 2014 Vorsitzender des Gremiums. Die weiteren Mitglieder sind Marco Fuchs, Andreas Hoetzel, Thomas Krohne, Axel Plaat und Kurt Zech. Da der Gesamtverein in den Haupt- und Gesellschafterversammlungen die alleinige Mehrheit hat, befinden dessen Mitglieder über den Vorschlag ihres Wahlausschusses. Diese Entscheidung ist für das Präsidium bindend. An eventuelle zukünftige Teilhaber und Investoren dürfen bis zu zwei Sitze im Aufsichtsrat übertragen werden.

#### Geschäftsführung
Die Geschäftsführung besteht gegenwärtig aus vier Mitgliedern, namentlich Klaus Filbry, der als Vorsitzender den Bereich Finanzen verantwortet, Clemens Fritz als Geschäftsführer Fußball, Tarek Brauer, zuständig für Organisation und Personal sowie Anne-Kathrin Laufmann, welche für die Bereiche Sport und Nachhaltigkeit zuständig ist.

## Stadion und Infrastruktur

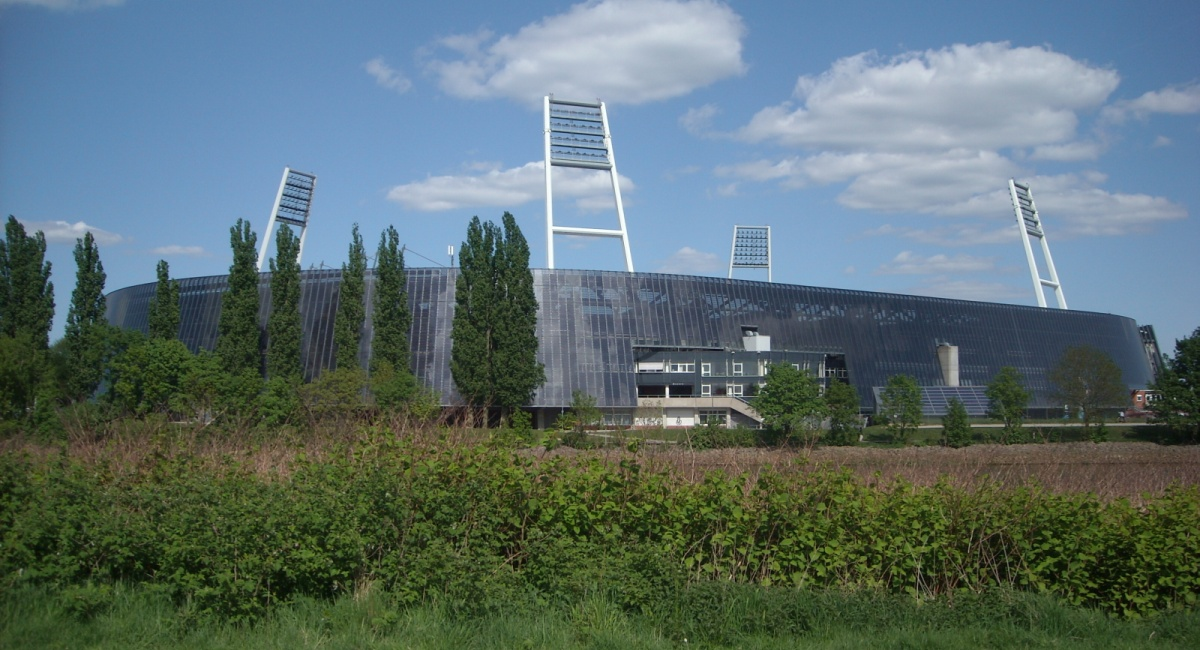
Südseite (2011, nach dem Umbau)

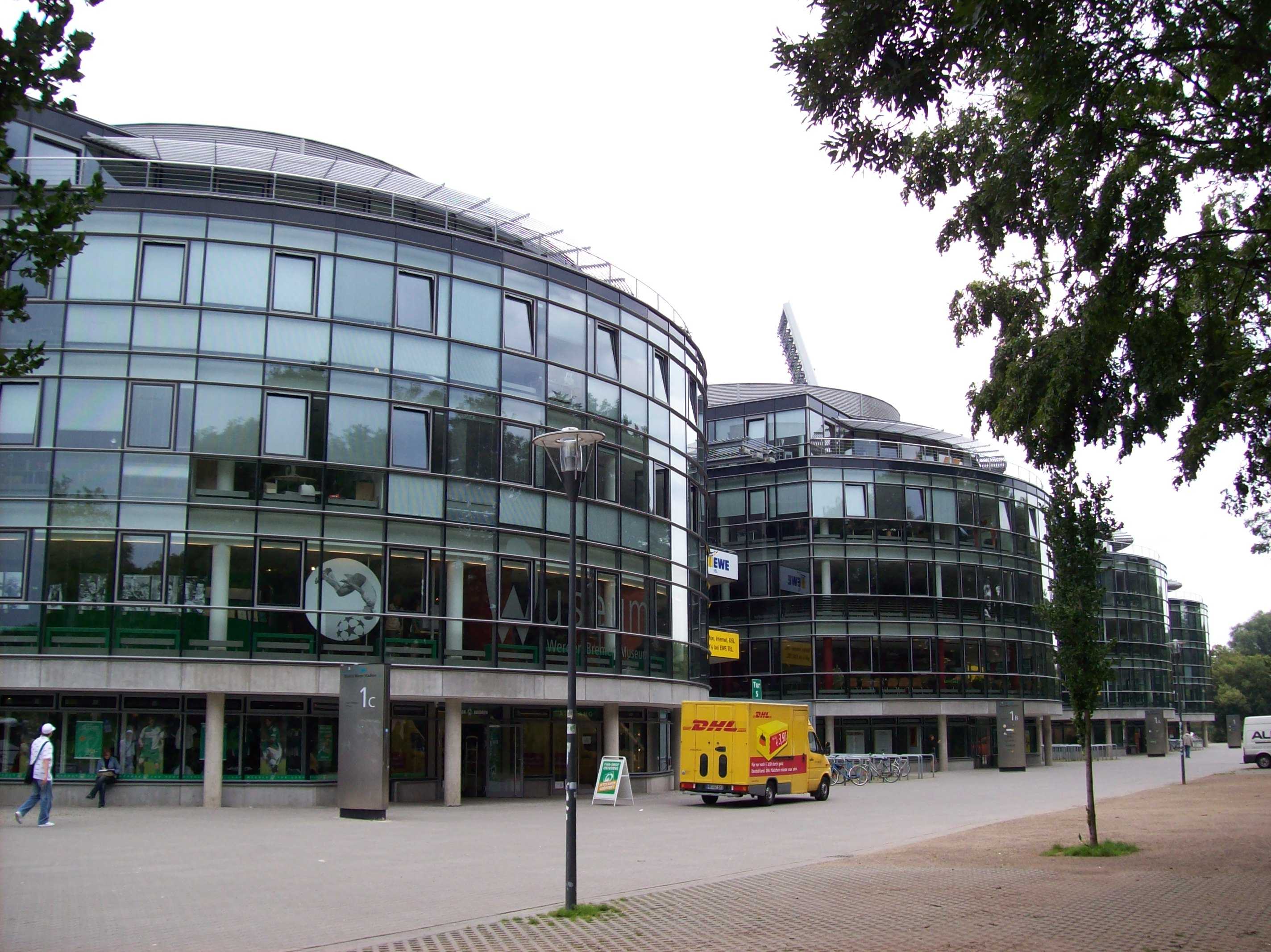
Nordseite mit Wuseum (2007)

Lage der Stadien in Bremen

Seit 1930 tragen die Fußballer Werder Bremens und dessen Vereinsvorläufer ihre Heimspiele im 1909 erbauten Bremer Weserstadion aus. Es wurde 1926, nach dem ersten Umbau, vorübergehend nach seinem Erbauer, dem Allgemeinen Bremer Turn- und Sportverein, in ABTS-Kampfbahn umbenannt und trägt seit 1930 wieder den heutigen Namen, der sich vom Standpunkt des Stadions am Weserufer ableitet. Nach mehreren Erweiterungen und dem Absenken des Spielfeldes liegt das Fassungsvermögen bei insgesamt 42.100 Zuschauern. Für den internationalen Spielbetrieb stehen ca. 37.500 Plätze zur Verfügung. Alle Plätze sind überdacht. Das nahe dem Stadtzentrum gelegene Stadion ist über die A 1 und die A 27, letztlich aber nur über eine einzige Straße, den Osterdeich, zu erreichen. Wegen zahlreicher Anwohnerproteste werden sowohl der Osterdeich als auch alle angrenzenden Straßen im benachbarten Wohngebiet an Spieltagen für den Autoverkehr gesperrt. Auch die zum Weserstadion gehörenden Parkplätze können nur von Inhabern spezieller Parkberechtigungen angefahren werden. Dafür wird ein ausgedehnter Shuttleservice mit zahlreichen Straßenbahnen und Bussen angeboten, der für Inhaber von Eintrittskarten kostenlos ist. Diese von vielen, unter anderem von Franz Beckenbauer dem damaligen Präsidenten des FC Bayern München, als unzureichend kritisierte Stadionanbindung wird oftmals als Begründung dafür angegeben, warum das hochmoderne Stadion bei Länderspielen der Fußballnationalmannschaft übergangen wird und bei der WM 2006 nicht als Austragungsort ausgewählt wurde.
Auf dem Gelände des Weserstadions liegen außer den Trainingsbereichen der Profis die Plätze, die von der Amateurmannschaft genutzt werden, sowie das südlich ans Stadion angrenzende Stadionbad. Die Geschäftsstelle und Verwaltung Werder Bremens befinden sich ebenso im Weserstadion, wie das SportHep, eine Arztpraxis und ein Fanshop.
Im Dezember 2004 wurde innerhalb des Stadions das Werder-Bremen-Museum (kurz: Wuseum) eröffnet. Dort sind Replikate der Meisterschale und des DFB-Pokals sowie seltene Plakate, Fotos und andere Ausstellungsstücke zu besichtigen.

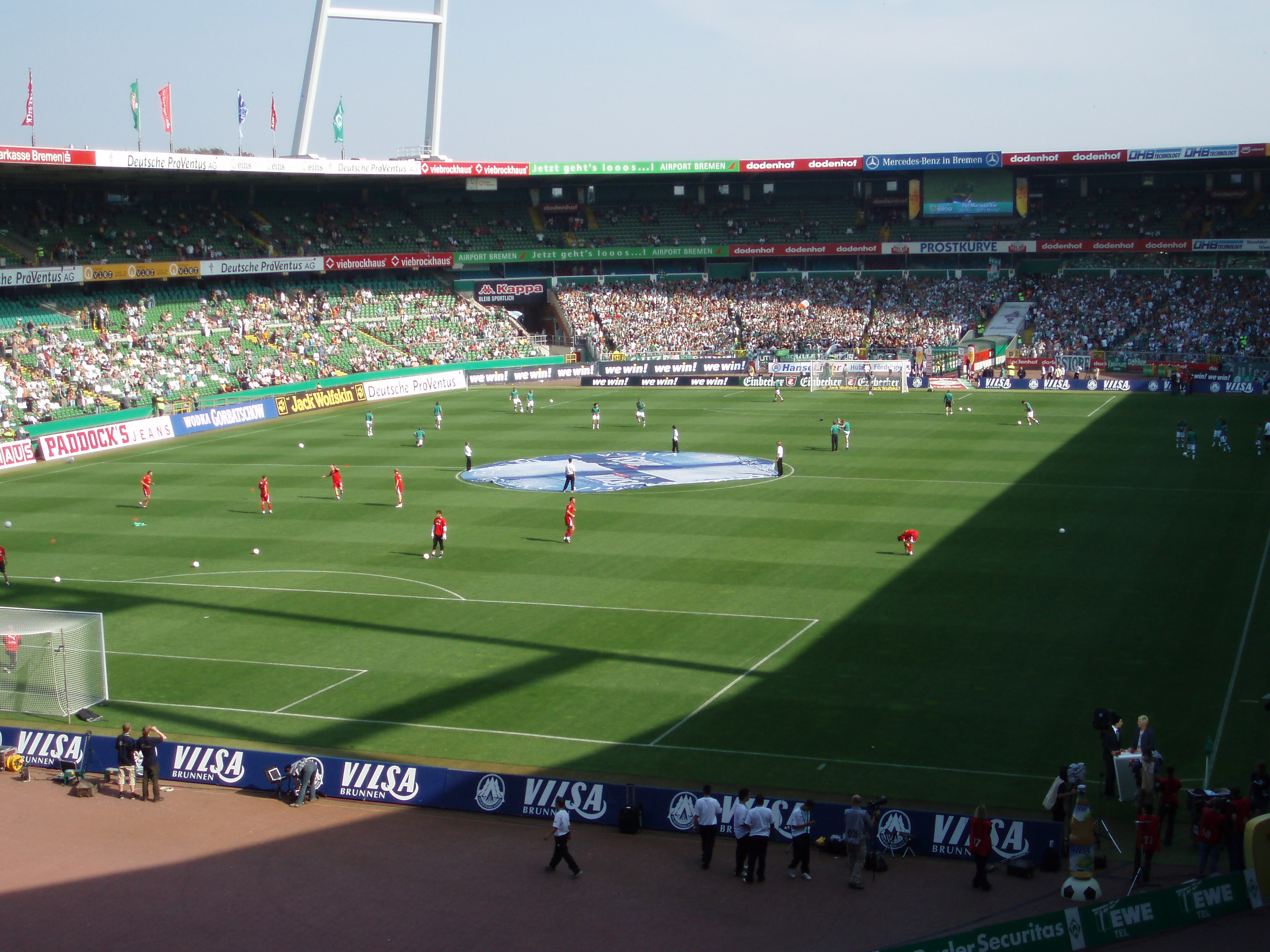
Blick von der Westkurve (2006, vor dem Umbau zu einer reinen Fußballarena)

Die Baudeputation Bremens stimmte am 12. April 2007 dem umfangreichen Umbau zur reinen Fußballarena mit drei Zuschauerrängen zu, dessen Kosten anfangs auf 40 bis 50 Millionen Euro veranschlagt wurden. Der Bremer Senat folgte fünf Tage später dieser Entscheidung. Durch die Maßnahme sollte die Kapazität auf etwa 50.000 Plätze erhöht werden. Nachdem im Juli 2007 deutlich wurde, dass die Kosten unter anderem wegen gestiegener Stahlpreise bei über 75 Millionen Euro liegen würden und die logistische Machbarkeit von Geschäftsführer Manfred Müller in Abrede gestellt wurde, beschlossen die Bremer Weserstadion Gesellschaft und Werder Bremen, den Umbau in zwei Schritten zu vollziehen und dabei auf die Errichtung eines dritten Ranges zu verzichten. Dies reduzierte die Kapazität auf 42.500 Plätze. Zur Finanzierung hielt Müller auch einen Verkauf des Stadionnamens an einen Sponsoren für möglich, was allerdings bis 2019 vermieden werden konnte. Der neue Plan, der schließlich auch ausgeführt wurde, sah vor, die Nord- und Südgeraden näher an das Spielfeld heranzuführen und die Ost- und Westkurve direkt an das Spielfeld vorzuziehen und zu begradigen. Der Zuschauerbereich sollte komplett überdacht werden. Der ovale Grundriss sollte beibehalten und die denkmalgeschützten Flutlichtmasten im Dach integriert werden.
Der Bauantrag für die erste Stufe der Umbaumaßnahmen wurde im September 2007 gestellt. Der Ausbau begann im September 2008 mit dem Abdecken und -fräsen des Daches der Nord- und Südtribüne. Im Dezember 2008 war das Dach auf der Nordgeraden vollständig mit Photovoltaik-Elementen eingedeckt und konnte in Betrieb genommen werden. Anfang Januar 2009 wurden die letzten Binderpaare auf der Südgeraden installiert, und es begann die Montage der neuen Fassade an der Südgeraden, die Ende März 2009 abgeschlossen wurde. Die zweite Umbaustufe wurde kurz vor dem Ende der Bundesliga-Spielzeit 2008/09 mit dem Rückbau des Daches der Westkurve eingeleitet. Zum 31. Dezember 2009 wurde das Dach der neuen Tribüne montiert.
Als letzter Schritt wurde der Umbau der Ostkurve in der Sommerpause 2010 begonnen und zum Beginn der Bundesliga-Saison 2011/12 abgeschlossen.

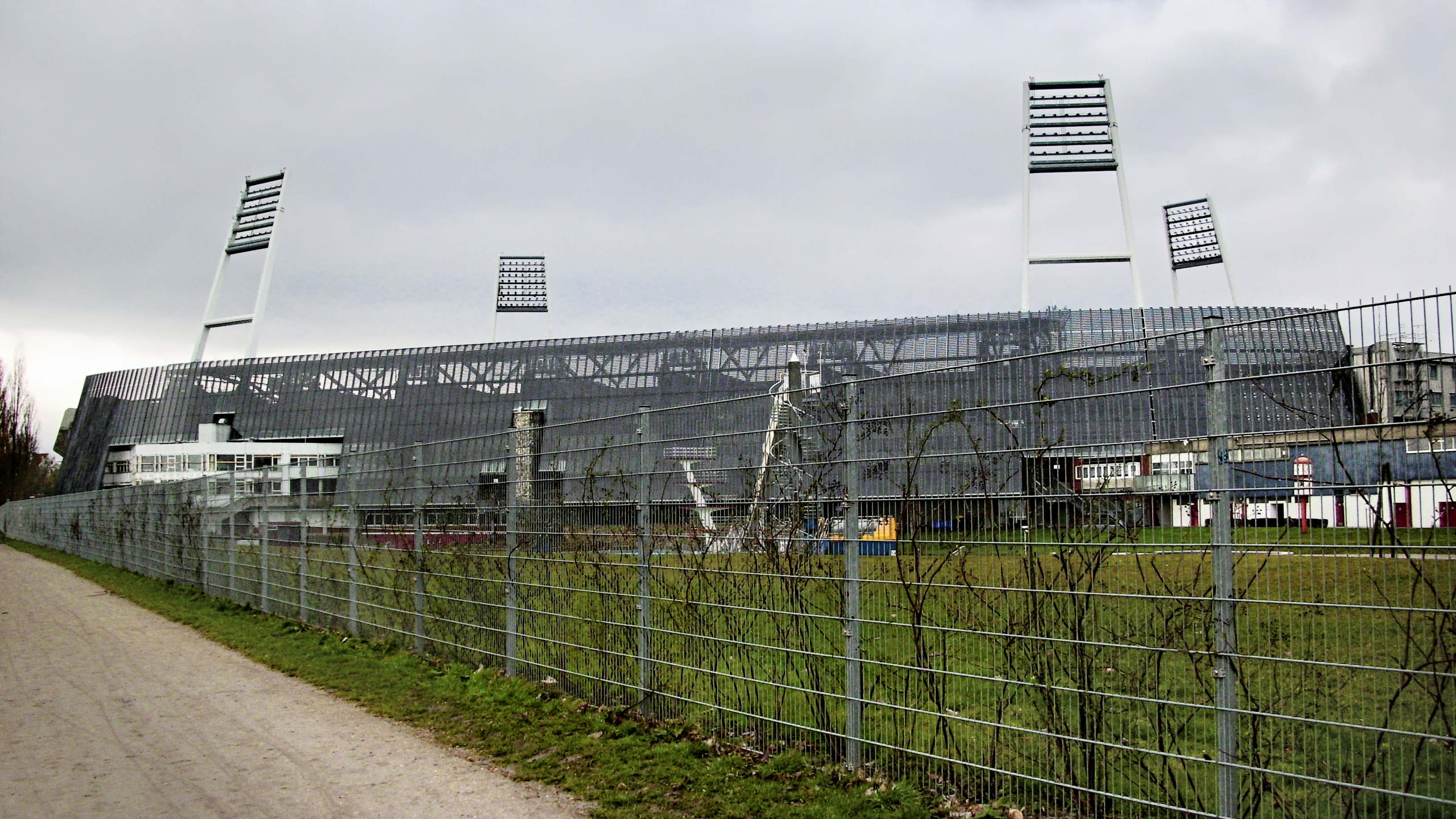
Die neue Fassade der Südgeraden beinhaltet Photovoltaik-Zellen, im Vordergrund das Stadionbad mit Sprungturm.

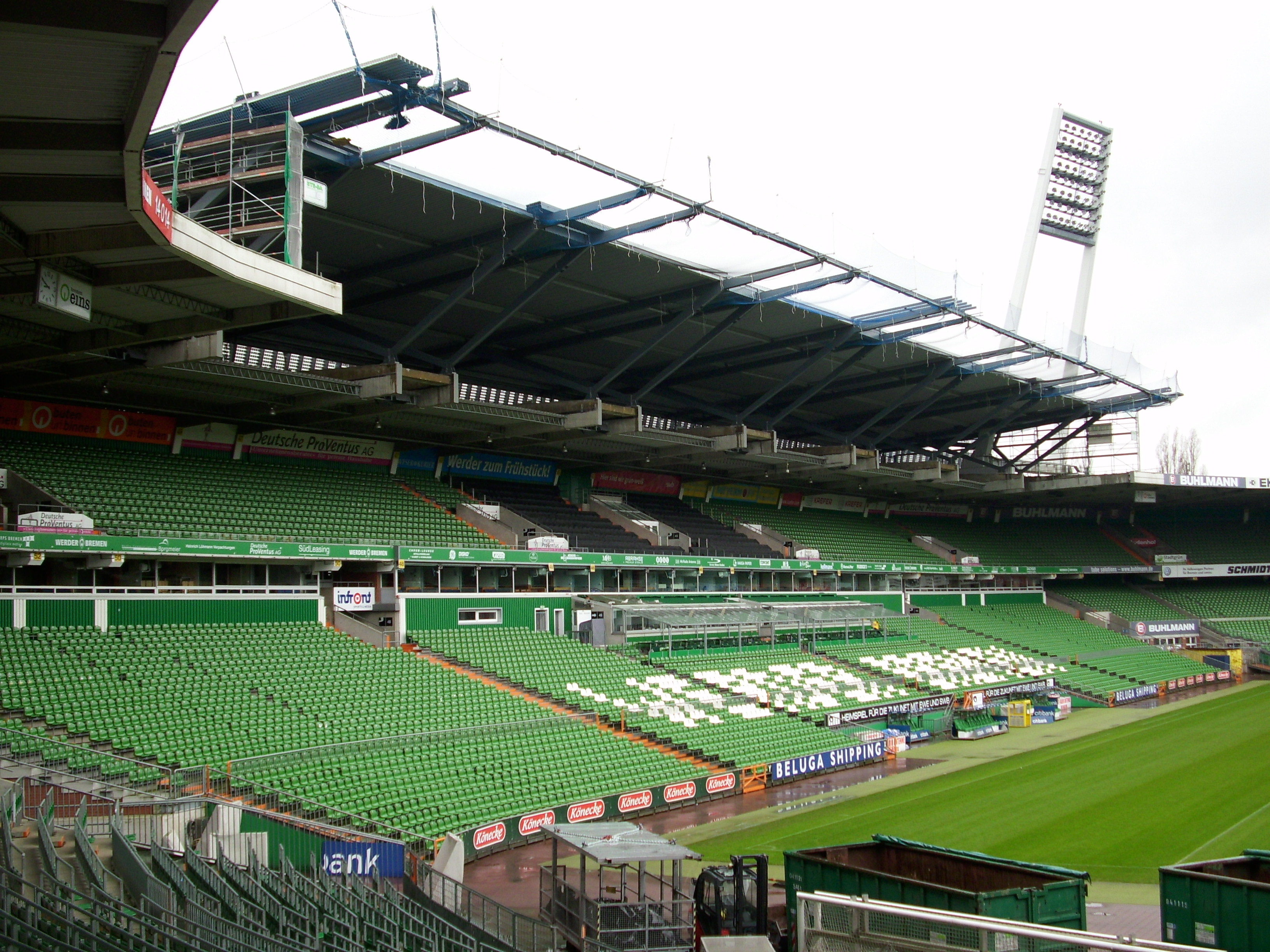
Das neue Dach der Südgeraden (Bild) ist deutlich höher als das alte, ebenso das der Nordgeraden

Die Photovoltaikanlage umfasst Großteile der Fassadenflächen von Südgerade, West- und Ostkurve sowie die gesamte Dachfläche.
Im Sommer 2019 gab Werder bekannt, dass der Stadionname für zehn Jahre gegen ein Entgelt von etwa 30 Millionen Euro an die Wohninvest Holding verkauft wurde.
Die Funktion des Stadionsprechers hat Arnd Zeigler inne.

## Zuschauer und Fans
| Saison  | ø Zuschauer | Dauerkarten | -Mitglieder |
| ------- | ----------- | ----------- | ----------- |
| 1999/00 | 29.834      | 20.125      | 2.980       |
| 2003/04 | 37.666      | 20.000      | 5.700       |
| 2004/05 | 39.579      | 25.000      | 15.000      |
| 2005/06 | 36.928      | 25.000      | 21.000      |
| 2006/07 | 39.715      | 25.000      | 23.500      |
| 2007/08 | 40.267      | 25.000      | 30.266      |
| 2008/09 | 40.375      | 25.000      | 34.047      |
| 2009/10 | 36.015      | 25.000      |             |
| 2010/11 | 37.620      | 25.000      | 40.000      |
| 2011/12 | 40.808      | 25.000      | 40.400      |
| 2012/13 | 40.639      | 25.000      |             |
| 2013/14 | 40.657      | 25.000      |             |
| 2014/15 | 40.906      | 25.000      |             |
| 2015/16 | 40.402      | 25.000      | 36.500      |
| 2016/17 | 40.881      | 25.000      |             |
| 2017/18 | 40.823      | 25.000      |             |
| 2018/19 | 41.415      | 25.000      |             |
| 2019/20 | 26.413      | 25.000      | 40.376      |
| 2020/21 | 506         | 25.000      |             |
| 2021/22 |             | 27.000      |             |

Seit der Saison 1999/2000 ist ein stetiger Zuwachs der Zuschauerzahlen Werder Bremens bei Heimspielen zu verzeichnen, der lediglich vom Jahr 2005/06 unterbrochen wurde, als Umbaumaßnahmen durchgeführt wurden. Lag der Schnitt 1999/2000 noch bei 29.834 Besuchern, waren es in der Doublesaison 2003/04 bereits 37.666 und 2006/07 39.715. Auch die Zahl der verkauften Dauerkarten stieg deutlich an: Waren es 2003/04 noch 20.000, stoppte der Verein in den folgenden vier Jahren den Absatz vor Ligabeginn bei 25.000 Stück, um die Spiele „nicht zu geschlossenen Veranstaltungen werden“ zu lassen, wie von Geschäftsführer Manfred Müller ansonsten befürchtet. Die Mitgliederzahlen, welche vorher jahrzehntelang zwischen 2000 und 3000 lagen, stiegen mit der Rückkehr des Erfolgs unter Trainer Thomas Schaaf deutlich an und verzehnfachten sich von 2.980 Mitgliedern vor der Saison 1999/2000 über 15.000 im Jahr der Meisterschaft auf 30.266 im Jahr 2007. Dazu trug eine seit 2003 in den öffentlichen Verkehrsmitteln Bremens dauerhaft betriebene Werbekampagne mit den Slogans „Ich will Dich!“ und „Werde  Mitglied!“ bei, auf deren Plakaten unter anderem Thomas Schaaf abgebildet ist.
Werder Bremen hat ca. 780 eingetragene Fanclubs, darunter sind unter anderem Fanclubs aus China, Jordanien und den USA. In Bremen gibt es sieben Ultragruppen: „Infamous Youth“, „Caillera“,„UltrA-Team Bremen“, „L' Intesa Verde“, Wanderers Bremen, „HB-Crew“ und „Ultra Boys“. Diese Fans nutzen die Stehplätze in der Ostkurve und sind für die Choreografien in den Stadien verantwortlich. Es gab und gibt in Bremen Probleme mit Hooligans, wie zum Beispiel denen der Standarte, deren Mitglieder dem ehemaligen Bremer Innensenators Röwekamp (CDU) nach teilweise einen rechtsextremistischen Hintergrund aufweisen. Bei den Tätern, die am 20. Januar 2007 eine Feier zum einjährigen Bestehen der sich selbst als „anti-rassistisch“ und ansonsten unpolitisch bezeichnenden Ultra-Gruppe Racaille Verte („Grünes Gesindel“) im Ostkurvensaal überfielen, soll es sich nach Augenzeugenberichten um Mitglieder dieser Gruppierung gehandelt haben.

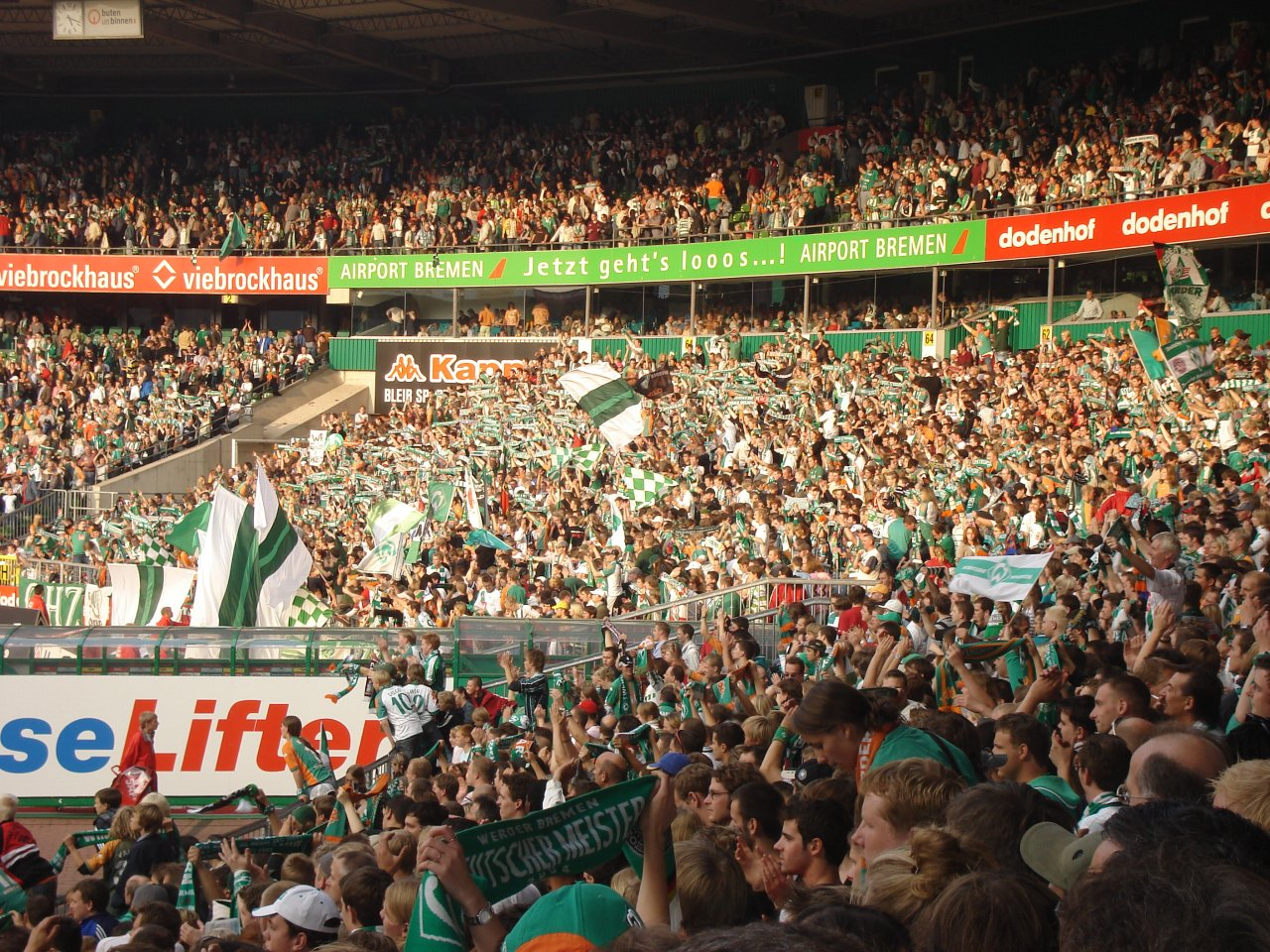
Fans in der Ostkurve

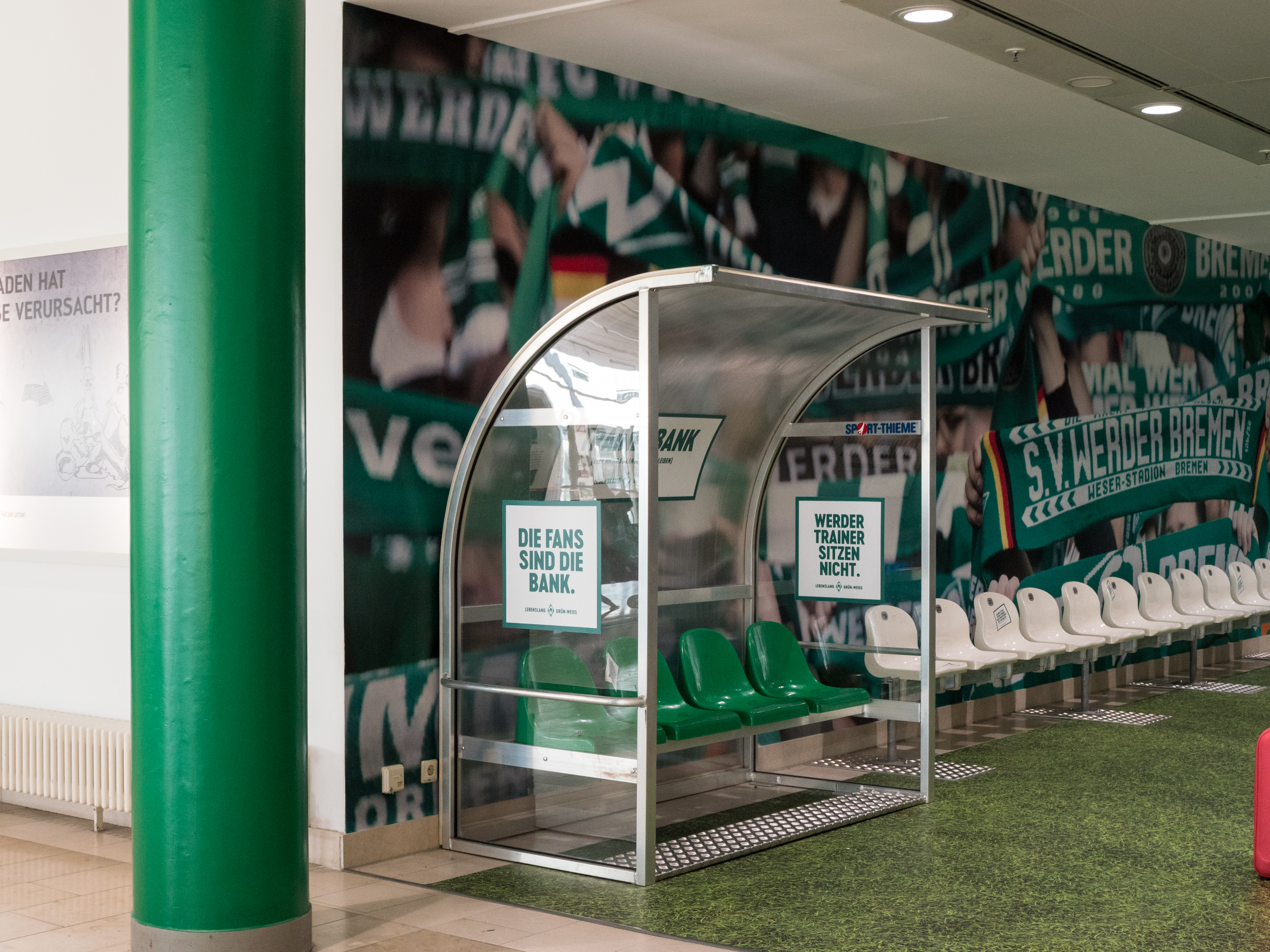
Werder-Fan-Ecke im Bremer Flughafen

Ihr organisatorisches Talent bewiesen motivierte Werderfans bei zwei Gelegenheiten: Sie wählten die anlässlich der Meisterschaftsfeier 2004 von den Original Deutschmachern veröffentlichte Vereinshymne Lebenslang Grün-Weiß in der ZDF-Sendung Unsere Besten – Jahrhundert-Hits auf Platz 29 der Rangliste. Damit ließ das Lied, das auf Platz 51 in die deutschen Single-Charts eingestiegen war, unter anderem die HSV-Hymne Hamburg, meine Perle, aber auch Lieder wie Stille Nacht, heilige Nacht oder Zehn kleine Jägermeister von den Toten Hosen hinter sich.
Als am Ende der Saison 2005/06 auf der Homepage des HSV deren „Spieler der Saison“ gewählt wurde, gelang es Anhängern des Nordrivalen Werder Bremen mit Aufrufen und Ketten-E-Mails, diese zu torpedieren und zum Abbruch zu bringen: Sie sorgten dafür, dass der ehemalige Werderaner Aílton an der Spitze stand. Er war erst zur Rückrunde ausgeliehen worden und hatte wenig überzeugt: Im letzten, über die direkte Qualifikation zur Champions League entscheidenden Saisonspiel der beiden Vereine gegeneinander, traf er 30 Minuten vor Schluss das leere Tor nicht, was für den HSV den Fall auf Rang drei zur Folge hatte.
In den vergangenen Jahren des sportlichen Misserfolges sorgten die Werderfans wiederholt für eine außergewöhnliche Stimmung im Abstiegskampf. So wurde 2013 während des Abstiegskampfs die Aktion „ALLEz Grün“ aus den Reihen der Anhänger gestartet, bei der dazu aufgerufen wurde, Farbe zu bekennen und mit grüner Kleidung ins Weserstadion zu gehen, um die Mannschaft zu unterstützen. Außerdem wurde der Mannschaftsbus bei der Einfahrt zum Stadion am Spieltag von zahlreichen Fans laut singend begrüßt. Als es im Jahr 2016 sportlich noch schlechter lief, und die Stimmung in Bremen zum ersten Mal seit Jahren zu kippen drohte, wurde die Aktion „#greenwhitewonderwall“ von einem Fanclub ins Leben gerufen. Das Motto, das auf ein Testspiel im Sommer 2015 bei West Ham United zurückging, bei dem Werderfans über weite Strecken des Spiels den Oasis-Hit Wonderwall sangen, startete zunächst als Hashtag auf Twitter, fand aber schnell den Weg in das Stadion. Wie schon 2013 wurde an den letzten drei Heimspielen der Mannschaftsbus auf dem Stadionvorplatz empfangen und die Fans wurden über diese Aktion wieder zu einem Rückhalt der Mannschaft. Keines der letzten drei Heimspiele wurde verloren und durch den Siegtreffer kurz vor Schluss im letzten Heimspiel gegen Frankfurt gelang der direkte Klassenerhalt, der von den Fans anschließend auf dem Rasen des Weserstadions und in ganz Bremen gefeiert wurde wie der Gewinn der Meisterschale. Die Werder-Fans erhielten für diese Fan-Bewegung die Auszeichnung als „Fanaktion des Jahres“ vom Fußballmagazin 11 Freunde.
Seit 2002 läuft die Werder-Elf im letzten Spiel vor Weihnachten in einem Trikot auf, dass im Logo statt der Raute einen Tannenbaum aufweist. Die Trikots werden meist für einen guten Zweck versteigert oder – teils in leicht veränderter Form – im Fanshop verkauft.

## Vereinslieder
Eines der ältesten heute noch gesungenen Vereinslieder ist eine Abwandlung des Weserbogenliedes mit dem Refrain Wir steh’n für Werder ein. Neben einigen mit überschaubarem musikalischem Talent eingespielten Songs von Spielern des SVW in den 1970er Jahren, etablierten sich einige Pop-Songs im Umfeld des Vereins. Anlässlich der Meisterschaftsfeier 2004 spielten die Original Deutschmacher die Vereinshymne Lebenslang Grün-Weiß ein, die bis heute vor den Heimspielen im Stadion gespielt wird. Seit September 2018 gibt es das Lied mit neuem Titel Levenslang Grön-Witt auch in der plattdeutschen Version. Die Coverband Afterburner aus dem Bremer Umland spielte die Songs Hier regiert der SVW! und Wir sind Werder Bremen ein. Letzterer wurde von Radio Bremen Vier entdeckt und wird bei vielen Spielen im Weserstadion gespielt. Der damalige Werder-Spieler Mesut Özil spielte mit dem als Werder-Fan bekannten Jan Delay das Video Das Jahr 201Ö ein, in dem Özil sich an einer Rap-Einlage versucht. Im August 2018 veröffentlichte Delay die Fan-Hymne Grün-weiße Liebe. Am 24. Januar 2019 wurde zum 120-jährigen Vereinsjubiläum ein Doppelalbum namens Lauter Werder veröffentlicht, auf der Künstler wie Afterburner, die Original Deutschmacher, Johannes Strate, Jan Delay oder Heinz Rudolf Kunze, sowie fünf über einen Wettbewerb ausgewählte Newcomer, größtenteils neue Werder-Songs einspielten.
Nach einem Torerfolg des SV Werder ertönt im Weserstadion ein kräftiges Nebelhorn sowie als Torhymne ein Abschnitt des Stimmungsliedes I’m Gonna Be (500 Miles) der Band The Proclaimers.

## Soziales Engagement
Neben der 2009 gegründeten Werder Bremen Stiftung, die zur Förderung des Sports, der Bildung und Erziehung, der Völkerverständigung, der Gewaltprävention sowie mildtätiger Zwecke dient, unterstreicht der SV Werder Bremen durch einige selbst initiierte Projekte wie die „Windel-Liga“, den „Kids Club“ oder die Programme „100 % Werder-Partner“, „100 % Werder WorldWide“, „SV Werder goes Ehrenamt“ und „60plus“ sein ausgeprägtes soziales Engagement. Außerdem unterstützt der SV Werder Bremen die 2007 gegründete Scort Foundation, die junge Menschen in schwierigen Lebensumständen durch gezielte Fussballinitiativen und durch den Aufbau nachhaltiger Netzwerke unterstützt.
Seit 2012 gibt es unter dem Motto Werder bewegt – lebenslang! einen eigenen Bereich für Corporate Social Responsibility unter der Leitung von Anne-Kathrin Laufmann. Dafür wurde Werder mehrfach ausgezeichnet; der Verein erhielt z. B. für 2012 den Sonderpreis des Integrationspreises des DFB. Im Dezember 2015 legte der Verein einen Nachhaltigkeitsreport vor, in dem die Aktivitäten im sozialen Bereich zusammengefasst wurden.
Mit dem Projekt „Spielraum“ bietet Werder Bremen seit 2012 an sechs Standorten in Bremen Fußballtraining für Flüchtlingskinder an; dafür wurden auf brachliegenden Flächen auch neue Fußballplätze gebaut. Im Jahr 2022 wurde die Partnerschaft neubelebt und Partnervereine, Schulen, Kindergärten sowie soziale Träger hinzugezogen, unter anderem sind die Spielräume Gröpelingen und der Spielraum Blumenthal mit dem Spielraumpartner Blumenthaler SV als Leuchtturmprojekte gestartet. Das Projekt wird in Bremen und Niedersachsen zur Saison 2022/23 verstärkt vorangetrieben.
2014 wurde gemeinsam mit Traum-Ferienwohnungen und Radio Energy Bremen das Projekt „Ferien mit Herz“ ins Leben gerufen. Zehn Familien, die sich aus finanziellen Gründen oder aufgrund von Schicksalsschlägen keinen Urlaub leisten können, werden jedes Jahr in den Osterferien für zehn Tage in den Urlaub geschickt.
Als erster deutscher Profiklub trat Werder Bremen zur Saison der Fußball-Bundesliga 2022/23 der Initiative Common Goal bei, die weltweit soziale Projekte mit Bezug zum Fußball unterstützt. Gespendet wird ein Prozent der erzielten Ticket- und Sponsoring-Einnahmen.

## Derbys, Rivalitäten und Fanfreundschaften

### Rivalität zu Bayern München
Seit langer Zeit besteht eine über den Wettkampf zweier beliebiger Bundesligisten hinausgehende Konkurrenzsituation zwischen Werder Bremen und dem FC Bayern München. Dies ist nur zum Teil auf die geographische Lage der beiden Vereine in Nord- und Süddeutschland und die damit verbundenen Vorurteile zurückzuführen. Die Hälfte seiner sechs Vizemeisterschaften erreichte Werder hinter den Bayern, die bei drei der vier Bremer Meisterschaften Zweiter wurden. Während der 1980er und frühen 1990er Jahre, in denen beide Vereine regelmäßig miteinander um den deutschen Meistertitel rangen, wurde dieses Verhältnis zusätzlich durch die starken Antipathien zwischen den Verantwortlichen, Uli Hoeneß auf Münchener Seite und Willi Lemke auf Seiten der Bremer, verstärkt. So bezeichnete Lemke Hoeneß als „Totengräber des Deutschen Fußballs“ und sagte im Rückblick, es gäbe „keinen Menschen auf der Welt, der sich immer so negativ über“ ihn „geäußert hat“. Der Anfang der Rivalitäten ist für manche der 23. November 1985, als der Tabellenerste Bremen beim direkten Konkurrenten in München spielte: Der Werderaner Rudi Völler hatte den anschließend „nur“ mit der gelben Karte verwarnten Klaus Augenthaler umspielt, sich den Ball weit vorgelegt und wurde von diesem daraufhin „ohne Erbarmen“ oder durch ein „Allerweltsfoul“ (Hoeneß) zu Fall gebracht. Nachdem sich Bayerns damaliger Trainer Udo Lattek über Werders Verletzungsmisere lustig gemacht und der Kommentator des Bayerischen Rundfunks erklärt hatte, der fünf Monate ausfallende Völler sei „dumm gefallen“, folgten die ersten medial ausgetragenen Auseinandersetzungen zwischen Hoeneß und Lemke.
Hinzu kommt, dass immer wieder Führungsfiguren Werder Bremens, die sich dort sehr gut entwickelt hatten, von der Weser an die Isar zu den finanziell deutlich potenteren Münchnern wechselten (beispielsweise Herzog, Basler, Pizarro, Ismael, Klose, Borowski, Gnabry). Auch der Wechsel des Bremer Erfolgstrainers Otto Rehhagel 1995 nach München verstärkte die Abneigung. Als Bayern während der Daum-Affäre im Jahr 2000 in Bremen spielte, wurde Hoeneß, der die Affäre durch Anspielungen ausgelöst hatte, von Teilen der Bremer Anhänger während des gesamten Spieles wüst beschimpft. Nach erneuten gegenseitigen Provokationen 2004 waren die Verantwortlichen wieder an einer professionellen Beziehung der Vereine interessiert.

### Das Nord-Derby mit dem Hamburger SV

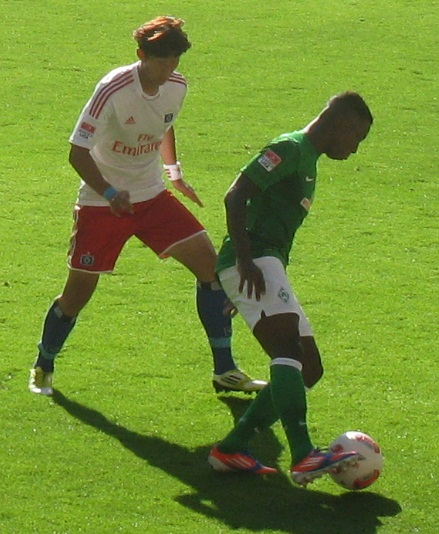
Werder Bremen gegen Hamburger SV im Jahr 2012

Eine traditionelle Rivalität besteht zwischen Werder Bremen und dem Hamburger SV, da beide Vereine um die Rolle des erfolgreichsten Fußballvereins Norddeutschlands streiten. In der Oberliga Nord behielten die Spieler von der Elbe durchgehend die Oberhand, und Werder konnte sich erst in den letzten Jahren vor der Bundesligagründung als dauerhafte Nummer zwei dahinter positionieren. Die Auseinandersetzungen gipfelten am 17. Oktober 1982, als beide Vereine unmittelbar um die Meisterschaft konkurrierten, mit dem Tod des Bremer Fans Adrian Maleika, der auf dem Weg zum Pokalspiel seines Vereins in der Nähe des Volksparkstadions war, als er von Mitgliedern der rechtsextrem unterwanderten Hamburger „Löwen“ durch einen Backsteinwurf am Hinterkopf getroffen wurde, das Bewusstsein verlor und dabei und durch nachfolgende Fußtritte so schwer verletzt wurde, dass er einen Tag später im Krankenhaus an den Folgen verstarb. Vorher war die Gruppe, in der sich der Sechzehnjährige befand, bereits mit Gaspistolen und Leuchtmunition beschossen worden. Im Dezember 1982 wurde daraufhin von 200 Fangruppenmitgliedern beider Vereine in Scheeßel, geographisch von beiden Städten gleich weit entfernt, der Frieden von Scheeßel geschlossen, wobei auch die damaligen Vereinsverantwortlichen Günter Netzer und Willi Lemke anwesend waren.
In der Folge entspannte sich die katastrophale Atmosphäre, wenn auch im normaleren Rahmen eine besondere Beziehung zwischen den beiden benachbarten Hansestädten bestehen bleibt. Der Slogan „Die Nummer 1 im Norden“ ist beispielsweise fester Bestandteil in Werders Marketingkonzept.
Zwischen dem 22. April und dem 10. Mai 2009 kam es mit vier Duellen innerhalb von 19 Tagen zur größten Häufung von Pflichtspielen der beiden Rivalen. Dabei behielt Werder sowohl in den beiden Halbfinals in DFB-Pokal (4:2 n. E. in Hamburg) und UEFA-Pokal (0:1 in Bremen/3:2 in Hamburg) als auch in der Bundesliga (2:0 in Bremen) die Oberhand.
Nach dem Abstieg des Hamburger SV im Jahr 2018 gab es erst durch den Abstieg von Werder Bremen in der Saison 2021/22 wieder Liga-Nord-Derbys, nun erstmalig in der 2. Bundesliga.

### Fanfreundschaften
Die Fans des SV Werder, insbesondere Personen aus der Ultra-Szene pflegen seit einigen Jahren eine immer größer werdende Freundschaft zum österreichischen Verein SK Sturm Graz.
Zu dem kommt eine seit 2019 offizielle Freundschaft der Ultragruppen Infamous Youth und Ultra Sankt Pauli, nicht zuletzt durch den gemeinsamen Rivalen HSV. Allerdings bestehen auch Kontakte von L’intesa Verde und UltrA-Team Bremen zu anderen Fangruppen des FC St. Pauli, welche allerdings teilweise eher im gewaltorientierten Bereich der Fanszene des SV Werder liegen.
Es bestand über einen längeren Zeitraum eine intensive Fanfreundschaft zum Fußballverein Rot-Weiss Essen, welche heute jedoch nur noch aus Einzelkontakten besteht.
Lange Jahre existierte eine Fanfreundschaft zum 1. FC Kaiserslautern.
Seit einigen Jahren existiert eine Freundschaft mit dem israelischen Verein Hapoel Katamon Jerusalem.
Die Ultra‘ Boys pflegen eine Freundschaft zum israelischen Verein Maccabi Haifa. Die Freundschaft besteht seit 2015.

## Sponsoren

War Gegenstand von Gerichtsverhandlungen:
Der bwin-Aufdruck

In der Saison 1971/72 trat Werder erstmals mit einem Trikotsponsor auf. Dabei handelte es sich um das Land Bremen, das dem Verein für dessen landesfarbene Speckflaggentrikots, den Schriftzug Bremen auf dem Rücken sowie den Bremer Schlüssel auf der Brust die Vergnügungssteuer und Steuerschulden erließ und ihn an den Werbeeinnahmen des Stadions beteiligte. Nachdem dieses Verhältnis 1974 endete, war der Fischkonservenhersteller Norda zwei Jahre später der erste Sponsor aus der privaten Wirtschaft. Ob der Spottgesang „Was ist grün und stinkt nach Fisch? — Werder Bremen!“ auf den Fischverarbeiter zurückgeht, ist ungeklärt.
Einzig in der Saison 2001/02 liefen die Spieler danach ohne Haupt- und Trikotsponsor auf, da sich mit keinem Unternehmen geeinigt werden konnte und der Verein sich nicht auf der Basis unterdurchschnittlicher sportlicher Ergebnisse jahrelang binden wollte. Da die Sponsoringrechte zudem der Sportmarketingagentur ISPR übertragen waren, ergab sich hieraus kein finanzieller Verlust.
Mit Beginn der Saison 2006/07 gab es für Werder Bremen Probleme mit dem damals neu eingestiegenen Trikot- und Hauptsponsor bwin. Grund dafür war dessen privatwirtschaftliche Natur, da durch die Landesministerkonferenz beschlossen worden war, mit Hilfe der Ordnungsbehörden ein Werbeverbot privater Sportwettenanbieter durchzusetzen. Zudem stammt die Lizenz von bwin noch aus DDR-Zeiten, weshalb ihre Gültigkeit umstritten ist. Nachdem die Mannschaft beim Ligapokalfinale noch unbeanstandet mit dem bwin.de-Schriftzug aufgelaufen war, folgte eine Zeit der Unklarheit: Am 7. Juli 2006 untersagte das Stadtamt Bremen dem Verein mittels Untersagungsverfügung, mit dem Schriftzug bwin.de aufzulaufen. Das Verwaltungsgericht Bremen hob diese allerdings nach Widerspruch des Vereins im Juli 2006 wieder auf. Das daraufhin vom Stadtamt angerufene Oberverwaltungsgericht Bremen (OVG) bestätigte am 13. September 2006 das Verbot des Schriftzuges. Der Verein beschloss, gegen das Werbeverbot vor dem Europäischen Gerichtshof zu klagen und lief zunächst mit dem Schriftzug we win oder blanken Trikots auf, da das OVG eine aufschiebende Wirkung des Widerspruchs verneint hatte und der Schriftzug bwin.de in den meisten anderen Bundesländern ebenfalls verboten worden war. Das Verwaltungsgericht lehnte einen Eilantrag des Vereins, der das Antreten mit dem Originalschriftzug während der drei letzten Saisonspiele zum Ziel hatte, ab. In dem im März 2007 erfolgten Urteil des Europäischen Gerichtshofes zu privaten Wettanbietern sah das Gericht, anders als die Vereinsführung, keinen Grund das Urteil des Oberverwaltungsgerichtes zu korrigieren. Auf Grund dieser Umstände wurde das Sponsorenverhältnis im Mai 2007 vorzeitig gekündigt.
Ab dem 1. Juli 2007 war das Finanzdienstleistungsunternehmen Citibank Werders Haupt- und Trikotsponsor. Der bis zum 30. Juni 2010 geltende Vertrag brachte erfolgsabhängig einen jährlichen Betrag zwischen acht und zehn Millionen Euro und lag damit deutlich über dem Ligaschnitt von ungefähr 5,75 Millionen Euro. Durch den Verkauf des deutschen Zweiges der Citibank an die französische Crédit-Mutuel-Gruppe und die damit einhergehende Namensänderung der deutschen Citibank in Targobank änderte sich zur Saison 2009/10 der Schriftzug auf den Werder-Trikots. Das neue Logo zierte von Anfang 2010 die Brust der Grün-Weißen, bis dahin wurde mit dem Slogan „So geht Bank heute“ die Umstellung bzw. Neuprägung des Markennamens vorangetrieben. Im Sommer 2012 lief der Vertrag aus.

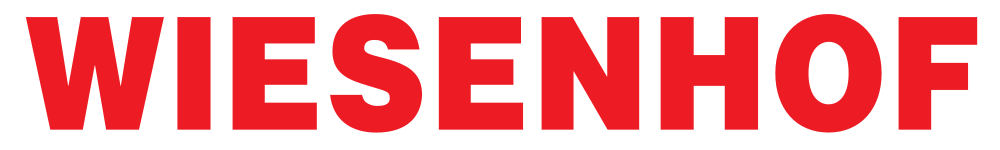
Sorgte für Proteste: Der „Wiesenhof“-Schriftzug

Anfang August 2012 vereinbarte der Klub einen Vertrag über zwei Jahre mit der PHW-Gruppe, einem Unternehmen für Geflügelzucht und -verarbeitung, das für seine Marke Wiesenhof auf den Trikots werben wollte. Die Auswahl dieses Sponsors, der wegen seiner Massentierhaltung in der Kritik steht, rief vielseitigen Unmut hervor. In Fanforen und auf Facebook sprachen sich mehrere tausend Fans gegen den neuen Sponsor aus. Banner wie „Kein Blut auf Werder-Trikots“ wurden geschaltet. Am 11. August 2012 protestierte eine Gruppe von 50 bis 60 Fans und Tierschützern am Bremer Hauptbahnhof gegen den neuen Sponsor. Einige Fans reagierten, indem sie in Fan-Shops der Stadt Trikots ohne Logo kauften. Auch die tierschutzpolitische Sprecherin der Bremer Grünen, Linda Neddermann, äußerte sich kritisch. Der damalige Fraktionsvorsitzende von Bündnis 90/Die Grünen im Bundestag, Jürgen Trittin, legte sein Amt als Botschafter „Lebenslang umweltbewusst“, das er für Werder Bremen übernommen hatte, nieder. Nach der Vertragsunterzeichnung kündigte Werder an, die Fans „transparent und umfassend“ zu informieren. Dazu veröffentlichte die Geschäftsführung am 10. August 2012 eine gemeinsame Erklärung und sagte unter anderem zu, sich „auch vor Ort über die Produktionsstätten von Wiesenhof informieren“ zu wollen. Seit der Saison 2021/22 wirbt Werder Bremen auf dem Ausweichtrikot alternativ für Green Legend, bei der es sich um die Marke für vegetarische Produkte von Wiesenhof handelt.
Ausrüsterverträge bestanden mit dem Textilien- und Sportartikelhersteller Nike, der im Sommer 2009 den bisherigen Ausrüster Kappa ablöste, sowie mit dem Ballhersteller Derbystar. Weitere Verträge mit weniger Finanzvolumen bestehen unter anderem mit der Volkswagen AG, der das „Fanbier“ Haake-Beck 12 herstellenden Brauerei Haake-Beck, EWE Tel, der Schuhhandelskette und ehemaligem Hauptsponsor Reno und dem lokalen Energieversorger swb AG.
Zur Saison 2018/19 übernahm der britische Bekleidungs- und Sportartikelhersteller Umbro die Ausrüstung der Mannschaft, die Zusammenarbeit war bis zur Saison 2022/23 geplant. Der Vertrag wurde im Oktober 2020 vorzeitig bis 2025 verlängert, jedoch im Frühjahr 2023 zum Ende der Saison 2022/23 aufgelöst.
Überblick über alle Ausrüster, Trikot- und Hauptsponsoren des SV Werder Bremen:
| Zeitraum  | Ausrüster      | Sponsor             | Branche                         |
| --------- | -------------- | ------------------- | ------------------------------- |
| 1971–1974 | ohne Ausrüster | Land Bremen         | Land Bremen                     |
| 1974–1975 | ohne Ausrüster | ohne Sponsor        | ohne Sponsor                    |
| 1975–1976 | Puma           | ohne Sponsor        | ohne Sponsor                    |
| 1976–1978 | Hummel         | Norda               | Fischkonserven                  |
| 1978–1981 | Puma           | Pentax              | Fotoapparate                    |
| 1981–1984 | Puma           | Olympia             | Büromaschinen                   |
| 1984–1986 | Puma           | Trigema             | Sportbekleidung                 |
| 1986–1992 | Puma           | Portas              | Küchen- und Türen-Renovierung   |
| 1992–1997 | Puma           | dbv-Winterthur      | Versicherungen                  |
| 1997–2000 | Puma           | o.tel.o             | Telekommunikation               |
| 2000–2001 | Kappa          | QSC                 | Telekommunikation               |
| 2001–2002 | Kappa          | kein Trikotsponsor  | kein Trikotsponsor              |
| 2002–2004 | Kappa          | Reno                | Schuhhandel                     |
| 2004–2006 | Kappa          | KiK                 | Textil-Discount                 |
| 2006–2007 | Kappa          | bwin                | Sportwetten                     |
| 2007–2009 | Kappa          | Citibank/ Targobank | Finanzdienstleistungen          |
| 2009–2012 | Nike           | Citibank/ Targobank | Finanzdienstleistungen          |
| 2012–2018 | Nike           | Wiesenhof           | Geflügelzucht und -verarbeitung |
| 2018–2023 | Umbro          | Wiesenhof           | Geflügelzucht und -verarbeitung |
| 2023–2029 | Hummel         | Matthäi             | Bauunternehmen                  |

## Wappenhistorie

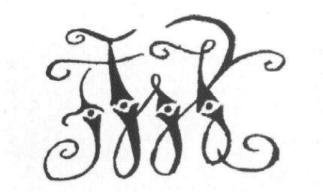
1900–1902
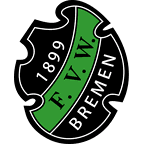
1911–1924
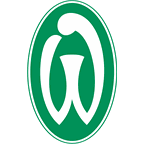
1924–1929
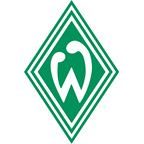
1929–1976
1976–1977
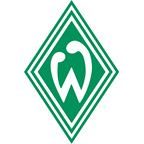
1977–1981
Seit 1981

## Andere Abteilungen des Vereins

### Leichtathletik
1920 erfolgte die Erweiterung vom Fußball- zum Sportverein mit unter anderem einer Leichtathletikabteilung und dementsprechend die Umbenennung in Sport-Verein „Werder“ von 1899. Lediglich in den ersten Jahren nach dem Zweiten Weltkrieg konnte diese Abteilung einen ähnlich hohen Status wie die Fußballabteilung verzeichnen. Die erfolgreichste Leichtathletin aller Zeiten des Vereins war Marga Petersen: Sie gewann 1946 die Zonenmeisterschaft im 100-Meter-Lauf und wurde 1947, 1948, 1949 sowie 1951 ebenfalls Deutsche Meisterin in dieser Disziplin. Mit ihr stellte der Verein 1947 die Sportlerin des Jahres. Die 4-mal-100-Meter-Staffel der Damen, neben ihr aus Helga Kluge, Hannelore Mikos und Lena Stumpf bestehend, gewann bei den deutschen Meisterschaften 1949 mit damals neuer deutscher Rekordzeit, 1951 konnte der Erfolg wiederholt werden. Lena Stumpf gewann die deutsche Meisterschaft im Fünfkampf für den Verein 1949, als sie zur Sportlerin des Jahres gewählt wurde, und 1951 sowie im Jahr 1950 im Weitsprung. Bei den Olympischen Sommerspielen 1952 gewann Petersen als Teil der 4-mal-100-Meter-Staffel die Silbermedaille. Die erfolgreiche Mannschaft der Herren setzte sich in dieser Zeit unter anderem aus Karl Kluge, Fritz Wever und Kurt Bonah zusammen.
Weitere große Erfolge blieben in der späteren Geschichte dieser Abteilung aus. Heute setzt die von Christian Schwartin geleitete Abteilung Leichtathletik ihren Fokus größtenteils auf Nachwuchsförderung, wobei im neuen Jahrtausend immer wieder Vereinsmitglieder an nationalen und internationalen Endläufen teilgenommen haben. So wurde 2007 der in der Altersklasse der B-Jugendlichen startende Michael Kass erstmals in die deutsche Nationalmannschaft seiner Altersklasse berufen und Stefan Schink gewann 2007 bei den Speerwerfern den Titel des Norddeutschen Seniorenmeisters.
Darüber hinaus organisiert der Verein jedes Jahr gemeinnützige Veranstaltungen, etwa den Run for Help.
Die größten Erfolge:
- Olympische Spiele 1952: Silbermedaille in der 4-mal-100-Meter-Staffel: Marga Petersen
- Deutsche Meisterschaft in der 4-mal-100-Meter-Staffel 1949, 1951: Marga Petersen, Helga Kluge, Hannelore Mikos, Lena Stumpf
- Deutsche Zonenmeisterin 1946: Marga Petersen
- Deutsche Meisterin 100-Meter-Lauf 1947, 1948, 1949, 1951: Marga Petersen
- Deutsche Meisterschaft im Fünfkampf 1949: Lena Stumpf
- Sportlerin des Jahres: 1947: Marga Petersen, 1949 Lena Stumpf
- Deutscher Meister 1950, 1953, 1954 und 1956: Kurt Bonah (Mittelstrecke)
- Deutscher Meister 1949, 1950 und 1951: Karl Kluge (Mittelstrecke)

| Name                 | Tätigkeitsbezeichnung                          |
| -------------------- | ---------------------------------------------- |
| Enrico Oelgardt      | Abteilungsleiter                               |
| Philipp Mehrtens     | Stellvertretender Abteilungsleiter / Marketing |
| Andrei Fabrizius     | Sportwart                                      |
| Dagmar Stelberg      | Kassenwartin                                   |
| Falko Fichtner       | Wettkampforganisation                          |
| Antje Fichtner       | Kampfrichterorganisation                       |
| Anja Fabrizius       | Jugendwartin                                   |
| Axel Mindermann      | Meldewesen / Schriftwart                       |
| Christian Schwarting | Ehrenvorsitzender                              |

### Handball
Die erste Damenmannschaft ist Bestandteil der SV Werder Bremen GmbH & Co. KGaA und spielt seit 2015 in der 2. Liga. Außerdem gibt es 15 Jugend- und sieben Seniorenmannschaften.
| Name                  | Tätigkeitsbezeichnung                     |
| --------------------- | ----------------------------------------- |
| Martin Lange          | Vorsitzender                              |
| Elke Humrich          | Jugendwartin                              |
| Wilfried Humrich      | Sportwart                                 |
| Christian Schönfelder | Kassenwart, stv. Vorsitzender             |
| Yannick Cischinsky    | Beisitzer Medien u. Öffentlichkeitsarbeit |
| Thomas Möller         | Beisitzer Passwesen                       |
| Manfred Stark         | Beisitzer Schiedsrichterwesen             |
| Mareike Kohlmeier     | Beisitzerin                               |

### Schach
Die erste Mannschaft der Schachabteilung Werder Bremens ist Bestandteil der 2003 gegründeten SV Werder Bremen GmbH & Co. KGaA und spielt in der Bundesliga. Ihr größter Erfolg war neben dem Pokalsieg 1996 die deutsche Meisterschaft 2005. Nachdem Werder Bremen die Saison 2004/05 punktgleich mit der SG Porz abgeschlossen hatte, musste ein Stichkampf zwischen den beiden erstplatzierten Schachmannschaften ausgetragen werden. Dieser fand am 8. Mai 2005, also genau ein Jahr nach dem Sieg der Profifußballmannschaft von Werder bei Bayern München, der den vorzeitigen Gewinn der deutschen Meisterschaft 2004 sichergestellt hatte, in den Logen des Weserstadions statt. Obwohl deutlich schwächer besetzt, gewann Werder Bremen mit Luke McShane am Spitzenbrett mit 4,5:3,5 gegen den Favoriten. Das beste Ergebnis der Meistersaison erzielte Tomi Nybäck mit 10 Punkten aus 13 Partien und Gennadij Fish mit 11,5 aus 13. Die zweite Schachmannschaft spielt in der zweiten Bundesliga. Insgesamt gibt es sieben Mannschaften.
Die größten Erfolge:
- Deutsche Meisterschaft: 2005
- Deutsche Vizemeisterschaft: 2015
- Pokalsieg: 1996

| Name              | Tätigkeitsbezeichnung              |
| ----------------- | ---------------------------------- |
| Oliver Höpfner    | Abteilungsleiter                   |
| Stephan Buchal    | Stellvertretender Abteilungsleiter |
| Volker Wanschura  | Kassenwart                         |
| Udo Hasenberg     | Turnierleiter                      |
| Irmin Meyer       | Schriftwart                        |
| Caroline Detjen   | Jugendwartin                       |
| Andree Schondorf  | Materialwart                       |
| Andreas Burblies  | Internetbeauftragter               |
| Jens Kardoeus     | Pressewart                         |
| Spartak Grigorian | Manager BL-Mannschaft              |

### Tischtennis
Mit dem Umbau von einem reinen Fußball- in einen Sportverein wurde 1920 im SV Werder Bremen, dem ehemaligen FV Werder Bremen, eine Abteilung für Tischtennis eröffnet, die heute von Werner Meyer geführt wird.
| Kader der ersten Mannschaft | Kader der ersten Mannschaft | Kader der ersten Mannschaft | Kader der ersten Mannschaft | Kader der ersten Mannschaft |
| --------------------------- | --------------------------- | --------------------------- | --------------------------- | --------------------------- |
| 2007/08                     | Keen                        | Kishikawa                   | Hielscher                   | Cioti                       |
| 2008/09                     | Keen                        | Kishikawa                   | Hielscher                   | Cioti                       |
| 2009/10                     | Lundqvist                   | Takakiwa                    | Hielscher                   | Dodean                      |
| 2010/11                     | Lundqvist                   | Crișan                      | Hielscher                   | Dodean                      |
| 2011/12                     | Lundqvist                   | Crișan                      | Achanta                     | Cioti                       |
| 2012/13                     | Chuang                      | Crișan                      | Drinkhall                   | Cioti                       |
| 2013/14                     | Chuang                      | Crișan                      | Drinkhall                   | Cioti                       |
| 2014/15                     | Steger                      | Crișan                      | Szőcs                       | Cioti                       |
| 2015/16                     | Steger                      | Skatschkow                  | Szőcs                       | Cioti                       |
| 2016/17                     | Steger                      | Skatschkow                  | Szőcs                       | Cioti                       |
| 2017/18                     | Steger                      | Assar                       | Szőcs                       | Lambiet                     |
| 2018/19                     | Steger                      | Tsuboi                      | Szőcs                       | Lambiet                     |
| 2019/20                     | Falck                       | Gerassimenko                | Szőcs                       | Aguirre                     |
| 2020/21                     | Falck                       | Gerassimenko                | Szőcs                       | Aguirre                     |
| 2021/22                     | Falck                       | Gerassimenko                | Szőcs                       | Aguirre                     |
| 2022/23                     | Falck                       | Gerassimenko                | Pletea                      | Aguirre                     |
| 2023/24                     | Falck                       | Gerassimenko                | Pletea                      | Aguirre                     |
| 2024/25                     | Falck                       | Gerassimenko                | Putuntica                   | Aguirre                     |

Nach dem Zweiten Weltkrieg gehörte die Herrenmannschaft von Werder viele Jahre zu den spielstärksten Klubs in Norddeutschland. Bis zum ersten Abstieg 1975 gehörten die Bremer der Oberliga Nord an, der damals höchsten deutschen Spielklasse. Im Jahr der Einführung Tischtennis-Bundesliga 1966 wurde die Mannschaft Vierter der Oberliga und konnte damit an der Bundesliga-Qualifikation teilnehmen, dort erreichte man nur den dritten und letzten Platz in der Gruppe hinter dem TSV Milbertshofen und dem PPC Neu-Isenburg. Noch zweimal kamen die Werderaner in die Nähe der Bundesliga: 1968 (hinter dem Kieler TTK Grün-Weiß) und 1973 (hinter dem VfL Osnabrück) wurde jeweils die Vizemeisterschaft errungen. Nach drei unterklassigen Jahren gelang schließlich 1978 die Rückkehr in das zweitklassige norddeutsche Oberhaus, bevor man 1982 aus der nunmehr „Zweite Bundesliga Nord“ genannten Klasse erneut absteigen musste. In den 1980er Jahren pendelten die Bremer dann zwischen Zweit- und Drittklassigkeit. Bei der Einführung der zweigeteilten Zweiten Bundesliga gehörten sie zu den Gründungsmitgliedern und spielten bis zum Aufstieg 2005 in dieser. Von 1992 bis 1996 war Shi Zhihao Spielertrainer, der ab 2005 die chinesische Frauen-Nationalmannschaft trainierte.
Mit der Integration der 1. Herrenmannschaft in die SV Werder Bremen GmbH & Co. KGaA 2003 wurde die organisatorische Voraussetzung für eine Professionalisierung des Spielbetriebes geschaffen. Die Tischtennismannschaft der Herren wurde in der Saison 2002/03 Meister der Zweiten Bundesliga, verzichtete aber aus finanziellen Gründen auf den Aufstieg. 2005 wurde sie in der Besetzung Yang Hong (CHN), Mads Sörensen (DEN), Claus Rasmussen (DEN), Daniel Fynsk (DEN), Lennart Wehking, Frank Sternal, Colum Slevin (IRL) Tabellenzweiter und erhielt wegen der Disqualifikation des SV Plüderhausen die Möglichkeit, den frei werdenden Platz einzunehmen. Diesmal wagte sie den Aufstieg in die Bundesliga, stieg aber nach nur einem Jahr wieder in die Zweite Bundesliga ab. 2007 gelang der direkte Wiederaufstieg in die erste Liga.
Nach einem fünften Platz in der Saison 2011/12 konnte die Mannschaft in der Spielzeit 2012/13 zum ersten Mal an der Champions League teilnehmen. Mit dem Olympiavierten Chuang Chih-Yuan wurde ein Weltklassespieler verpflichtet. In der Champions League konnte sich die Mannschaft in der Gruppenphase gegen die russische Mannschaft UMMC Verkhnaya Pyshma und AS Pontoise-Cergy TT aus Frankreich durchsetzen und erreichte als eine von vier deutschen Mannschaften das Viertelfinale, wo man dann knapp gegen Borussia Düsseldorf unterlag. Dagegen behielt Bremen im Halbfinale um die deutsche Meisterschaft gegen den Rekordmeister und Titelverteidiger aus Düsseldorf überraschend die Oberhand und erreichte erstmals das Endspiel, das mit 3:0 gegen den favorisierten Ex-Champion und Hauptrundensieger TTF Ochsenhausen gewonnen wurde.
Die zweite Herrenmannschaft spielt in der Landesliga, die erste Damenmannschaft in der Verbandsliga.
| Name             | Tätigkeitsbezeichnung |
| ---------------- | --------------------- |
| Werner Meyer     | Abteilungsleiter      |
| Torsten Mietner  | Sportwart             |
| Birte Grensemann | Jugendwartin          |
| Marc Hackl       | Kassenwart            |
| Arne Weinert     | Pressewart            |
| Dieter Morstein  | Materialwart          |
| Felix Hoffmann   | Beisitzer             |
| Sascha Greber    | Beisitzer             |

### Turnspiele und Gymnastik
Die Abteilung Turnspiele und Gymnastik beinhaltet heute die Sparten Korbball, Prellball, Gymnastik und Seniorengymnastik. Als erste der genannten Sportarten wurde 1949 die Abteilung Korbball gegründet, nachdem ein Antrag 1946 zunächst abgelehnt worden war. Ab 1951 spielten zwei Frauenmannschaften in der damaligen Hallenliga. Die Frauenmannschaft wurde 1960 norddeutscher Meister und in den Jahren 1961, 1962, 1964 und 1967 in der Halle Vizemeister. Im Bereich Korbball sollte der SV Werder Bremen später vor allem im Jugendbereich erfolgreich sein, so wurden zwischen 1981 und 1990 in verschiedenen Klassen fünf Meisterschaften gewonnen. Im Laufe der Zeit kamen weitere ähnliche Sportarten hinzu: Bereits 1968 war der Versuch eine Abteilung für Prellball ins Leben zu rufen offiziell am Fehlen einer geeigneten Spielanlage gescheitert. Acht Jahre später war ein erneuter Antrag erfolgreich, da mit dem heutigen Vereinspräsidenten Klaus-Dieter Fischer ein Prellballspieler Mitglied des Vereinspräsidiums geworden war. Daraufhin wurde die Abteilung Turnspiele und Gymnastik gegründet, in der neben Prell- und Korbball auch Gymnastik und Seniorengymnastik ausgeübt werden. Seit ihrer Gründung wurde diese Abteilung von Meta Finke geführt, bis diese das Amt an den damaligen Sportwart Manfred Jacobi abgab. Mit dem Bau der noch im selben Jahr fertiggestellten Spielstätte SV Werder Halle wurde 1978 begonnen. 1985/86 und 1987/88 gelang der ersten Prellballmannschaft der Herren der Aufstieg in die erste Bundesliga, dem jeweils ein sofortiger Abstieg folgte. Die Frauen 30 wurden in der Saison 1989/90 Bremer und Norddeutscher Meister.
Darüber hinaus engagiert sich diese Abteilung hauptsächlich im Freizeitsport für Kinder, Jugendliche und Erwachsene. Von allen Vereinsabteilungen hat sie heute die meisten sportlich aktiven Mitglieder.
Die größten Erfolge der Prellballmannschaften:
- Bremer Meister und norddeutscher Meister, Frauenklasse 30: 1989/90
- Kreis- und Landesmeister, Norddeutscher Meister, Deutscher Meister Männerklasse 40: 1982/83 und 1989/90
- Deutscher Meister Männerklasse 50: 2005

Die größten Erfolge der Korbballmannschaften:
- Norddeutscher Meister Frauen: 1960
- Norddeutscher Vizemeister Frauen (Halle): 1961, 1962, 1964, 1967
- Deutscher Meister Jugend (Halle): 1989
- Deutscher Meister Jugend (Feld): 1990
- Deutscher Meister Schülerinnen (Feld): 1981, 1985
- Deutscher Meister Schülerinnen (Halle): 1985

| Name                    | Tätigkeitsbezeichnung              |
| ----------------------- | ---------------------------------- |
| Claudia Lasch           | Vorsitzende                        |
| Heike Hoffmeister-Eilts | Stellvertretende Vorsitzende       |
| Markus Schmieding       | Sportwart                          |
| Nele Eilts              | Beisitzerin Gymnastik              |
| Dominic Abasi           | Beisitzer Spiele, Jugendwart       |
| Cornelia Dehne          | Beisitzerin Korbball               |
| Sarah Janosch           | Beisitzerin Tanzsport              |
| Janne Herzog            | Beisitzer Schrift- u. Pressewartin |
| Christiane Dürkop       | Kassenwartin                       |

### E-Sports
Werder Bremen besitzt seit 2018 eine E-Sport-Abteilung. Der alleinige Schwerpunkt liegt hierbei auf der Fußballsimulation FIFA. Seit Januar 2019 beteiligte sich Werder mit den Spielern Mohammed „MoAuba“ Harkous, Michael „MegaBit“ Bittner und Eleftherios „Leftinho“ Ilias unter anderem an der VBL Club Championship mit 22 Teams aus der ersten und zweiten Liga. Werder Bremen gewann hier 2019 die deutsche Meisterschaft sowohl im Teamwettbewerb (Liga-Modus) als auch in der Einzelwertung (Turniermodus). Dort besiegte MegaBit (Xbox) in einem reinen „Werder-Finale“ seinen Teamkollegen MoAuba (PlayStation), beide hatten sich über den Sieg in ihrem jeweiligen Konsolen-Turnierzweig für das Finale qualifiziert. Im April 2019 waren MoAuba und Megabit die ersten Vertreter der neuformierten deutschen eFootball-Nationalmannschaft beim FIFA eNations Cup. Dort schieden sie als Mitfavoriten bereits in der Vorrunde aus. Im August 2019 wurde MoAuba – als erster Deutscher – Sieger des FIFA Interactive World Cup. Kurz darauf verließ dieser Werder Bremen und wurde durch Erhan „Dr. Erhano“ Kayman ersetzt.
Im Jahr 2020 gewann Werder mit den Spielern Michael „MegaBit“ Bittner und Erhan „Dr. Erhano“ Kayman erneut die VBL Club Championship.